# Luca Giordano
Pour les articles homonymes, voir Giordano.
Luca Giordano, né à Naples le 18 octobre 1634 et mort dans la même ville le 12 janvier 1705, est un peintre italien baroque de l'école napolitaine de peinture.
Il est l'un des principaux représentants de la peinture napolitaine du XVIIe siècle, avec José de Ribera, Salvator Rosa, Battistello Caracciolo, Massimo Stanzione, Bernardo Cavallino, Aniello Falcone, Andrea Vaccaro et Mattia Preti, ainsi que l'un des représentants les plus influents du baroque européen.
L'évolution artistique du peintre s'étend sur plus de 50 ans de carrière, au cours desquels il assimile et retravaille les influences de tous les principaux courants picturaux du XVIIe siècle. Il commence à peindre en s'intéressant au naturalisme du Caravage et, surtout, de José de Ribera, puis se renouvelle avec le style néo-vénitien issu des études des grands maîtres classiques du XVIe siècle, notamment Titien et Paul Véronèse, aboutissant au baroque le plus pur, avec l'influence de Pierre Paul Rubens, Giovanni Lanfranco et Pierre de Cortone, s'inventant finalement comme un précurseur de la période rococo qui s'ouvrira au XVIIIe siècle.
Il est à tous égards l'un des peintres les plus prolifiques de l'histoire de l'art, ayant exécuté plus d'un millier d'œuvres, travaillant sur des commandes publiques et privées, ces dernières étant également représentées par certaines des cours les plus importantes du continent (d'Avalos, Médicis, membres de la famille royale d'Espagne).
Son père, peintre également, l'avait surnommé Luca Fà-presto en français : « Luca fait vite ».

## Biographie

### Débuts (1650-1660)

#### Formation
Luca Giordano nait à Naples le 18 octobre 1634 d'Antonio, un modeste peintre, et d'Isabella Imparato ; il est baptisé dans l'église Sant'Anna di Palazzo.
Son père, lui-même artiste, lui enseigne les premiers rudiments du métier. Il devient un des collaborateurs de son atelier et, pour le compte de son père, il parcourt la ville pour copier les œuvres présentes dans les églises napolitaines. Il considère comme ses premières œuvres achevées, quand il a six ans (selon Celano) ou à l'âge de huit ans (selon Philippe Baldinucci et Bernardo de Dominici), les fresques de deux petits anges dans l'intrados d'accès à la chapelle de Sant'Onofrio dans l'église Santa Maria la Nova à Naples, lorsqu'il achève une commande de son père .
Ses premières œuvres, datées de 1653, sont la gravure représentant Le Christ et la femme adultère et un panneau avec la Guérison de l'Infirme (dont aujourd'hui toute trace a été perdue), issus de l'œuvre du graveur, peintre et auteur de traités allemand Albrecht Dürer, le plus grand représentant de la peinture de la Renaissance allemande, dans laquelle convergent les influences innovantes de l'art italien et celles désormais consolidées de la tradition picturale flamande. Giordano s'inspirera de Dürer à plusieurs reprises lors de ses débuts artistiques, de manière plus ou moins ponctuelle, probablement dans le but de perfectionner ses études et recherches sur les caractérisations et expressions des figures, comme dans l'Ecce Homo du Walters Art Museum de Baltimore, dans le Christ devant Pilate du musée de Philadelphie et dans les Joueurs de Cartes des Musées d'État de Berlin.

#### Ribera et le caravagisme

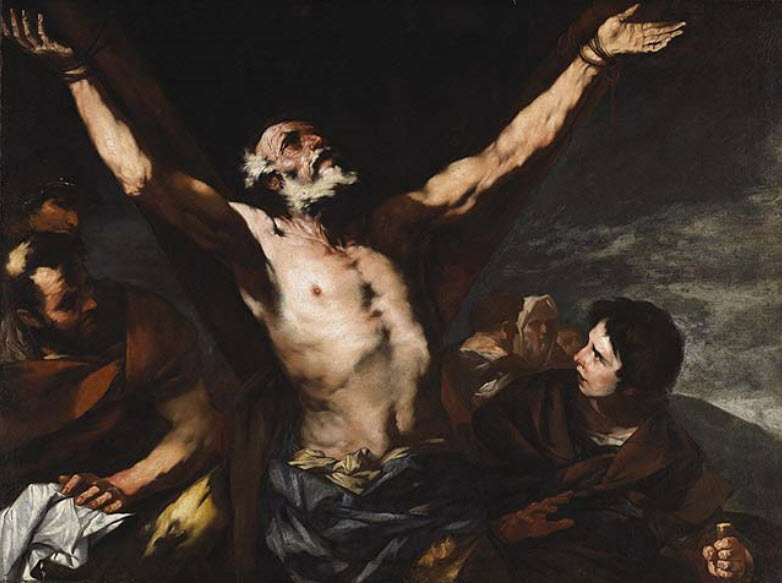
Crucifiement de Saint André, 1660, musée des beaux-arts du Canada, Ottawa.

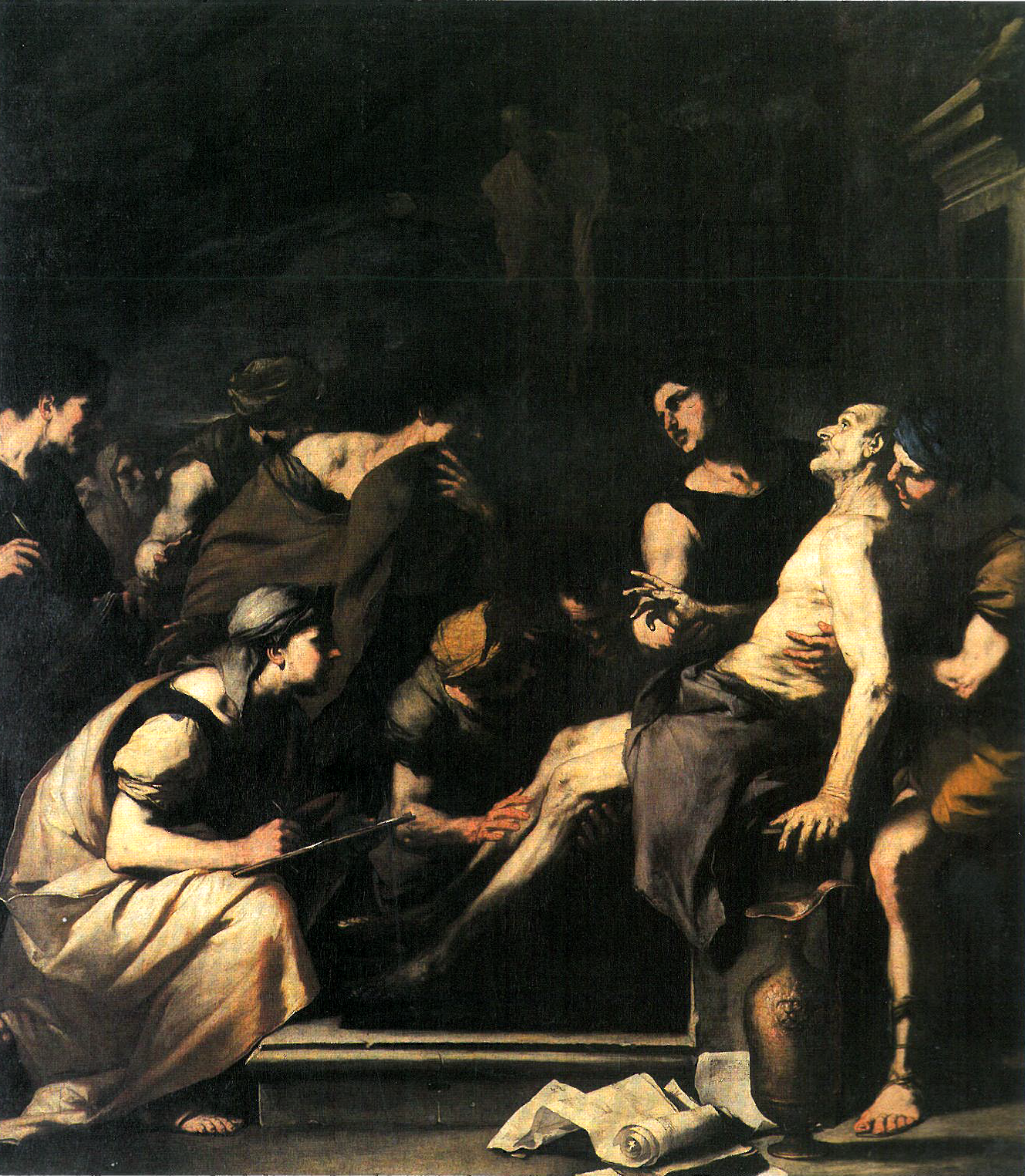
Mort de Sénèque, 1650-1653, Alte Pinakothek, Munich

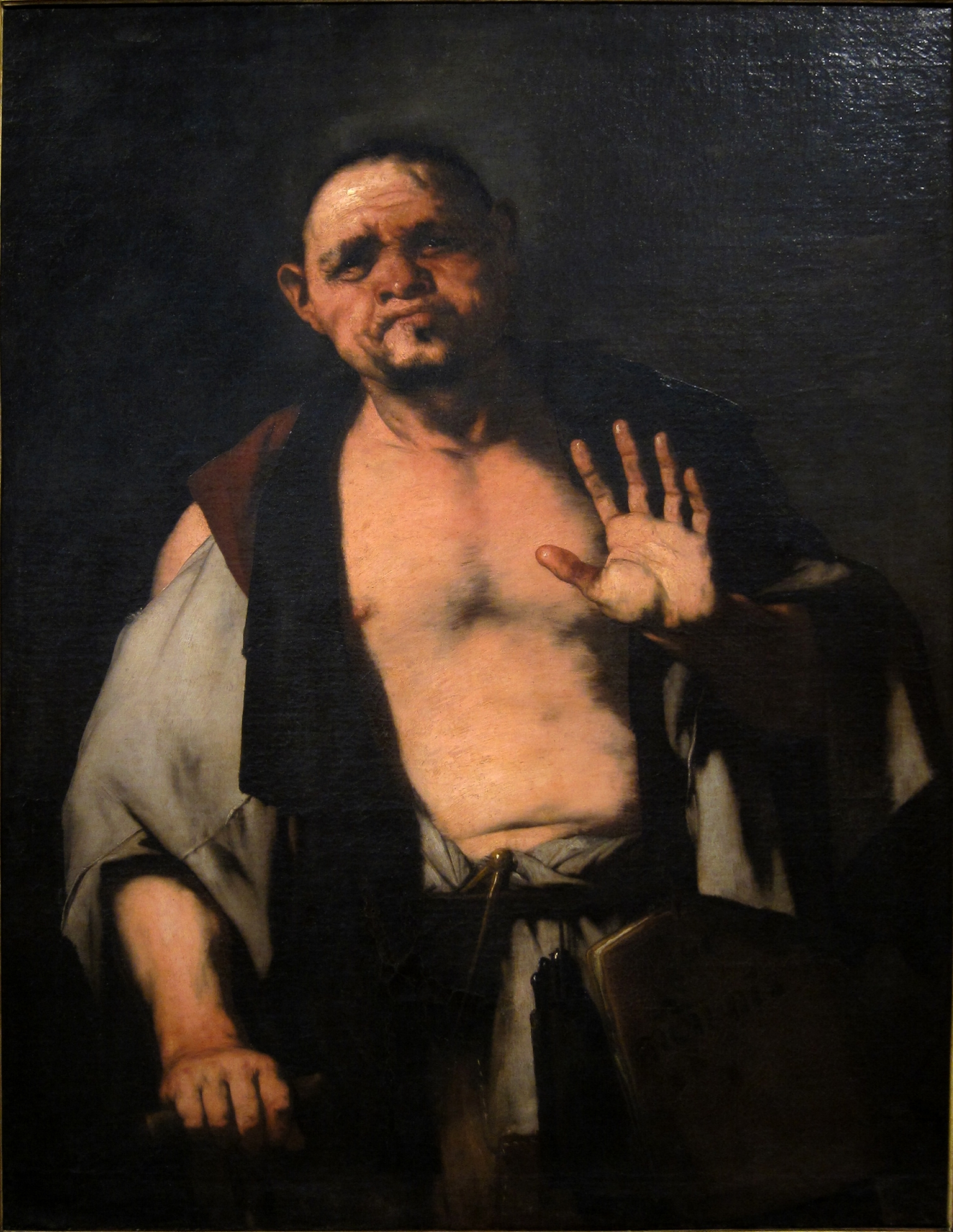
Cratès, 1660, Palais Barberini, Rome.

Dès l'âge de huit ans, Luca réussit à peindre un chérubin sur l'un des dessins de son père. Cet exploit incite le vice-roi de Naples à placer l'enfant en apprentissage auprès de José de Ribera.
Ses premières commandes ne sont pas documentées, mais l'on sait avec certitude que la première phase artistique du peintre napolitain est très proche du caravagisme en général, et plus spécifiquement du naturalisme de José de Ribera des premiers temps, avec lequel il fait son apprentissage pendant environ neuf ans, à tel point que certains historiens du XVIIIe siècle (dont Dominici) « écartent » cette phase de « formation » en le traitant de « simple » imitateur du maître espagnol.
L'ensemble des œuvres, à thème profane ou religieux, achevées jusqu'aux environs de 1660, comme les grandes toiles de 1654 pour la basilique San Pietro ad Aram de Naples, Traditio clavium et Saint Pierre et saint Paul s’embrassent avant d’aller au martyre, constituent en effet les premières œuvres du peintre avec une datation certaine qui ont survécu jusqu'à nos jours, auxquelles il faut ajouter celles rapportées par Giordano lui-même dans une lettre qu'il a écrite en 1688 à l'occasion de l'inventaire des toiles appartenant à la collection Vandeneynden, propriété du mécène flamand Ferdinand van den Eynde (1er marquis de Castelnuovo), où il mentionne ses propres œuvres exécutées « à la manière de Spagnoletto », donc l'Apollon et Marsyas (probablement celle du musée de Capodimonte de Naples), La Crucifixion de saint André (probablement celle de l'Alte Pinakothek de Munich) et le Saint Jérôme (dans le même musée allemand).
Datent de la même période, la Déposition de la Pinacothèque nationale de Bologne, la Mort de Sénèque de l'Alte Pinakothek de Munich, Abraham chassant Agar et Loth avec ses filles, tous deux à la Gemäldegalerie Alte Meister de Dresde, le Saint Sébastien de la Pinacothèque de Lucques, qui reprend la posture de la version de Ribera au musée San Martino de Naples, même si ce dernier appartient à la période la plus luministe du peintre espagnol, tandis que Giordano la reprend en clair-obscur, le Saint Luc représentant la Vierge au musée Ponce (Porto Rico), l'un des chefs-d'œuvre de cette phase juvénile du Giordano, où le peintre se représente dans la figure du saint, et l'Extase de saint François au musée de Lisbonne.
Par ailleurs, les deux séries des Philosophes, dont les Démocrites, disséminées dans divers musées internationaux, réalisées entre les années 1650 et 1660, qui font clairement référence à des portraits de personnages pris sur le vif, comme des mendiants et avec de fortes caractérisations physionomiques d'une intensité expressive accentuée, à la manière de la série des Sens, les saints et philosophes peinte par Ribera environ quarante ans plus tôt, où dans les deux portraits conservés à la pinacothèque de Munich en Allemagne, il se représente lui-même dans l'un et dans l'autre son père.
Cette première phase artistique se termine par La Dispute des philosophes et La Dispute des théologiens au musée de Bordeaux, où le pictorialisme montre déjà un déclin du style ribériste au profit d'une peinture plus intense et plus lumineuse, La Forge de Vulcain du musée de l'Ermitage de Saint-Pétersbourg, L'Enlèvement de Déjanire du palais Abatellis de Palerme, Le Crucifiement de Saint André du musée des beaux-arts du Canada d'Ottawa, Le Christ et la femme adultère d'une collection privée napolitaine et l'Apollon et Marsyas du musée de Capodimonte de Naples, un véritable hommage au maître espagnol avec la reprise de sa composition représentée dans la toile déjà présente dans la collection D'Avalos et qui sera également envoyé plus tard à Capodimonte.

#### Rome et Venise
Les évolutions picturales qui ont touché Luca Giordano au cours de sa carrière sont nombreuses, jamais nettes et décisives, avec une année spécifique marquant « l'avant » et « l'après » de ce moment. En effet, s'il est vrai que les peintures ribériennes réalisées par Giordano concernent la décennie allant jusqu'à 1660, il est également vrai qu'un premier changement stylistique dans l'œuvre du peintre se manifeste déjà à partir de 1655 environ, avec des œuvres qui commencent à prendre sur des connotations véronaises.

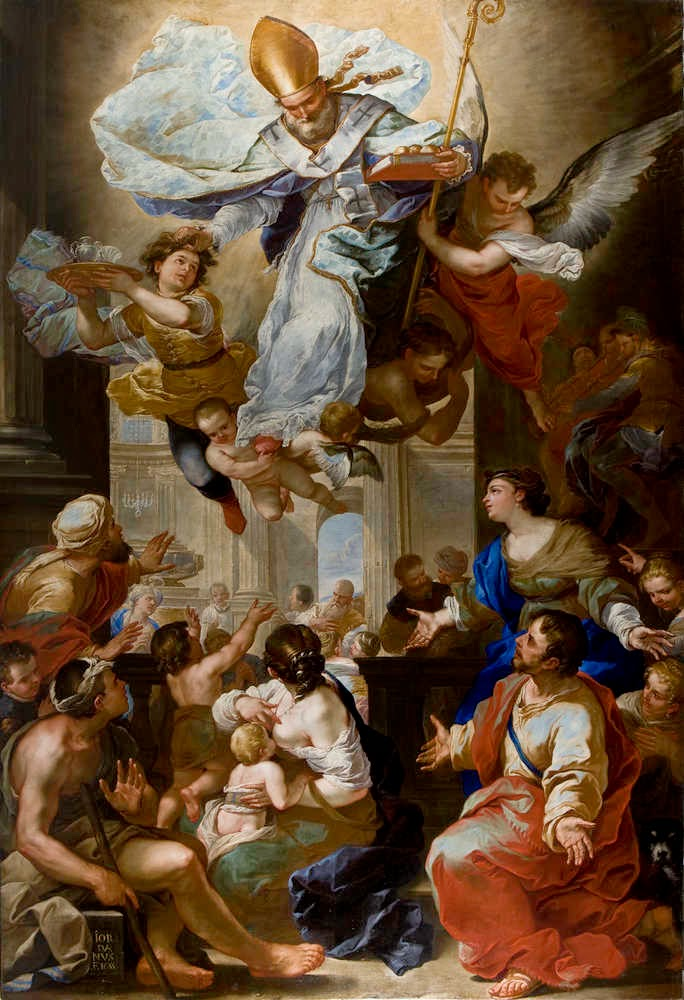
Saint Nicolas de Bari sauve l’échanson, 1655, église Santa Brigida, Naples.

Le retable de Saint Nicolas de Bari sauve l’échanson de l'église Santa Brigida est l'œuvre qui marque ce passage ; il est construit dans le style de Véronèse et est influencé par le néo-vénitien baroque avec des solutions qui suivent ce qui a été proposé par Pierre de Cortone au palais Barberini de Rome, comme la femme de dos avec deux enfants, qui semble tirée de la fresque des Berrettini où il représente l'Allégorie de la Justice dans la voûte de la salle du palais romain.
Des chefs-d'œuvre de Giordano datent de cette période, pour la plupart de grandes compositions religieuses à coupe verticale, caractérisées par des chromatismes intenses et une vitesse accentuée dans les coups de pinceau, dont les deux retables de Sainte Anne et la Vierge et de Saint Michel Archange qui bat les anges rebelles (ce dernier est la première d'une série de peintures sur le même sujet qui constitueront certaines de ses œuvres les plus remarquables), toutes deux datant de 1657 pour l'église de l'Ascension de Chiaia à Naples, la Vierge du Rosaire pour l'église de la Solitaria, Saint Augustin avec sainte Monique (envoyé à Madrid pour l'église de l'Incarnation), les deux somptueux retables de 1658 pour l'église Sant'Agostino degli Scalzi, L'Extase de saint Nicolas de Tolentino et L'Aumône de saint Thomas de Villanova, Saint Nicolas en Gloire pour l'église San Nicola a Nilo, aujourd'hui au musée du Castel Nuovo, Sainte Lucie conduite au martyre au musée de Capodimonte, datée de 1659, et Le Massacre des Innocents à l'Alte Pinakothek de Munich.
Ces œuvres ont amené l'historiographie officielle à penser que Giordano a effectué un voyage à Venise avant 1655, ce qui n'est pas totalement incongru puisque les biographes de l'époque rapportent tous unanimement que le peintre a fait plusieurs voyages à Rome dans sa jeunesse, au moins deux, un en 1650, accompagné de son père, et un autre en 1654, durant six mois chacun, dans le but d'étudier les œuvres anciennes et les œuvres de Michel-Ange, Raphaël, des Carracci, du Corrège, de Rubens et du Caravage. Le jeune Luca Giordano s'applique à copier les œuvres des maîtres, se perfectionnant ainsi en dessin, fréquente également l'atelier de Pierre de Cortone et d'autres peintres de l'école néo-vénitienne. Cependant, insatisfait de ce que Rome lui offre en matière de peinture vénitienne, il souhaite s'installer à Venise même pour mieux apprendre les leçons des maîtres locaux, une démarche qui n'est cependant pas confirmée par tous les biographes de l'époque, mais seulement par certains d'entre eux, cependant les plus précis sur le sujet (De Dominici, Baldinucci, Boschini).
En 1658, au début de la vingtaine, il épouse Margherita Dardi et devient indépendant de son père. Cette première décennie, intense et très prolifique en termes de production, se termine par des peintures d'inspiration véronaise avec des références à Rubens, notamment dans la fluidité et la plasticité des figures représentées, comme Le Crucifiement de saint Pierre dans les Galeries de l'Académie de Venise, La Vocation des saints Pierre et André, La Vocation de saint Matthieu, Le Banquet d'Hérode et Les Noces de Cana à la chartreuse Saint-Martin de Naples, La Circoncision au musée national d'Art de Roumanie de Bucarest, le Christ parmi les médecins au palais Corsini à Rome, l'Allégorie de la Paix du Palazzo Spinola di Pellicceria à Gênes et Rubens peignant l'Allégorie de la Paix au musée du Prado à Madrid.

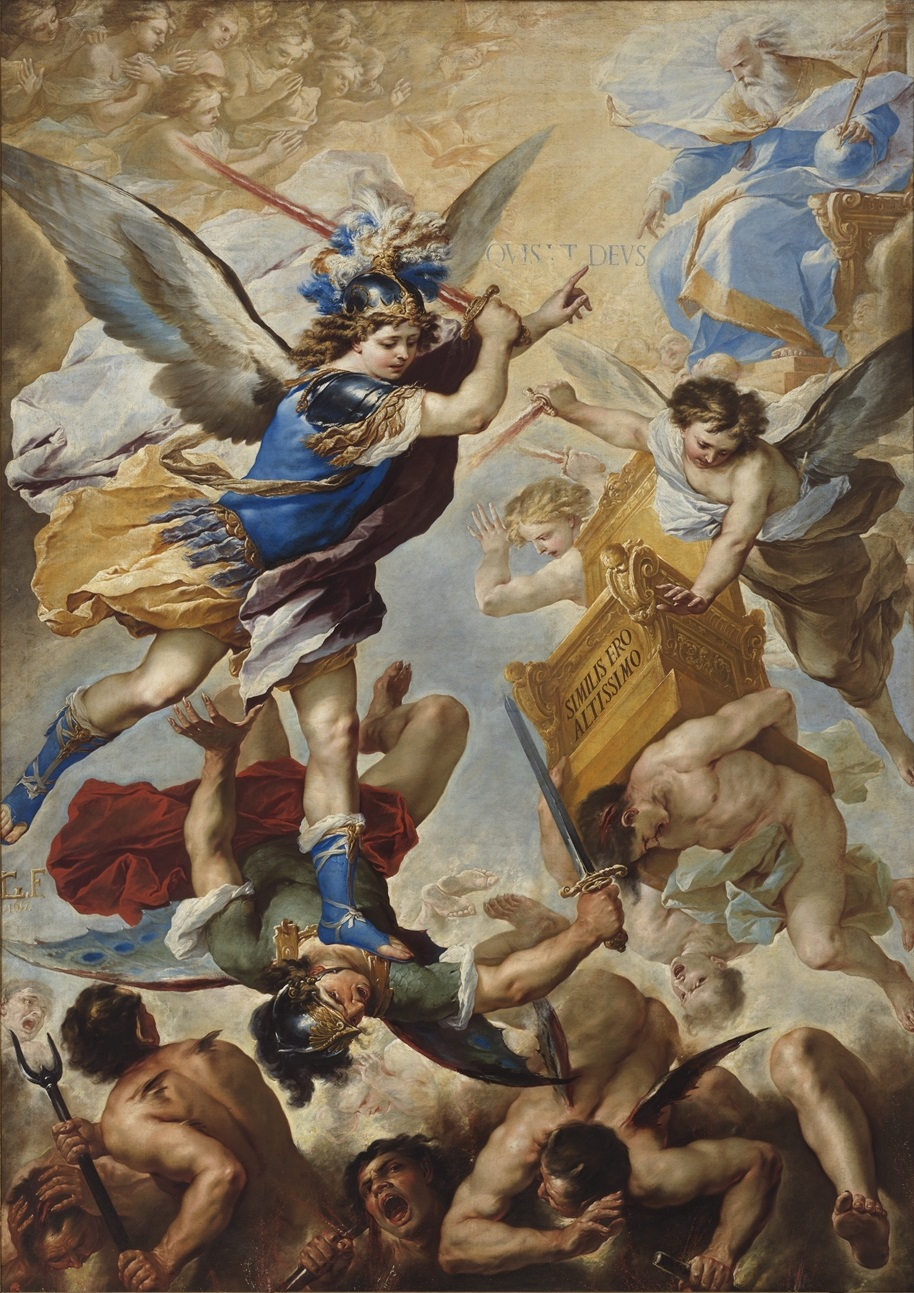
Saint Michel Archange qui bat les anges rebelles, 1657, église de l'Ascension de Chiaia, Naples.
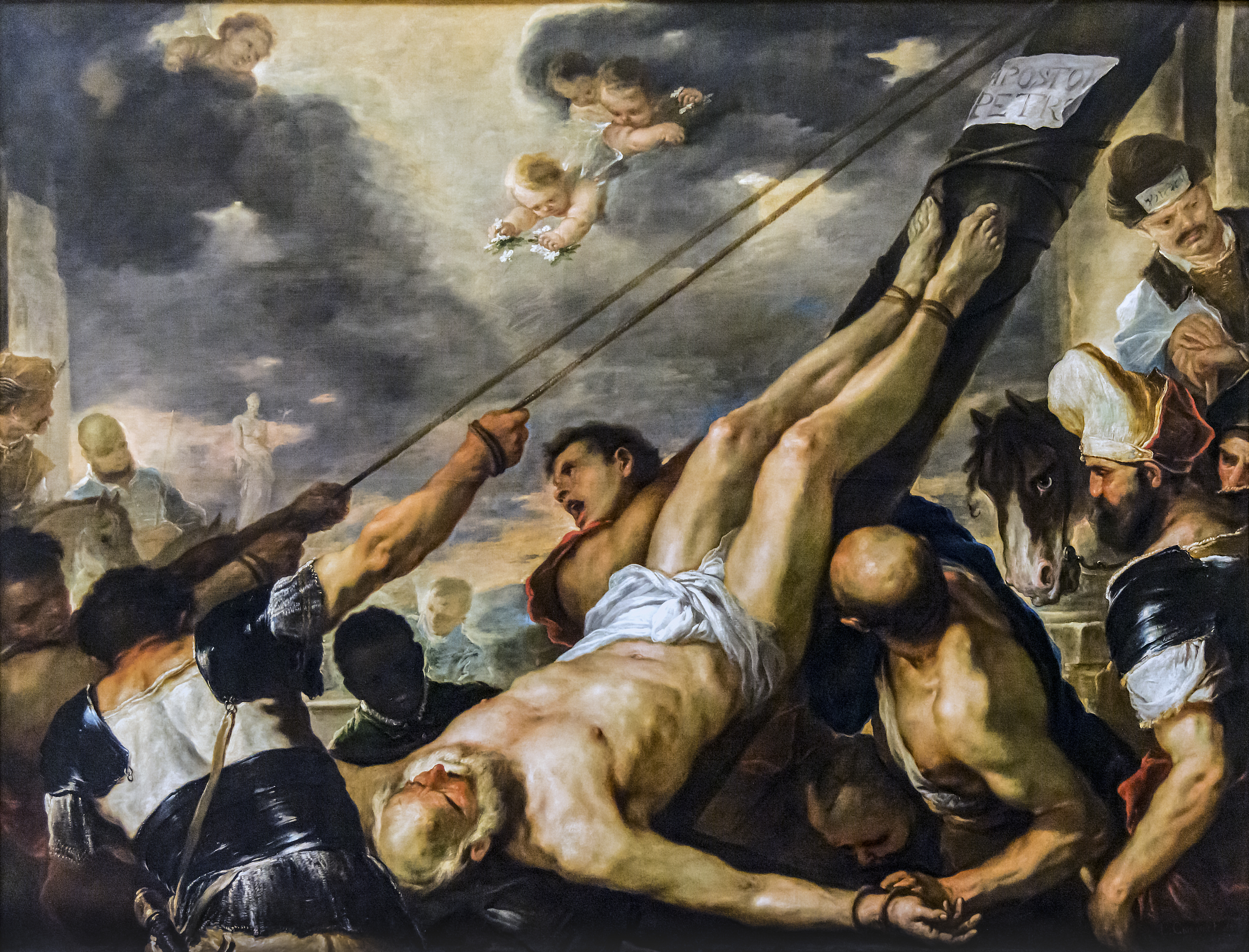
Le Crucifiement de saint Pierre, 1659-1660, Galeries de l'Académie de Venise.

### Première maturité (1660-1680)

#### Commandes napolitaines du vice-roi Gaspar de Bracamonte (1660-1664)
Parmi les premières commandes importantes que Giordano reçoit au début de la nouvelle décennie figurent celles du cardinal Ascanio Filomarino, qui demande des ouvrages pour les quatre portes de l'orgue de la cathédrale Notre-Dame-de-l'Assomption de Naples, une Vierge de l'Annonciation avec une Annonciation pour deux d'entre elles, tandis que les deux autres représentent les saints patrons de Naples.

Cependant, la commission reçue du vice-roi de Naples de 1659 à 1664, Gaspar de Bracamonte, comte de Peñaranda, qui finance les modernisations à l'intérieur de l'église San Giuseppe delle Scalze a Pontecorvo à Naples, constitue un moment d'une importance particulière pour le peintre. En effet, dans la veine du premier groupe de toiles de la décennie précédente, se trouve le grand retable de 1660, réalisé à la demande de Bracamonte pour le maître-autel de l'église, aujourd'hui conservé au musée de Capodimonte, où le peintre peint la scène insolite de La Sainte Famille a la vision des symboles de la Passion. Une véritable collaboration prend alors naissance entre le peintre napolitain et le vice-roi, l'un de ses principaux clients, tant pour des ouvrages publics destinés aux églises napolitaines que pour sa collection d'art personnelle, qu'il apportera ensuite avec lui en Espagne à la fin de son mandat. Giordano est tout d'abord chargé de créer une réplique de la même toile pour le vice-roi lui-même, dans un format légèrement plus petit, aujourd'hui dans les collections du musée du Louvre, mais prêtée au musée d'Art et d'Industrie de Saint-Étienne.
Deux autres chefs-d'œuvre absolus de Giordano de cette première maturité artistique figurent également parmi les commandes de Bracamonte, San Gennaro intercédant auprès de la Vierge, du Christ et du Père éternel pour la cessation de la peste de 1656, ordonnée par le vice-roi en guise d'ex-voto pour la cessation de la Grande peste de Naples et Les saints patrons de Naples adorent le Crucifix, tous deux datés de 1662 et exécutés pour l'église Santa Maria del Pianto (Naples) (aujourd'hui conservés au musée de Capodimonte), ainsi que les deux tableaux du Repos lors de la fuite en Egypte et Sainte Anne avec la Vierge enfant et saint Joachim pour l'église, qui ont la particularité d'être toujours de grandes compositions, cependant mises en scène, contrairement aux œuvres précédentes, dans une coupe horizontale (300 × 450 cm).

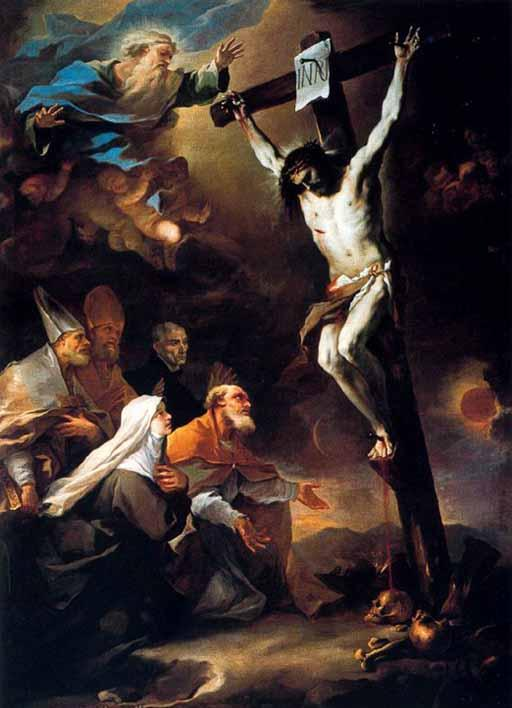
Les saints patrons de Naples adorent le Crucifix, 1662, musée de Capodimonte, Naples.
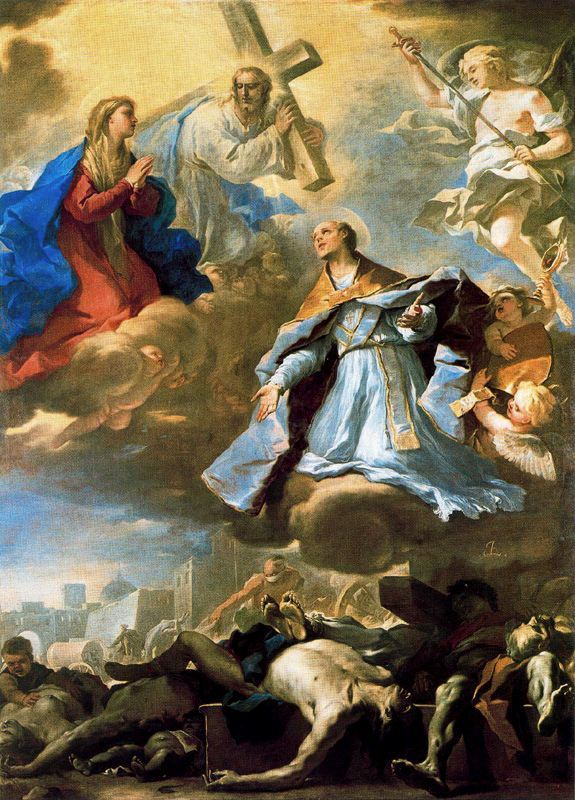
San Gennaro intercédant auprès de la Vierge, du Christ et du Père éternel pour la cessation de la peste de 1656, 1662, musée de Capodimonte, Naples.
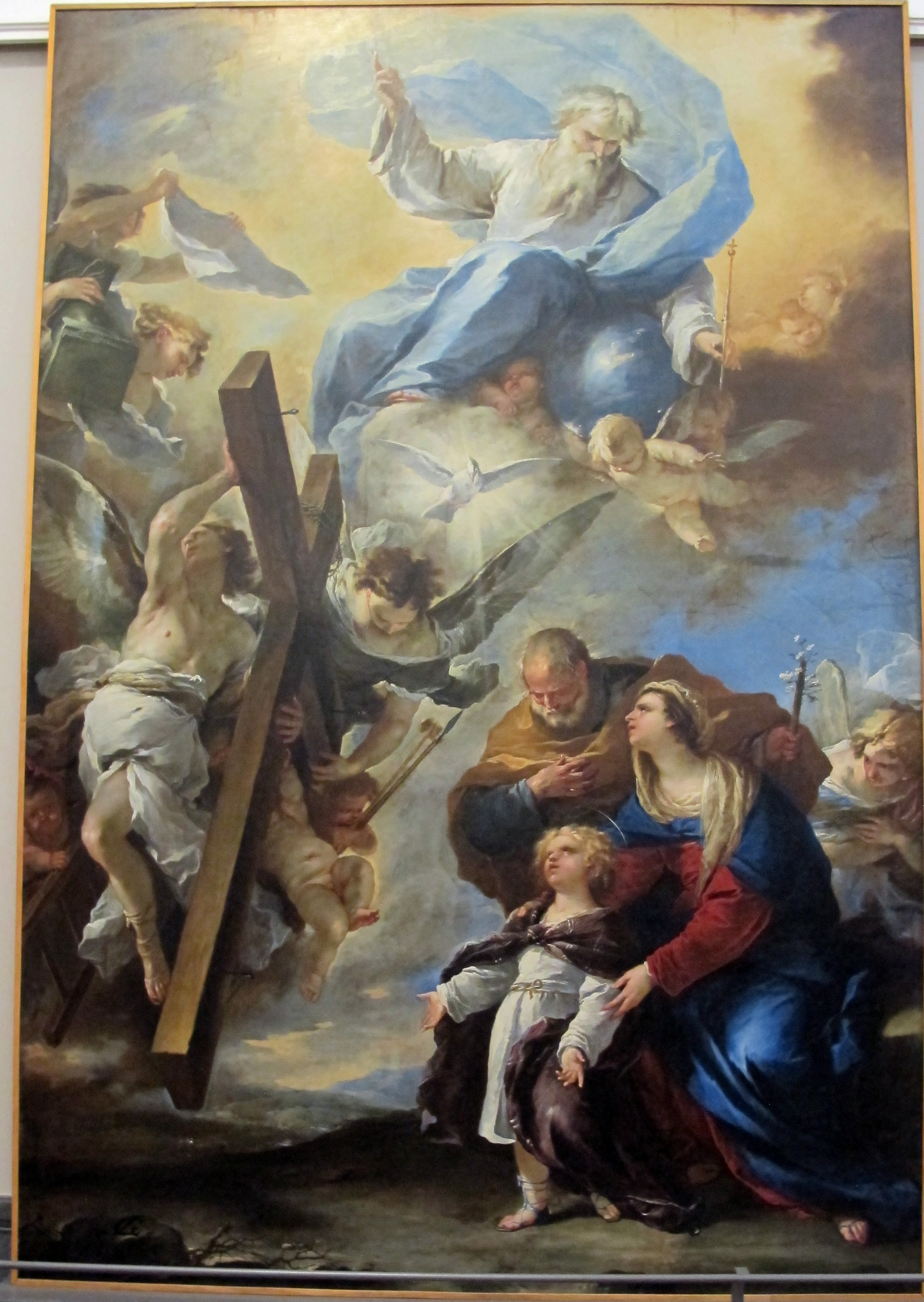
La Sainte Famille a la vision des symboles de la Passion, 1660, musée de Capodimonte, Naples.
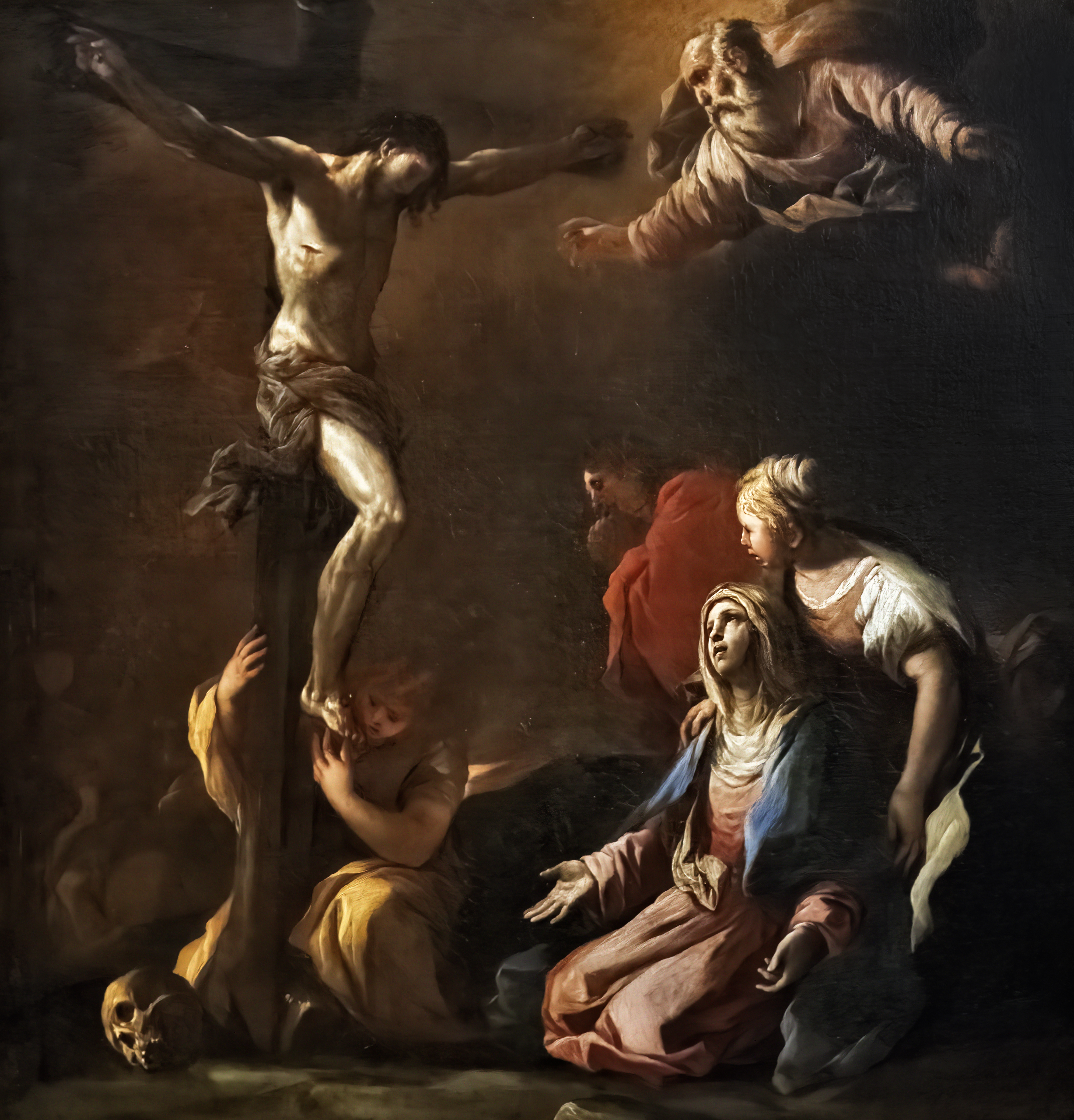
La Crusifixion-  Museo civico di Santa Caterina Trévise.

Les collections privées du vice-roi comprennent un autre grand groupe de toiles qu'il enverra ensuite en 1669 au couvent des Carmélites aux pieds nus de Peñaranda de Bracamonte, lieu de culte qu'il fonde, où elles se trouvent encore, dont : L'Annonciation, Le Christ tombant sous la croix, La Déposition du Christ, Ecce Homo, L'Oraison au Jardin des Oliviers et enfin La Transverbération de sainte Thérèse, qui en termes de qualité semble être la meilleure. Une autre version de L'Annonciation, réalisée en reproduisant celle que Titien a exécutée pour l'église San Domenico Maggiore à Naples, est envoyée à la Congrégation du Christ de San Ginés à Madrid.

#### Série de peintures mythologiques pour D'Avalos et peintures classiques (1663-1664)
Luca Giordano réalise un groupe de toiles à sujets mythologiques, de goût purement classique, de format pour la plupart similaire, à coupe horizontale, pour enrichir les collections privées de ses clients, comme celles pour la famille D'Avalos, que le noble Don Andrea, marquis de Montesarchio, possède dans sa résidence des Abruzzes, et qui s'installe plus tard à Naples.
Ces œuvres permettent de découvrir une nouvelle manière de Giordano : les toiles en question, en effet, par rapport aux autres sujets mythologiques précédents, qui étaient de nature naturaliste ribérienne, apparaissent plus composées et en ligne avec les peintres classiques qu'il a pu admirer lors de ses séjours d'études à Rome, comme Guido Reni ou Nicolas Poussin, comme Vénus endormie avec le satyre, Vénus, Amour et le satyre et Le Rapt de Lucrèce, toutes dans la collection D'Avalos et aujourd'hui au musée de Capodimonte, et La Jeunesse tentée par les Vices du musée Städel de Francfort-sur-le-Main.
D'autres toiles d'origine renienne remontent à cette période, comme le retable de La Visitation dans l'église Santa Maria dei Raccomandati à San Demetrio ne' Vestini dans les Abruzzes, ou comme la grande œuvre de Saint Michel archange battant les anges rebelles des musées d'État de Berlin, l'un des chefs-d'œuvre absolus de Giordano, où le peintre met en valeur dans la scène la même « délicatesse » picturale et colorée que la toile de 1638, de même sujet, que le peintre bolonais a laissée à Rome dans l'église Santa Maria della Concezione dei Cappuccini.
Vers 1665, Giordano reçoit les soldes de certaines de ses œuvres déjà achevées, comme celles de Santa Maria del Pianto à Naples ou celle de la cathédrale de Cosenza, où il exécute L'Immaculée Conception et Dieu le Père. Cependant, les paiements sont encaissés par son père, car en 1664, Giordano a donné procuration aux membres de sa famille pour percevoir les soldes non encore reçus en son nom car il doit bientôt partir pour un long voyage.

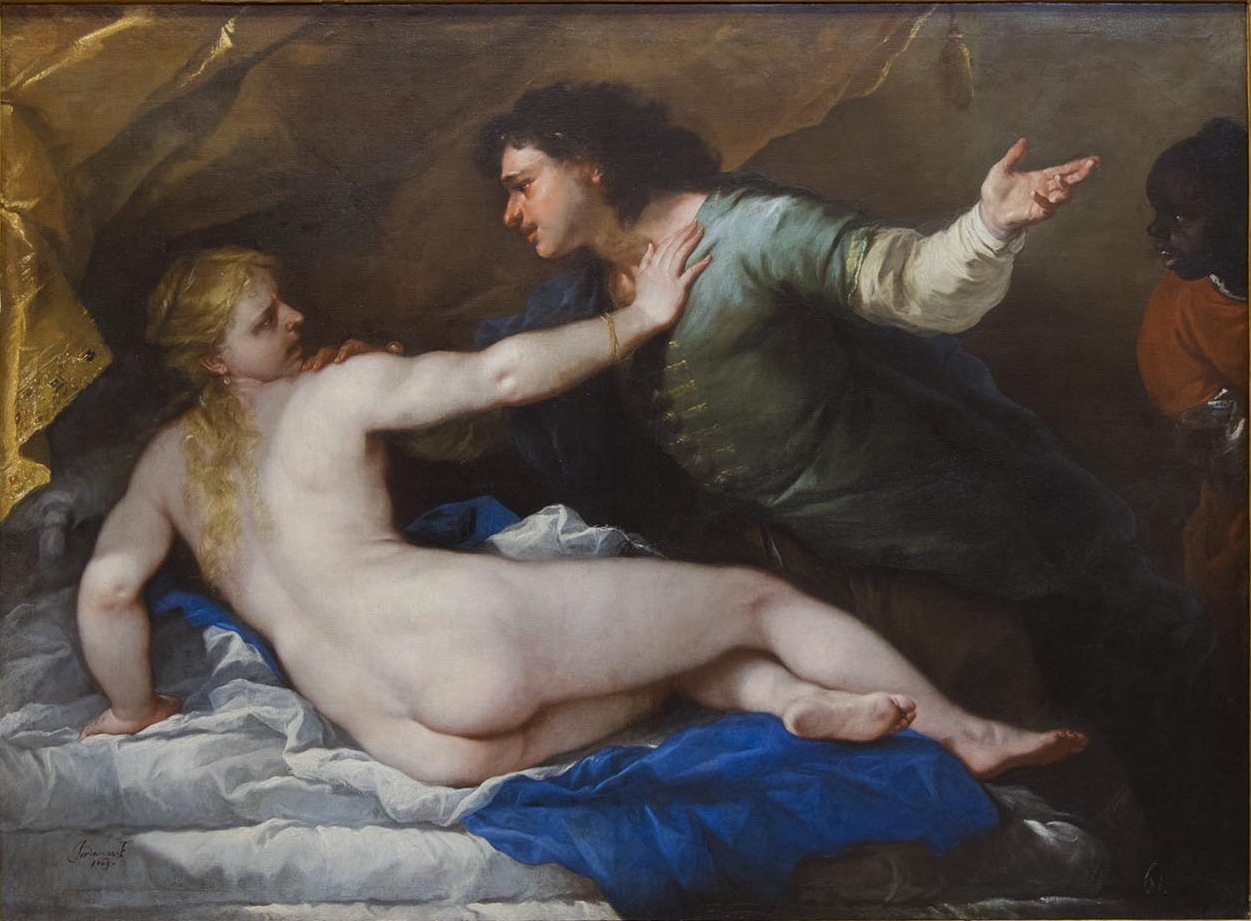
Le Rapt de Lucrèce, 1663, musée de Capodimonte, Naples.
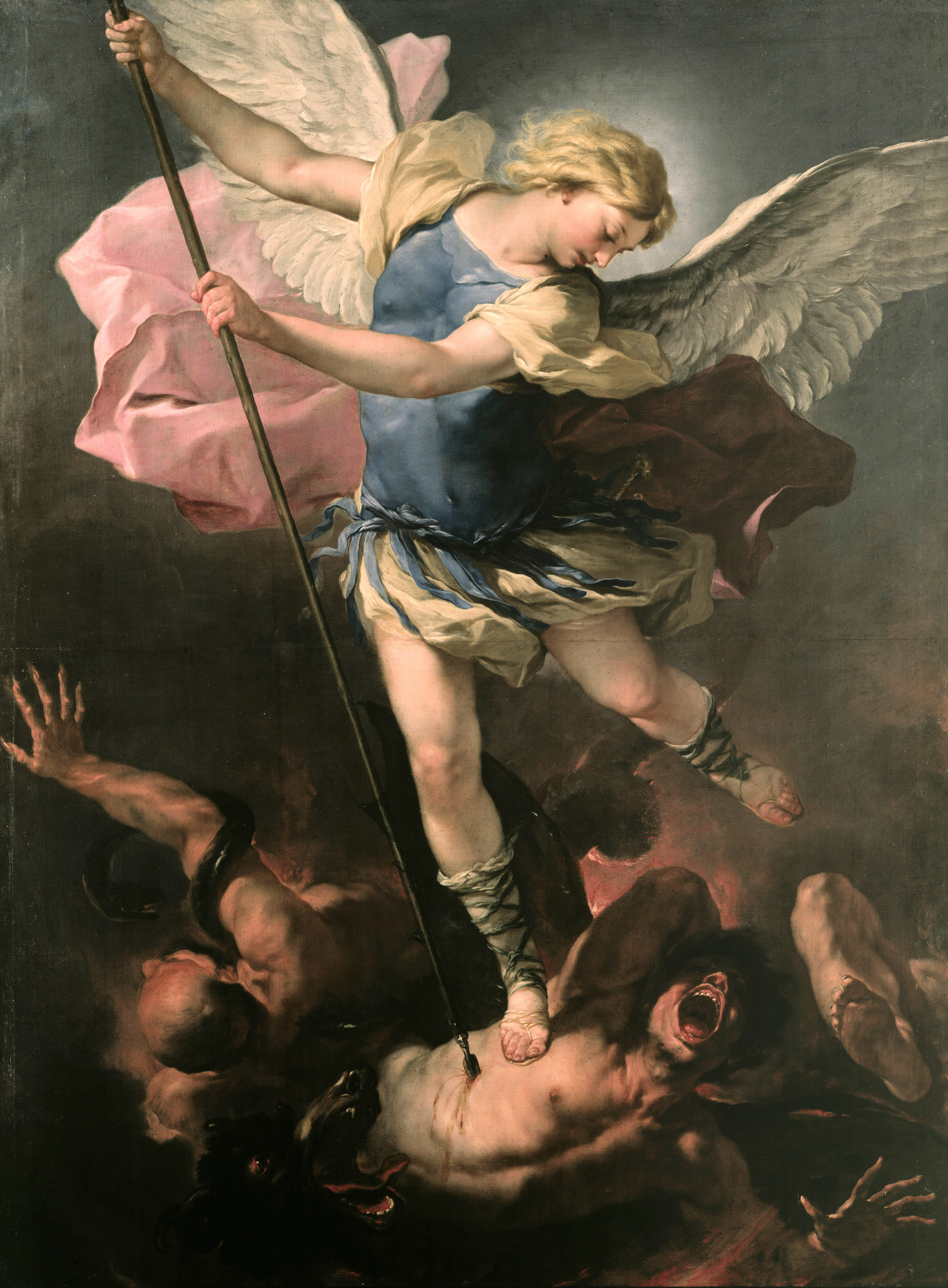
Saint Michel archange battant les anges rebelles, 1663-1664, musées d'État de Berlin.

#### Venise (1664 et 1674)

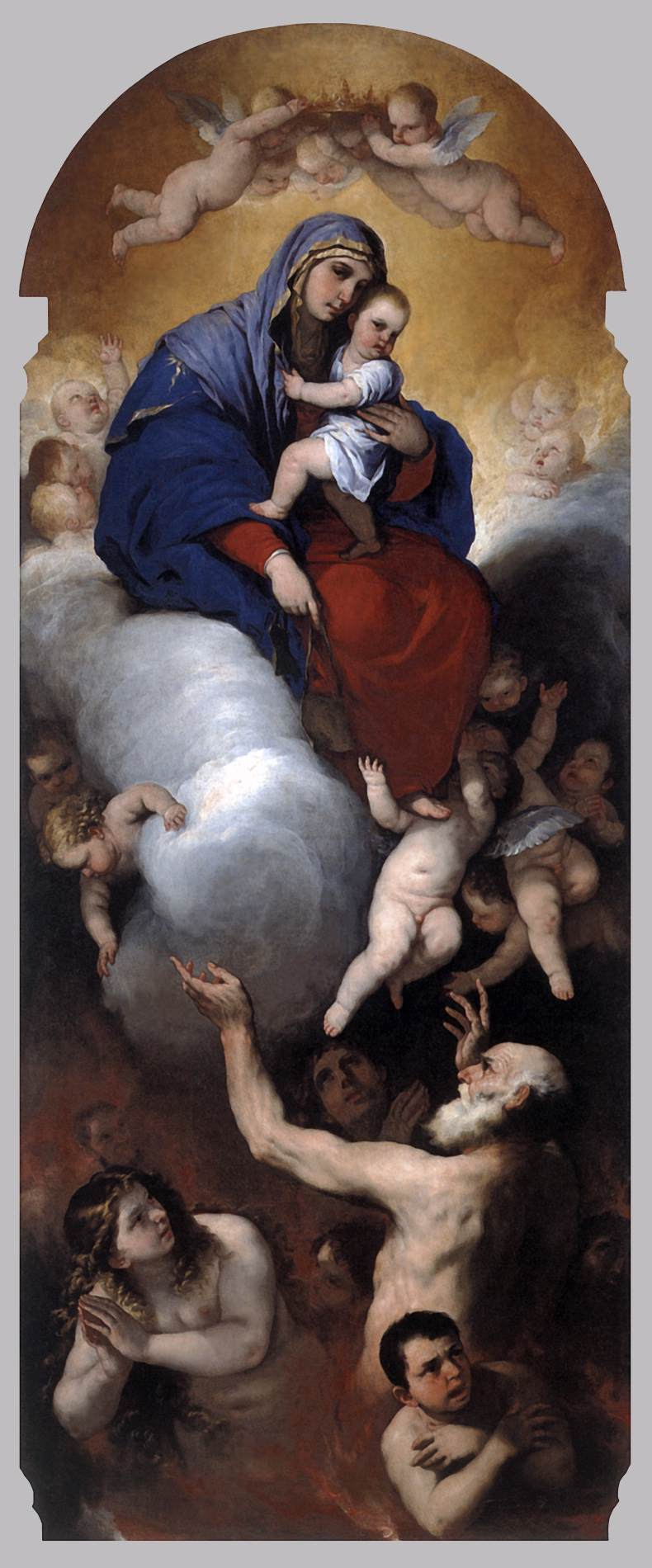
Vierge de grâce avec les âmes du Purgatoire, 1665, basilique San Pietro di Castello, Venise.

Vers le milieu des années 1660, Giordano fait un nouveau voyage à Venise, avec sa première escale à Florence. Contrairement à celui effectué vers 1653, à cette occasion il effectue le voyage non pour étudier, mais plutôt pour travailler.
Entre la fin de 1664 et le début de 1665, le marquis Agostino Fonseca l'invite à Venise pour peindre six tableaux demandés depuis 1662 par son intermédiaire à Naples, Sebastiano López Hierro de Castro. Le peintre, qui se rend dans la ville lagunaire aux connotations « ribéresques », exécute néanmoins des peintures aussi bien pour Fonseca que pour des lieux de culte, parvenant à répondre positivement à tous les souhaits des clients. Parmi ceux-ci, la commande du retable de L'Assomption de la Vierge pour la basilique Santa Maria della Salute de Venise est exécutée en 1667 et envoyée de Naples où le peintre est revenu entre-temps à l'été 1665. Il réalise encore L'Annonciation pour l'église San Nicolò da Tolentino, également à Venise, la Vierge de grâce avec les âmes du Purgatoire dans la basilique San Pietro di Castello, la Déposition des Galeries de l'Académie de Venise, de style ribériste et rubensien, et la Vierge à l'Enfant, saint Joseph et saint Antoine de Padoue dans l'église Spirito Santo, transférée en 1809 à la pinacothèque de Brera à Milan. Les toiles peintes dans cette phase montrent des connotations purement ribéresques plutôt que vénitiennes, même si Giordano a déjà eu l'occasion d'expérimenter, avec un succès modéré, les nouvelles solutions néo-vénitiennes, probablement parce que le peintre a besoin de répondre à un client qui l'a engagé avec la conscience de son « modus pictural », c'est-à-dire « à la manière de Ribera ». Il produit aussi pour l'église Santa Maria del Pianto, désormais fermée.

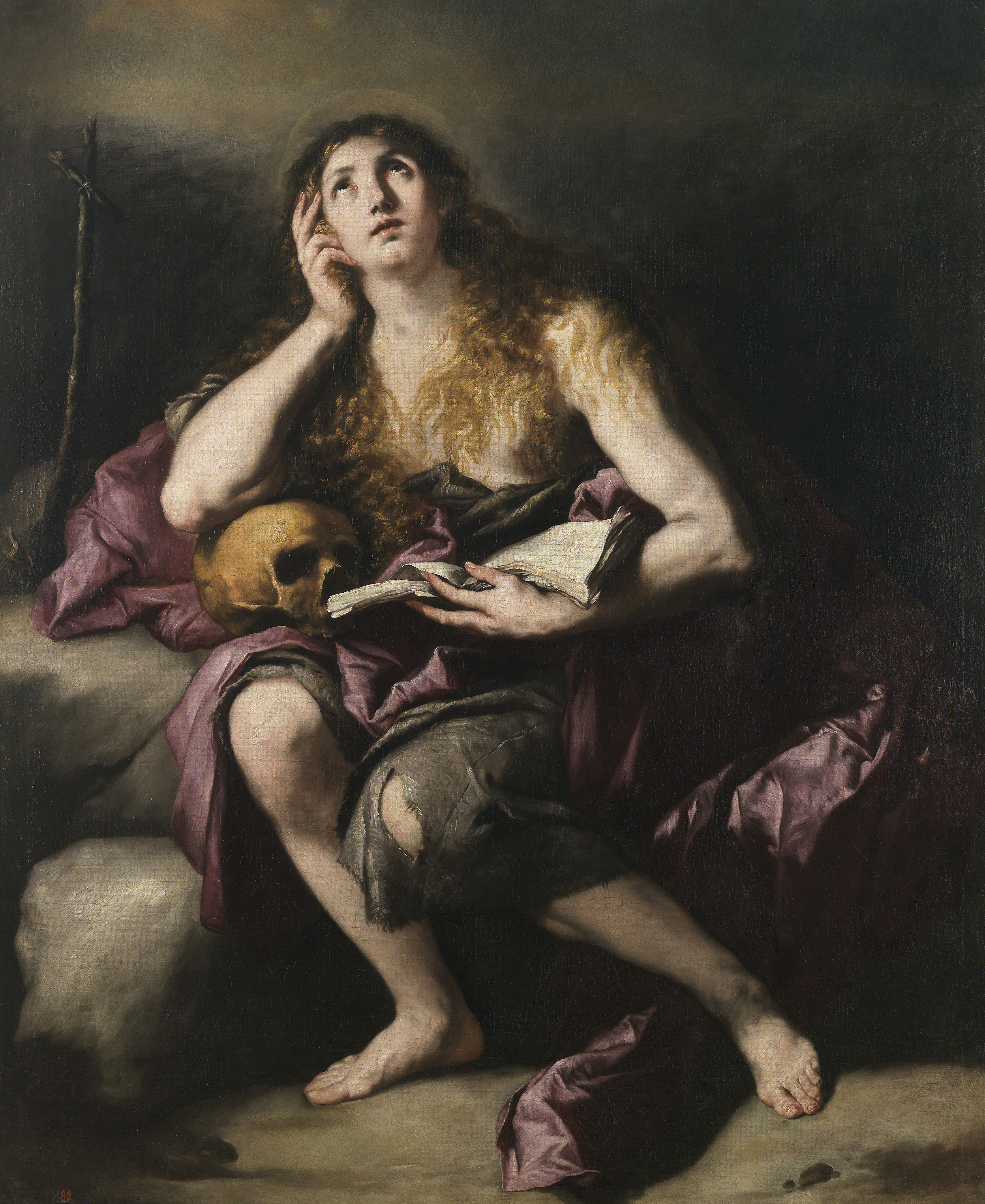
La Madeleine pénitente, vers 1660-1665, musée du Prado, Madrid.

Les deux toiles de la Madeleine datent également de la période vénitienne, toutes deux d'origine ribérienne, l'une en extase, qui semble être une réplique, au moins en ce qui concerne la composition, d'une autre de Spagnoletto conservée au musée San Fernando de Madrid, cependant avec l'éclat qui rappelle la manière de Titien, et l'autre la pénitente, qui est conservé au musée du Prado et que des sources historiques du XVIIe siècle situent dans le palais vénitien de la famille Lumaga, jusqu'à ce qu'elle passe dans les collections de la royauté espagnole en 1746.
Le consensus artistique obtenu lors de son séjour vénitien lui permet d'établir des relations solides avec la noblesse locale au point de pouvoir maintenir des liens jusqu'à la fin des années 1680, ainsi que d'obtenir de nouvelles commandes, même après son retour à Naples en 1665.
Il retourne en terre vénitienne vers 1674, réalisant cette fois des œuvres (directement sur place ou envoyées de Naples) non seulement pour la ville lagunaire, mais aussi pour d'autres villes environnantes, comme Padoue, Vérone et Vicence. Contrairement aux peintures réalisées lors du premier séjour, les œuvres achevées à cette occasion ne revêtent plus l'apparence de celles de Ribera, mais sont plutôt « rafraîchies » selon les manières néo-vénitiennes que Giordano lui-même avait « laissées » à Naples avant son premier séjour vénitien en 1665.
A cette occasion, les deux somptueuses toiles de La Nativité de Marie et de La Présentation de Marie au Temple sont donc achevées, encore pour la basilique Santa Maria della Salute, où il avait déjà travaillé lors de son premier séjour ; Marco Boschini les décrit comme étant si appréciées qu'elles incitent les marchands de l'époque à les copier pour les revendre comme autographes. Il laisse également deux autres grandes toiles dans l'église Sant'Aponal, Le Massacre des Innocents et Le Christ chassant les marchands du temple. Cependant, en 1675, des paiements sont reçus en guise de solde pour deux toiles envoyées de Naples pour être placées dans la basilique Sainte-Justine de Padoue, où se trouvent deux autres grandes scènes peintes, Le Martyre de saint Placide et La Mort de sainte Scholastique, ainsi que de Vérone, où Le Bienheureux Bernardo Tolomei battu par les démons est envoyé pour l'église Santa Maria in Organo en 1676, ou de Vicence, où sont envoyées vers 1675, Les Noces de Cana et Bethsabée au bain, aujourd'hui à la Galerie d'Art Civique.

#### Naples (1665-1680)

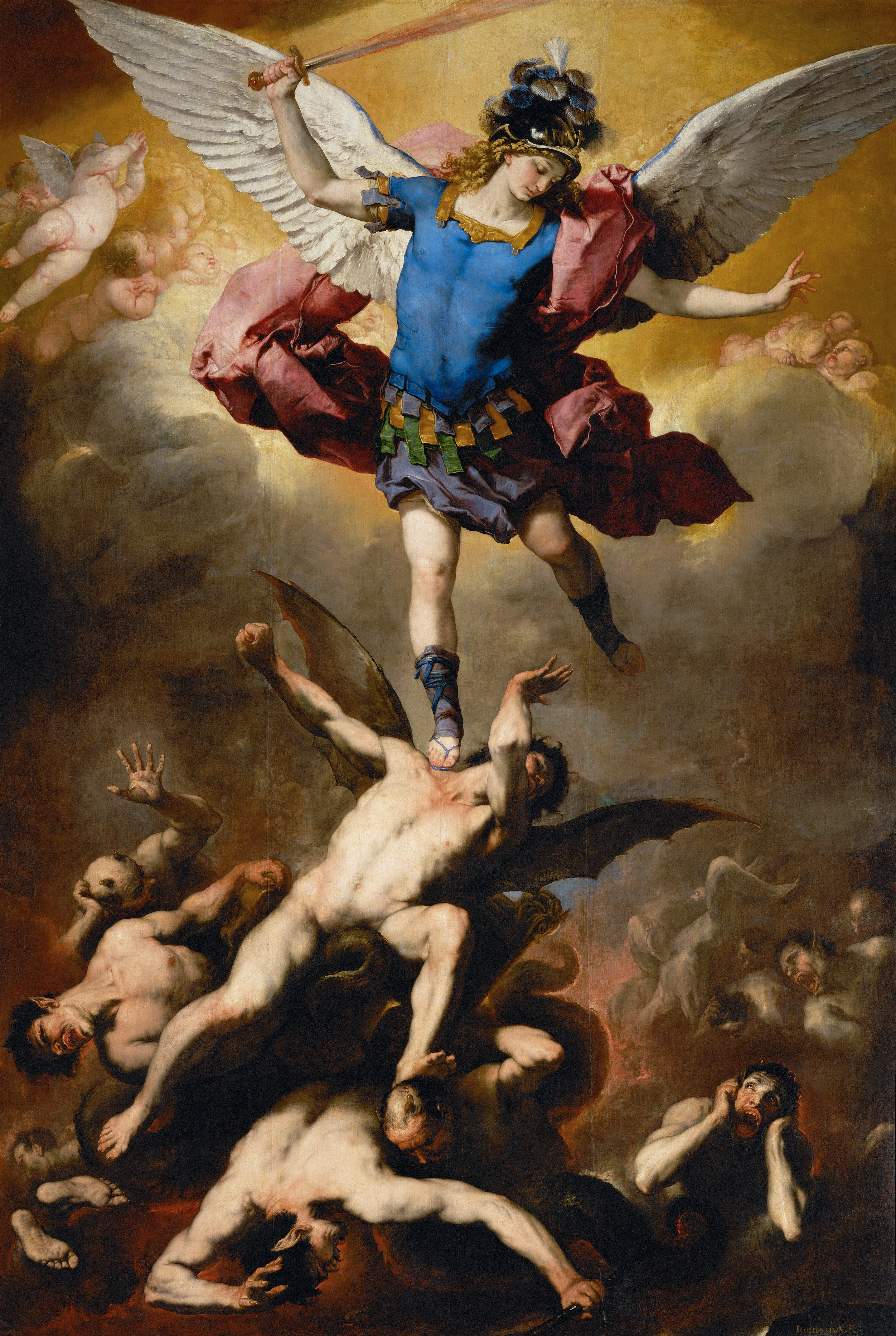
L'Archange Michel battant les anges rebelles, vers 1660-1665, musée d'Histoire de l'art de Vienne.

De retour à Naples au cours de l'été 1665, où Giordano est signalé en juillet, après six mois de séjour à Venise, il réalise un autre des chefs-d'œuvre absolus de son catalogue, ainsi que la troisième version d'un sujet de ses débuts qui lui est très cher, L'Archange Michel battant les anges rebelles, conservé au musée d'Histoire de l'art de Vienne. L'œuvre apparaît diamétralement opposée dans son style et sa scénographie par rapport à celle réalisée dix ans plus tôt pour l'église de l'Ascension de Chiaia à Naples ; dans cette nouvelle version, en effet, la scène est divisée en deux registres, où celui du haut montre saint Michel dans un style classique, de type renien, tandis que dans celui du bas, le groupe de démons rappelle explicitement ceux que Ribera peignait.
La fresque de la voûte de la sacristie de la Chapelle Royale de San Gennaro, à l'intérieur de la cathédrale de Naples, date de 1668, avec le saint en gloire ainsi que d'autres scènes peintes sur cuivre placées dans les tympans des meubles et des prie-Dieu de la même salle, conclusion de l'appareil décoratif dont Giordano s'était vu confier la tâche environ trois ans plus tôt.

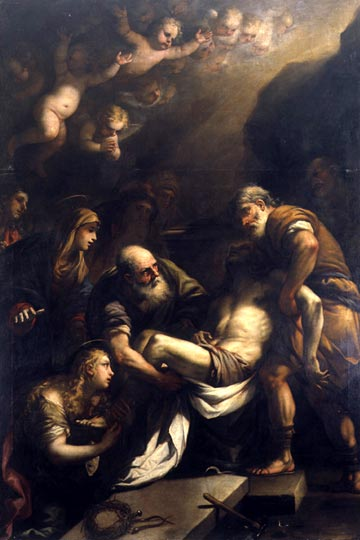
Déposition, musée Pio Monte della Misericordia, Naples.

Le 19 janvier 1664, son frère Nicola lui fait don d'un terrain de 5 boisseaux à proximité de la commune de San Giorgio a Cremano, ville de la banlieue de Naples. Le peintre ajoute en 1669, un autre terrain de 26 boisseaux avec une maison, une cave et du matériel viticole, y établissant sa résidence d'été, dans l'actuelle villa Marulli. La naissance de son fils aîné, Lorenzo, remonte à 1669. En 1671, il achève le retable de l'autel latéral gauche de l'église Pio Monte della Misericordia de Naples, avec la scène de la Déposition demandée par le client pour remplacer la version préexistante réalisée par Giovanni Baglione quelques années plus tôt. La toile connait un retour, une fois de plus, bien que par des médiations prétiennes dans l'utilisation de la lumière, au modèle ribériste, également parce qu'il lui faut s'aligner sur le décorum de l'environnement où le retable de La Misericorde du Caravage domine toutes les toiles latérales. Cette œuvre ouvre la voie à une série de Descentes de croix, toutes de nature naturaliste, une prêtée au musée du Sannio de Bénévent par le musée de Capodimonte, une au Phillbrook Art Center de Tulsa et une autre au musée de l'Ermitage de Saint-Pétersbourg.
Cependant, même dans cette phase de « retour aux origines », il réalise les grandes toiles d'origine néo-vénitiennes, rapides dans l'élaboration et intenses dans l'utilisation chromatique, selon les méthodes acquises après les premiers voyages d'études à Rome et Venise au début des années 1650, comme les trois retables de l'église San Giuseppe a Chiaia de Naples, les deux de l'église Santa Teresa a Chiaia, la somptueuse toile de la Nativité de la Vierge pour l'église de San Ciro in Portici, les quatre (Prédiction de saint Vincent Ferrier, La Vierge donnant le sceptre à saint Hyacinthe et l'Enfant Jésus donnant l'anneau à sainte Rose de Lima et à un autre saint dominicain, Saint Nicolas en gloire avec le bienheureux Ceslao Polacco et saint Luigi Bertrando, Extase de la Madeleine) pour les chapelles latérales de la basilique Santa Maria della Sanità de Naples, ainsi que les quatre réalisées pour l'église de Santissima Annunziata de Gaète.

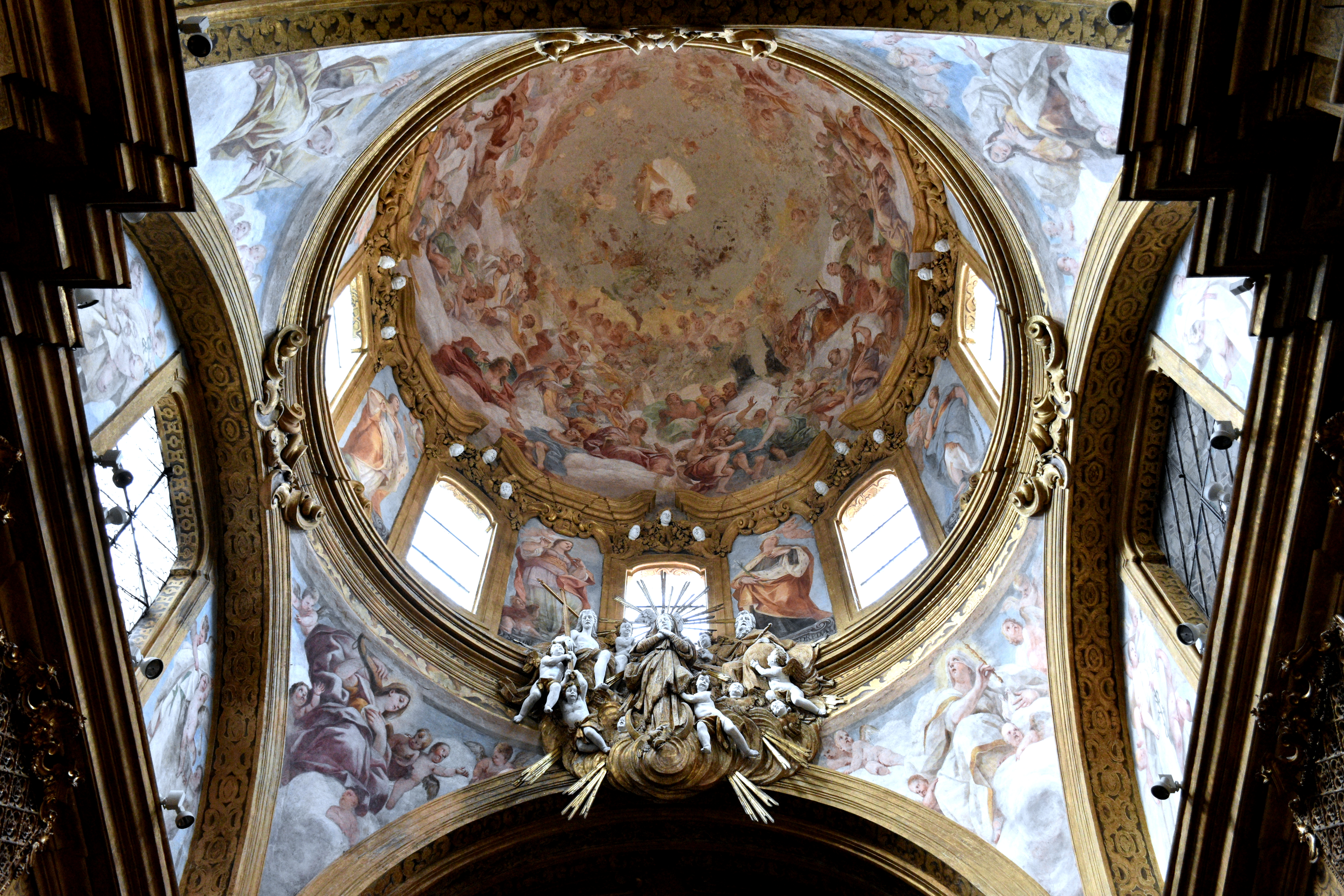
Coupole de l'église San Gregorio Armeno, Naples.

1671 s'avère être une année cruciale dans la vie picturale de Giordano, puisqu'il est appelé à exécuter son premier grand cycle de fresques, une méthode picturale qui, plus généralement, à partir de cette date, il utilisera de plus en plus, mieux que tout autre, devenant un élément marquant de la seconde maturité du peintre et marquant son art jusqu'à la fin de sa vie. Cette année-là, il est donc chargé de peindre à fresque la voûte et les murs du tambour de la coupole de l'église San Gregorio Armeno, où il peint La Gloire au Paradis de San Gregorio Armeno et La Gloire au Paradis de huit saintes de l'ordre bénédictin avec l'utilisation de la coloration de Pierre de Cortone et dans le style de composition de Giovanni Lanfranco, qui, environ quarante ans plus tôt, dans la Chapelle Royale de San Gennaro de la cathédrale de Naples, avait « dicté les règles » pour la décoration des calottes des coupoles. En 1677-1678, il réalise les fresques de l'église de l'abbaye du Mont-Cassin, aujourd'hui détruite, qui, étant placées dans des cadres en stuc, subissaient encore cette « constriction » typique des récits de fresques de la Renaissance (ou du maniérisme). En 1678, il a à nouveau l'occasion de décorer une coupole, celle de l'église Santa Brigida (Naples), avec aussi les corbeaux, où dans la représentation de La Gloire au Paradis de Santa Brigida avec Jaël, Debora, Giuditta, la veuve de Sarefta, le style lanfrancien revient. En 1679, il est encore à sans l'église San Gregorio Armeno pour peindre à fresque les murs latéraux de la nef avec des scènes de la Vie de San Gregorio, délimitées dans les espaces dans lesquels s'ouvrent les fenêtres de l'église, pouvant ainsi les mettre en scène comme si elles étaient des peintures découpées verticalement, en utilisant les modèles ride Ribera, Rubens, Véronèse et Cortone, qu'il a « décanté » au cours des dernières années, tandis qu'il exécute quatre Vertus dans les corbeaux de la coupole et dans les murs du chœur des scènes de la Vie de saint Benoît.

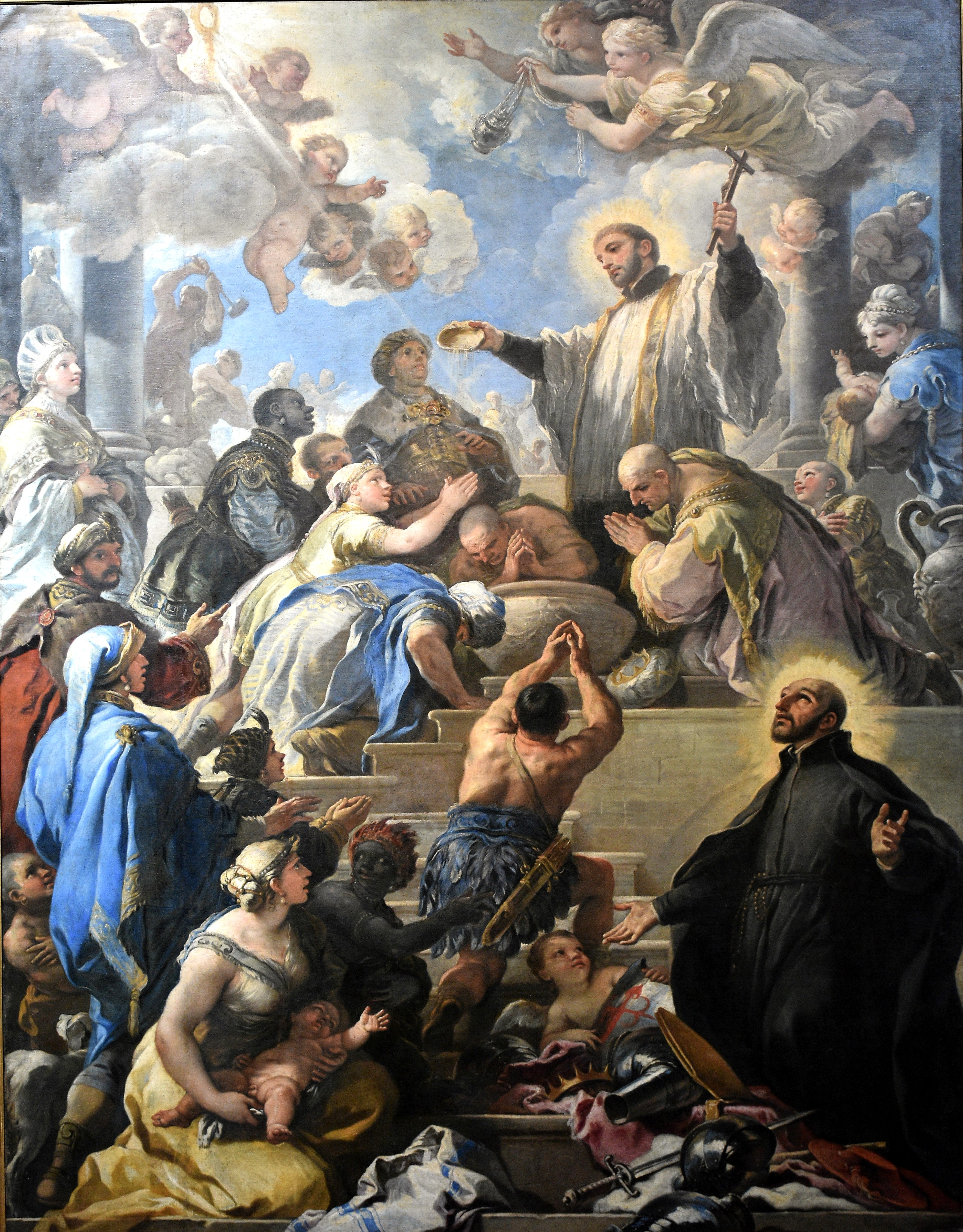
Saint François Xavier baptisant le Indiens et saint Francesco Borgia, vers 1680, musée de Capodimonte.

Entre-temps, en 1675, de retour de son deuxième séjour à Venise, il réalise quatre tableaux pour l'église des Girolamini de Naples, dont Saint Nicolas avec les enfants sauvés et Saint Gennaro sortant indemne du four, tandis qu'un an plus tard, il termine les trois grandes toiles pour le registre supérieur du transept droit de l'église du Gesù Nuovo de Naples, avec les Histoires de saint François Xavier, et le groupe de 28 toiles avec les Saints patrons de la cité pour la nef de la cathédrale. Ces derniers ouvrages suscitent de nombreuses critiques à son égard car la qualité stylistique des toiles n'étant pas excellente, l'hypothèse est immédiatement émise que le peintre a fait un usage massif de son atelier pour l'exécution des scènes commandées par le cardinal Caracciolo, qui a célébré peu avant le baptême de la fille du peintre. La qualité « fluctuante » des œuvres de Giordano est un facteur qui provient essentiellement du grand nombre de commandes que le peintre reçoit en même temps, avec pour conséquence la réaffectation inévitable de certaines d'entre elles à son atelier, en particulier à Raimondo de Dominici, père de le biographe et écrivain Bernardo de Dominici.
Les vingt années de première maturité artistique de Giordano se concluent avec la grande toile commandée pour l'église San Ferdinando (Naples), pour remplacer celle préexistante de Cesare Fracanzano de 1641, puis transférée au musée de Capodimonte, avec Saint François Xavier baptisant le Indiens et saint Francesco Borgia, vers 1680. Sur cette toile, le summum des leçons acquises au fil du temps de Cortone est atteint, où la structure architecturale, la foule excitée des personnages sont clairement affichées dans un appareil scénique excité, avec au premier plan, une armure avec diadème et couronne posée au sol comme nature morte.

#### Grandes toiles à sujets mythologiques (1670-1680)

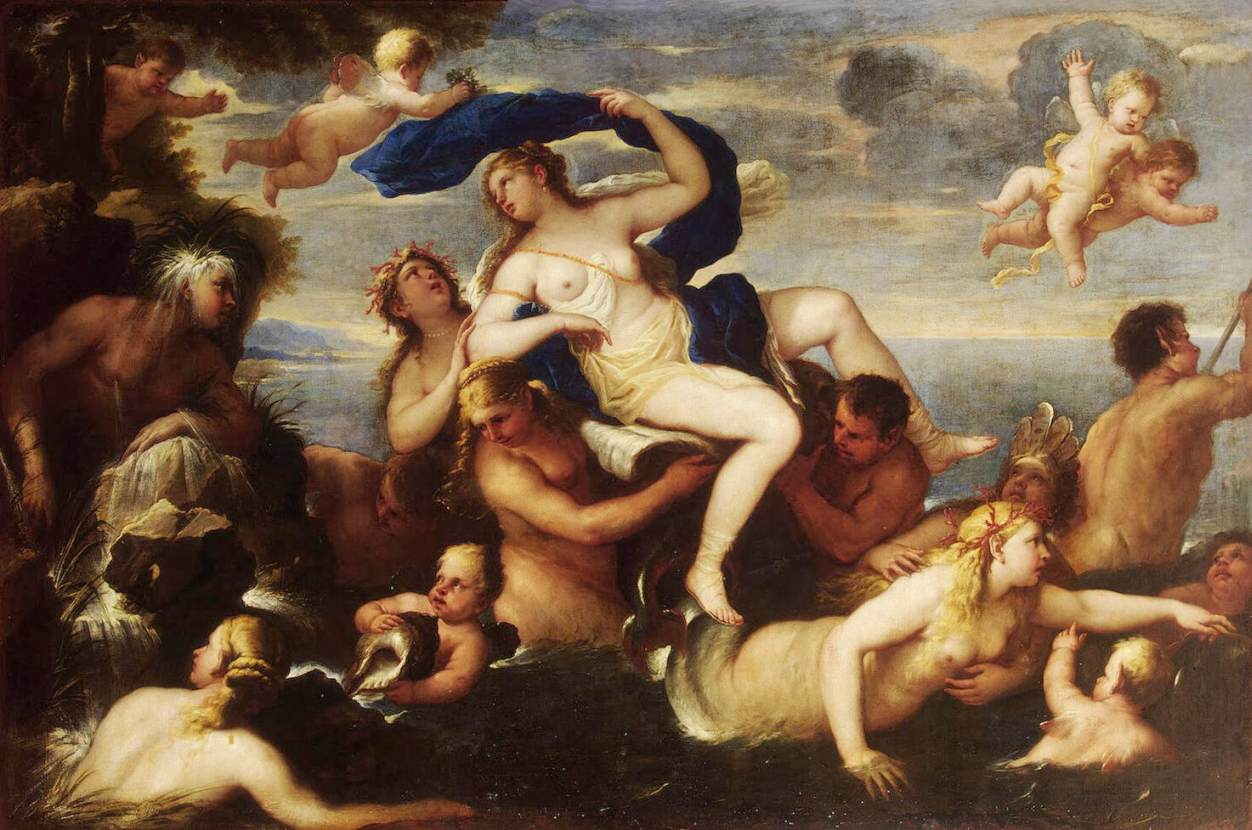
Le Triomphe de Galatée, 1675-1677, musée de l'Ermitage, Saint-Pétersbourg.

Entre 1670 et 1680, de nombreuses œuvres à caractère profane, plus spécifiquement des scènes mythologiques, sont commandées ou acquises à Naples par des collectionneurs privés italiens, flamands ou espagnols ; plusieurs de ses tableaux arrivent à Florence, anticipant ainsi l'arrivée du peintre dans la ville toscane quelques années plus tard, quand commencera sa deuxième maturité artistique. Dans cette série des toiles mythologiques, Giordano diffère par son style de celles peintes vers 1663, où prédominait la manière classique. A cette occasion, le peintre alterne des compositions ribériennes avec d'autres d'un goût rubensien-prétien, tandis que dans d'autres encore il apparaît plus en phase avec le concept de « conte de fées » de Pierre de Cortone.
Datent de ces années : Le Jugement de Pâris et Mars, Vénus et Vulcain du musée d'Histoire de l'art de Vienne, Léda et le Cygne, Persée avec la tête de Méduse, Mars et Vénus, Hercule et Omphale, Polyphème et Galatée et Diane foudroie Niobé du musée de Capodimonte de Naples, Diane et Endymion et Bacchus et Ariane du musée de Castelvecchio de Vérone, Le Triomphe de Bacchus et Ariane de l'Herbert Art Gallery and Museum de Coventry, Rinaldo et Armida du musée des Beaux-Arts de Lyon, Le Triomphe de Galatée avec Acis transformé en source du musée des Offices de Florence, Le Triomphe de Galatée du musée de l'Ermitage de Saint-Pétersbourg, Persée se bat contre Phineus et ses compagnons à la National Gallery de Londres, et enfin l'ensemble des toiles pour les collections des nobles génois Balbi et Durazzo, avec L'Enlèvement des Sabines, Persée combat Phineus et ses compagnons et Olindo et Sofronia.

### Deuxième maturité (1680-1702)

#### Florence (1681-1685)

##### Chapelle Corsini
L'intérêt que la peinture de Giordano a suscité parmi les connaisseurs de Florence conduit Philippe Baldinucci à solliciter l'artiste pour son Relatione...fatta sotto li 13 agosto 1681, un document dicté par l'artiste lui-même au biographe florentin dans lequel sont décrits les événements liés à sa vie de peintre. Au cours de son séjour à Florence, le peintre napolitain reçoit un grand nombre de commandes, provenant de certains des cercles culturels les plus influents de la ville de l'époque, parmi lesquels ceux de la famille Corsini. La commande des fresques de la chapelle Corsini, dans l'église Santa Maria del Carmine (Florence), selon les sources de Philippe Baldinucci et de Bernardo de Dominici, a lieu vers 1680, se révélant ainsi être sa première œuvre achevée dans la ville toscane après son arrivée. Les clients sont Neri et Bartolomeo Corsini, promoteurs à partir de 1676 de la construction de la chapelle familiale dédiée au saint de la famille, André Corsini, canonisé en 1629.
Giordano est documenté comme invité à la résidence du noble florentin Andrea Del Rosso, où il exécute des croquis préparatoires pour le cycle de fresques de la chapelle. Les travaux durent deux ans et s'achèvent en 1682, comme le raconte également l'une des Vertus représentées dans les panaches. Le modèle de composition, où au centre de la calotte se trouve la scène tourbillonnante de La Gloire de saint André Corsini, tandis que quatre vertus dans les écoinçons rappellent les modèles des coupoles de Giovanni Lanfranco, utilisés auparavant par le peintre avec le fresques de l'église Santa Brigida et de l'église San Gregorio Armeno de Naples.
L'utilisation savante du facteur chromatique, à travers la recherche de solutions de couleurs plus vives, plus claires et plus transparentes, distingue ces fresques et définit leur « saut qualitatif » stylistique par rapport aux œuvres napolitaines. Avec ces œuvres, le peintre entame une deuxième grande période artistique, dominée principalement par des cycles de fresques somptueuses et articulées qui, à partir d'une fusion de méthodes cortonesques et lanfranchiennes, trouveront bientôt leur propre identité stylistique autonome, qui deviendra également un modèle pour le artistes du siècle suivant, tels que Francesco Solimena et Giambattista Tiepolo.

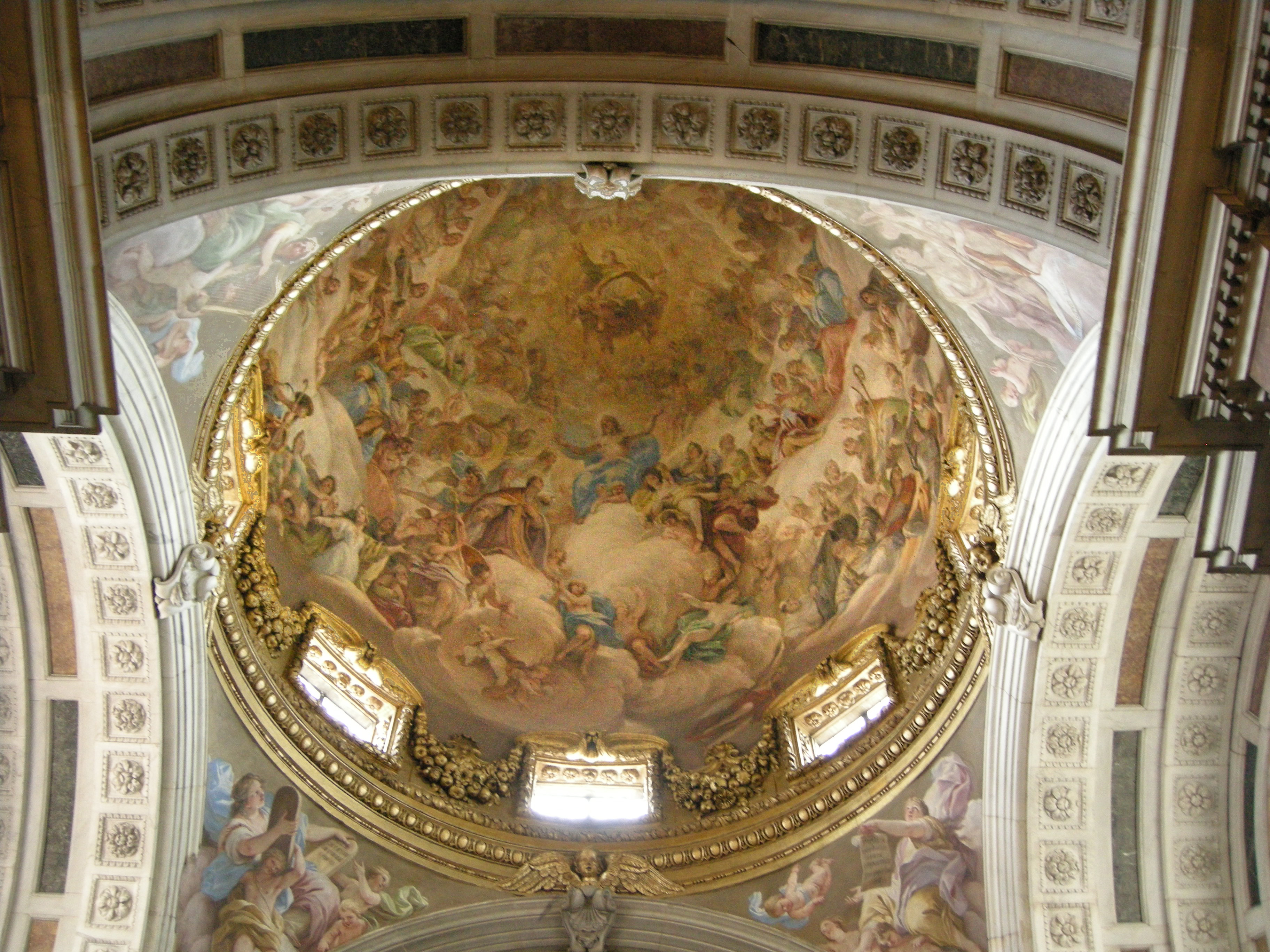
Dôme de la chapelle corsini avec La Gloire de saint André Corsini, 1682.
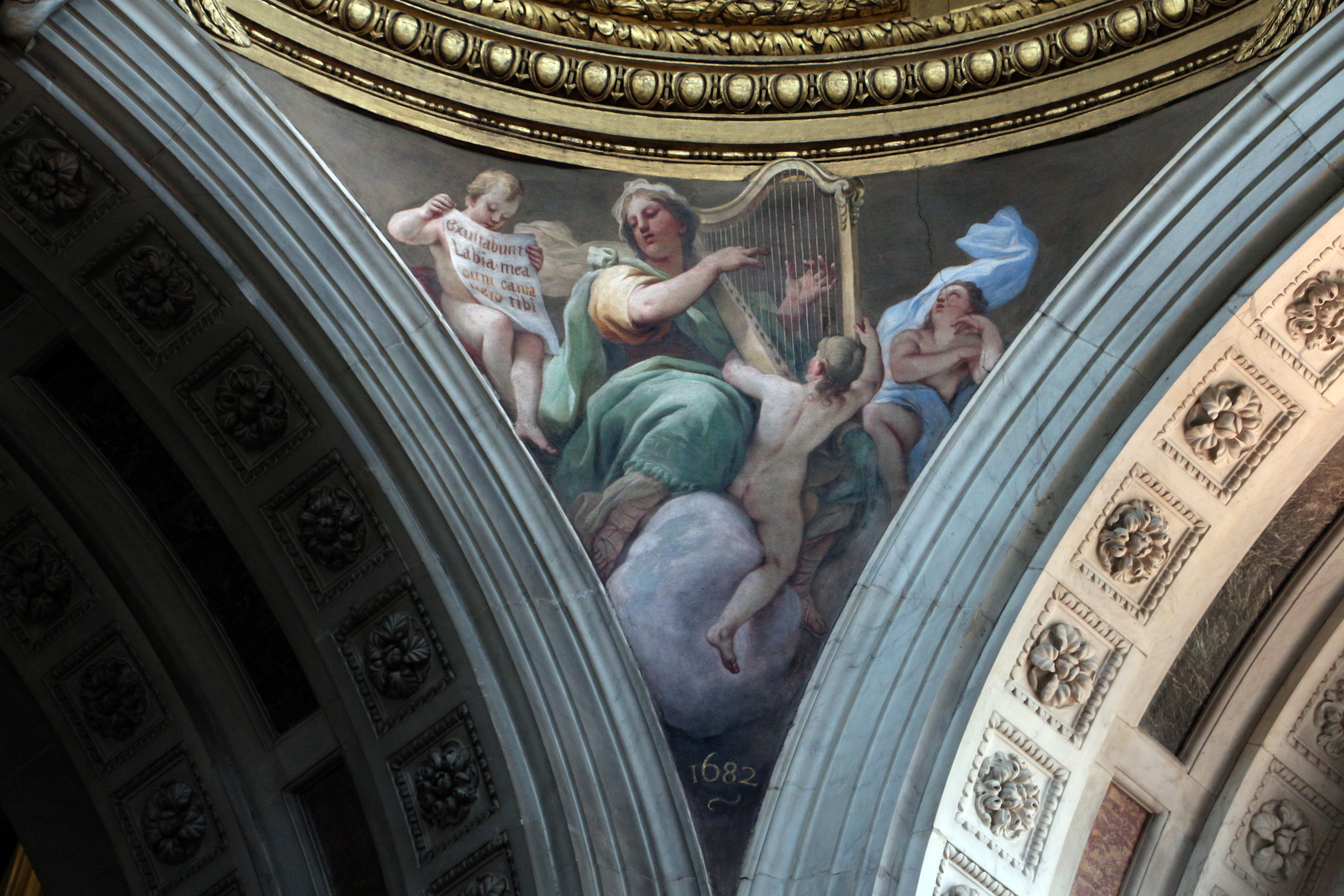
Détail d'une Vertu avec la date de fin du cycle, 1682.

##### Commandes d'Andrea Del Rosso
En 1682, et pendant toute la durée de son séjour à Florence, donc jusqu'aux environs de 1685, la présence de Luca Giordano chez Andrea Del Rosso, où le peintre est hébergé avec son entourage, est bien documentée. Le noble toscan a des activités commerciales à Naples et connait donc déjà l'activité artistique de Giordano, à tel point que ses œuvres sont répertoriées dans les collections de Del Rosso dès 1677.

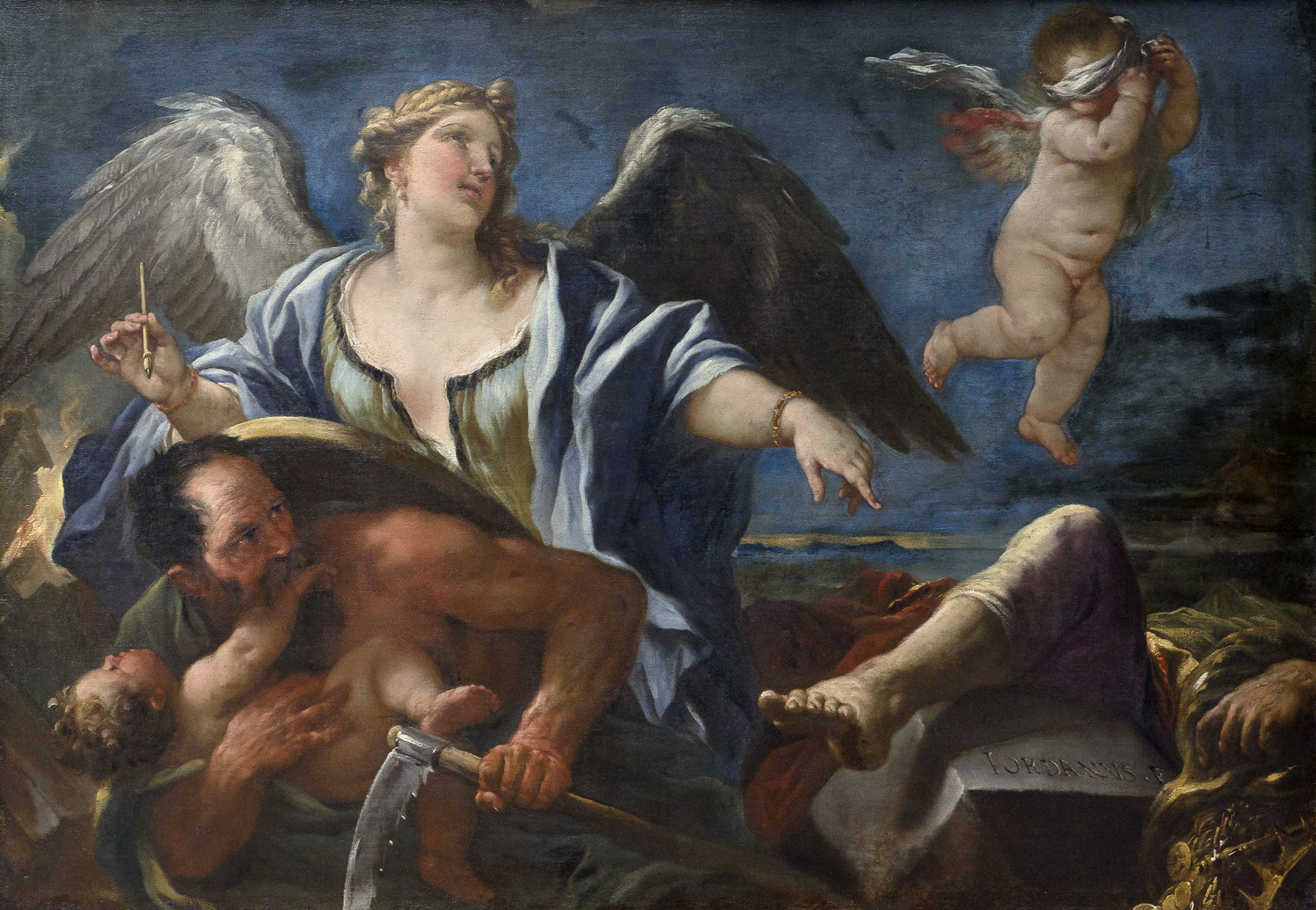
Histoire écrit les annales du Temps, 1682, musée des Beaux-Arts de Brest.

Andrea Del Rosso informe par une lettre envoyée à Apollonio Bassetti, secrétaire de Cosme III de Médicis, que Giordano est hébergé chez lui et qu'entre-temps il est occupé à exécuter des croquis pour les fresques de la chapelle Corsini dont il a reçu un an plus tôt la commande, ainsi que d'autres toiles commandées par Del Rosso lui-même, aujourd'hui dispersées dans divers musées d'Europe : Histoire écrit les annales du Temps, une Vénus et Cupidon et un Viol de Deianira ; il n'existe aucun information certaine des deux dernières œuvres, sauf qu'elles rencontrèrent un tel succès qu'elles incitèrent le peintre à réaliser plusieurs copies ultérieures dont une version des deux toiles se trouve au palais Pitti tandis qu'une autre de Deianira se trouve à Burghley House dans la collection commencée par John Cecil.
La famille Del Rosso est particulièrement utile, agissant comme intermédiaire entre le peintre et les milieux toscans, réussissant à avoir une influence notable également pour l'exportation des œuvres de Giordano vers le reste de l'Europe, en Angleterre en particulier : c'est toujours à eux que remontent les liens que le peintre entretient avec les nobles anglais d'Exeter. C'est précisément parce qu'il a pu admirer les œuvres du peintre rassemblées par Andrea Del Rosso que John Cecil, 5e comte d'Exeter, commande des copies des mêmes toiles, avec également d'autres toiles, de qualité variable car certaines sont de la propre main de l'artiste et d'autres de l'atelier, comme les deux versions de Marco Curzio se jette dans l'abîme, La Mort de Sénèque, un L'Enlèvement d'Europe, Olindo et Sophronia, une Diane et Actéon, un Christ et la Femme adultère et un David et Bethsabée.

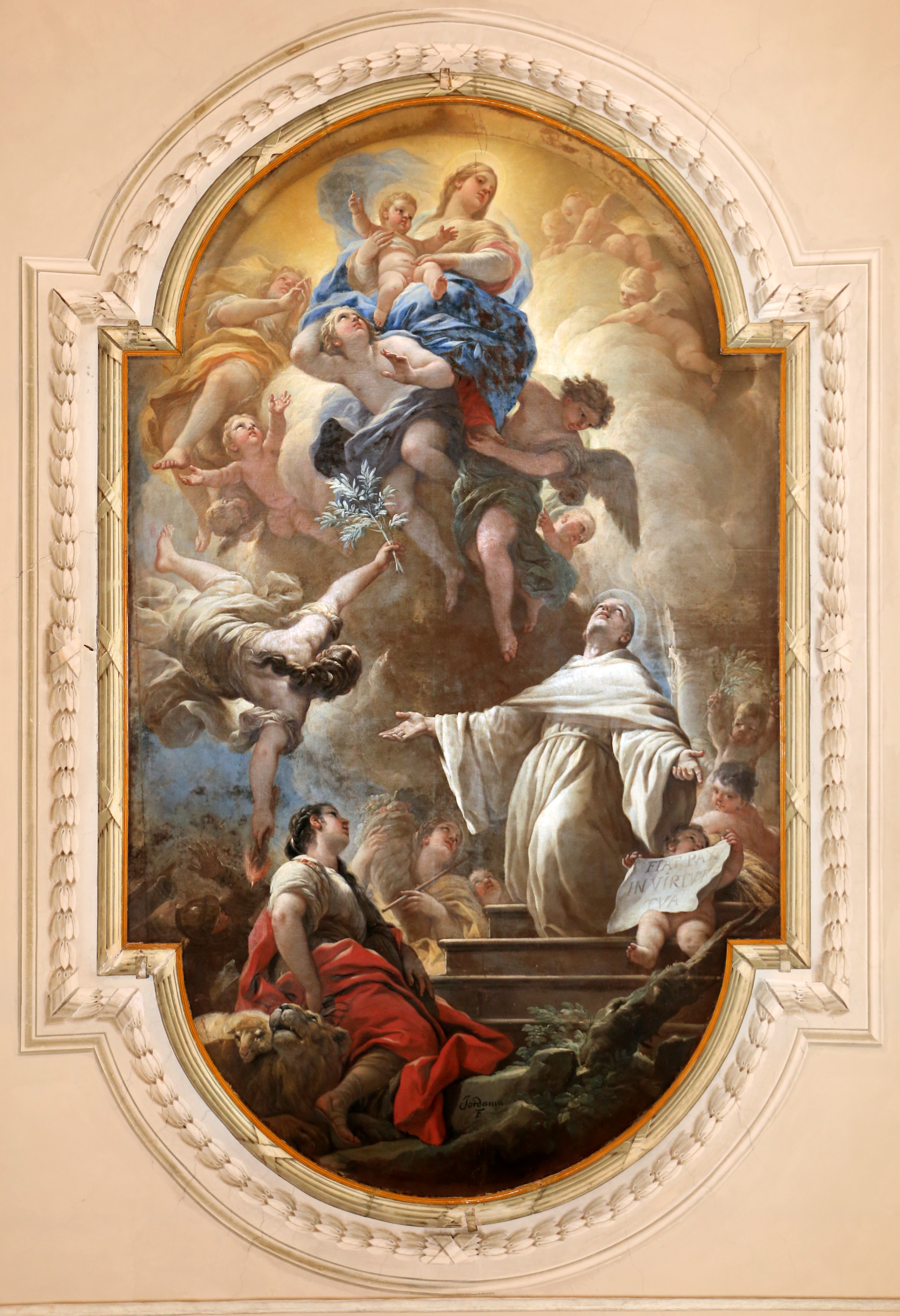
Apparition de la Vierge à saint Bernard, 1685, basilique de la Santissima Annunziata, Florence.

Les commandes pour la décoration de leur chapelle domestique remontent également à la famille Del Rosso, où se trouvent côte à côte Le Christ et Véronique, La Flagellation, le premier au musée des Offices et le second dans une collection privée florentine, Le Christ devant Pilate et La Déposition, aujourd'hui à la pinacothèque nationale de Sienne, tandis que Le Christ crucifié pour le maître-autel qu'Andrea Del Rosso a commandé comme cadeau à son épouse, semble avoir été réalisé par son atelier, où Aniello Rossi et Sebastiano Ferrari (ou Ferrati) sont mentionnés ; à cette époque particulièrement intense en commandes, les œuvres sont remises en question à plusieurs reprises, au point que dans les inventaires Del Rosso et dans d'autres documents d'archives, les œuvres de Giordano sont parfois notés d'« écoles... et très retouchées par lui », ou « beaucoup de choses faites par lui », ou « croquis retouché », etc.
D'autres œuvres sont cataloguées dans les collections Del Rosso dont la trace a été perdue, comme la série (aujourd'hui perdue) des quatre toiles représentant Les Saisons, rapportées à Rome par Francesco Saverio Baldinucci à la résidence familiale du neveu d'Andrea, le sénateur Antonio, l'esquisse de la toile commandée directement par Cosme III de Médicis de la bataille entre les Florentins et les Fiesolans, dont l'original se trouve dans la galerie Palatine du palais Pitti, et enfin l'esquisse de la grande toile de l'Apparition de la Vierge à saint Bernard, située au plafond de la chapelle San Luca de la basilique de la Santissima Annunziata à Florence. Cette dernière œuvre commandée par la grande-duchesse-mère Vittoria della Rovere et achevée vers 1685, représente un autre moment crucial de l'activité artistique de Giordano : le peintre tente en effet pour la première fois l'exécution d'une œuvre sur toile « à l'envers », parvenant à représenter une somptueuse composition de type pyramidal avec une perspective correcte pour celui qui la regarde d'en bas, dans la lignée des modèles de certains de ses prédécesseurs qu'il a pu admirer lors de ses voyages à Rome, comme Pierre de Cortone, Carlo Maratta et Baciccio. De cette manière, Giordano réussit à briser le schéma précédemment adopté dans l'abbaye du Mont-Cassin, où le dessin des scènes sur la voûte de l'église était plus « aplati », et en même temps il apporte à Florence une manière de peindre qui est encore inhabituelle pour l'époque.

##### Fresques du palais Médici-Riccardi

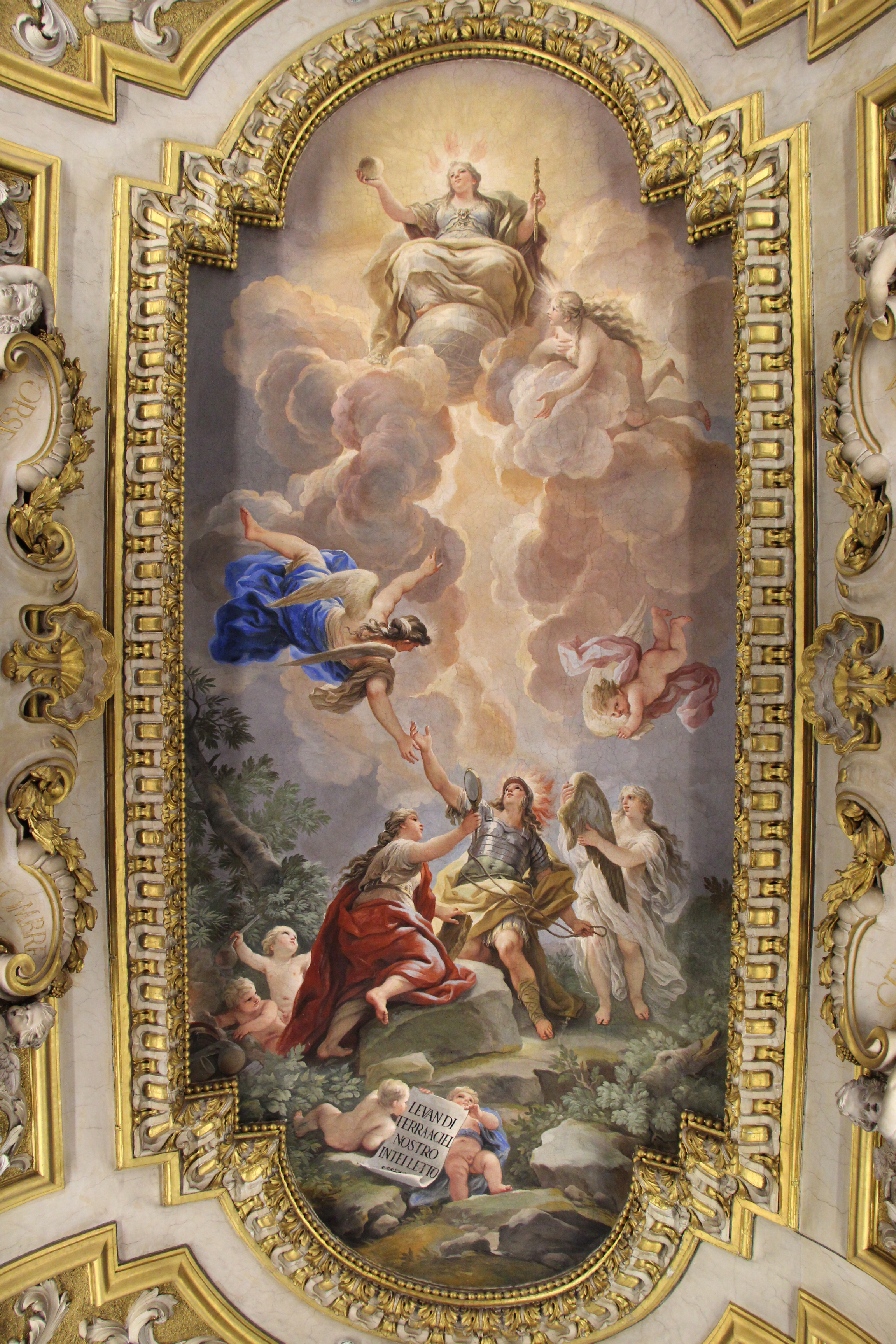
Allégorie de la Sagesse Divine, 1685, palais Medici-Riccardi.

Les travaux des fresques du palais Medici-Riccardi commencent en novembre 1682 et sont interrompus au printemps 1683 (seuls les groupes de personnages au centre de la voûte sont vraisemblablement terminés) car Giordano doit retourner à Naples pour des raisons familiales, sa femme est malade tandis que son père décède la même année. A cette occasion, le marquis Riccardi lui envoie plusieurs fois des lettres demandant son retour immédiat à Florence pour terminer l'ouvrage, au point qu'il est remplacé pendant les travaux par le peintre milanais Federico Bianchi.
Les fresques du palais sont ensuite reprises et achevées au printemps 1685. Giordano réussit à réaliser les travaux de la galerie avec une certaine rapidité, à tel point qu'en avril de la même année, la partie du cycle du côté de la galerie face à la Via Ginori est déjà sur le point d'être terminée, tandis que l'autre côté est exécuté immédiatement après Pâques. Le 1er septembre 1685, Riccardi paie au peintre 2957 écus pour l'œuvre achevée. Un an plus tard, Riccardi est si enthousiasmé par le cycle de fresques qu'il transfère encore 1000 écus à Giordano, pour également la fresque achevée dans la bibliothèque du même palais, où il peint l'Allégorie de la Sagesse Divine, qui, selon des sources de l'époque, semble avoir été terminé en seulement cinq jours.
Dans la Galerie des Glaces du palais, ancienne propriété des Médicis, puis transmise à la famille Riccardi avec le transfert en 1659 à Gabriello, l'oncle de Francesco, ce dernier étant le client de Luca Giordano pour l'exécution de l'œuvre, le peintre représente La Glorification de la dynastie Médicis et Les Événements de la vie humaine. Les épisodes figuratifs, dont les esquisses préparatoires sont en grande partie conservées à la National Gallery de Londres (et dans des collections privées éparses), sont librement agencés dans un récit continu et fluide, où les différentes scènes représentées sur tout le périmètre de la voûte s'enchaînent entre elles, développant davantage les solutions déjà adoptées par Pierre de Cortone au palais Pitti et au palais Pamphilj à Rome et les idées exprimées par Le Bernin et traduites en peinture par Baciccio.
Les scènes représentées se caractérisent par une luminosité démesurée et une légèreté stimulante, dans une situation irréelle de rêves colorés, d'enchantement, de naturel apparent, habitée par des réalités mythiques et des images fantastiques où se matérialise un idéal inaccessible mais essentiel de l'art et de la vie. La séquentialité de la composition commence du premier côté le plus petit, où se trouve la scène de La Grotte de l'Éternité, se poursuivant dans le sens inverse des aiguilles d'une montre avec la représentation de  L'Allégorie de la Justice, du Rapt de Proserpine dans le coin et avec Les Divinités des enfers. Viennent ensuite la scène des Champs Élysées, l'Allégorie de la Prudence, qui apparaît de l'autre côté, plus petite, puis le groupe avec Minerve, protectrice des Arts et des Sciences. Après lAllégorie de la Forteresse placée dans un coin, la scène se développe avec Le Triomphe de Bacchus, Le Triomphe de Neptune, La Mort d'Adonis pour se terminer par lAllégorie de la Tempérance. Presque au centre de la voûte se trouve La Glorification de la dynastie des Médicis, où dans un tourbillon de nuages et d'anges, six membres de la famille florentine, sont représentés avec une étoile brillante sur la tête (Cosimo III, Ferdinando II, Cosimo I, Ferdinando I, Ferdinando et Giangastone, ces deux derniers à cheval), avec également Saturne, Mars et Vénus, entourant la figure centrale de Jupiter.

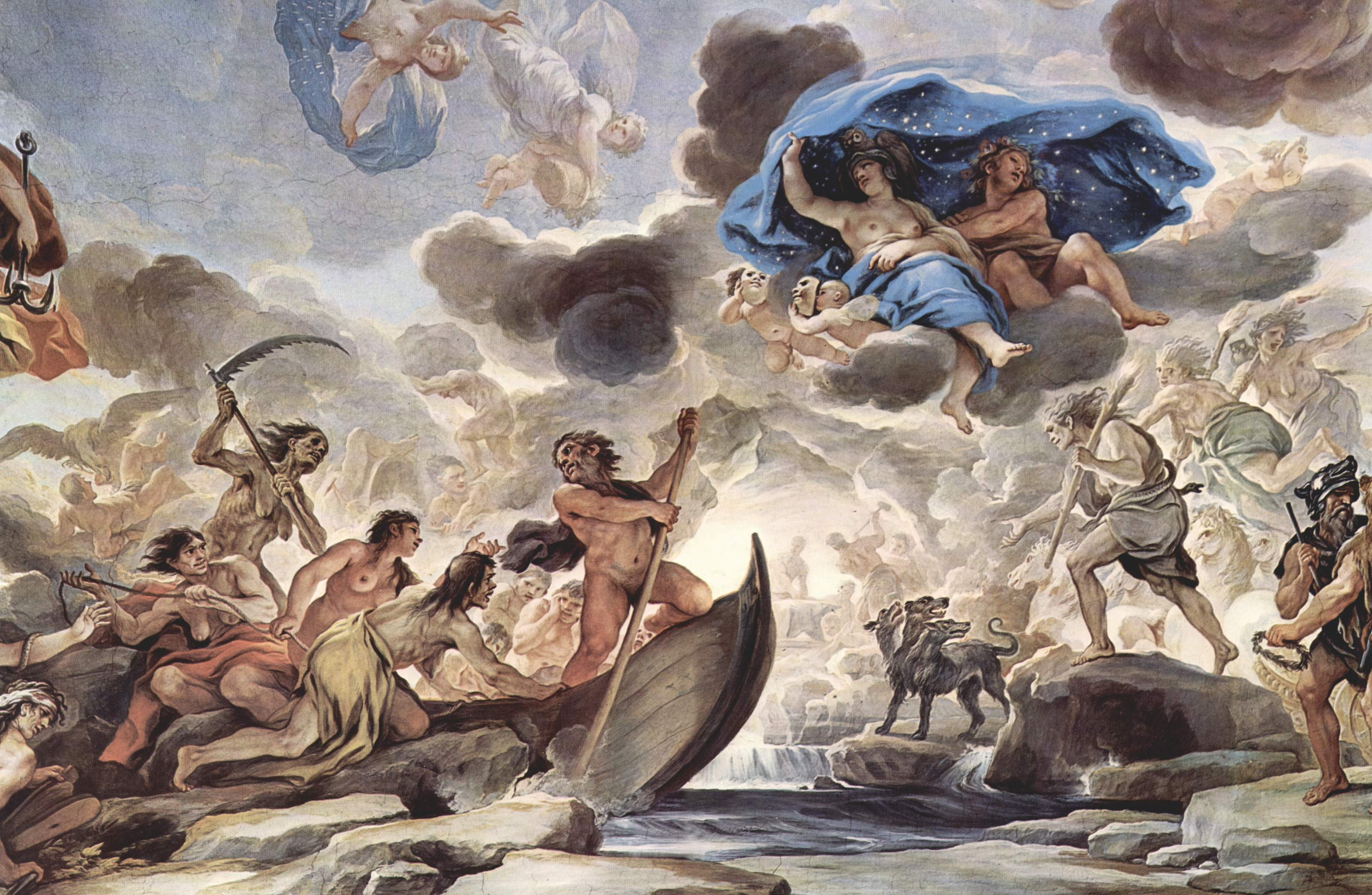
La Barque de Caron, détail de l'Allégorie de la Justice.
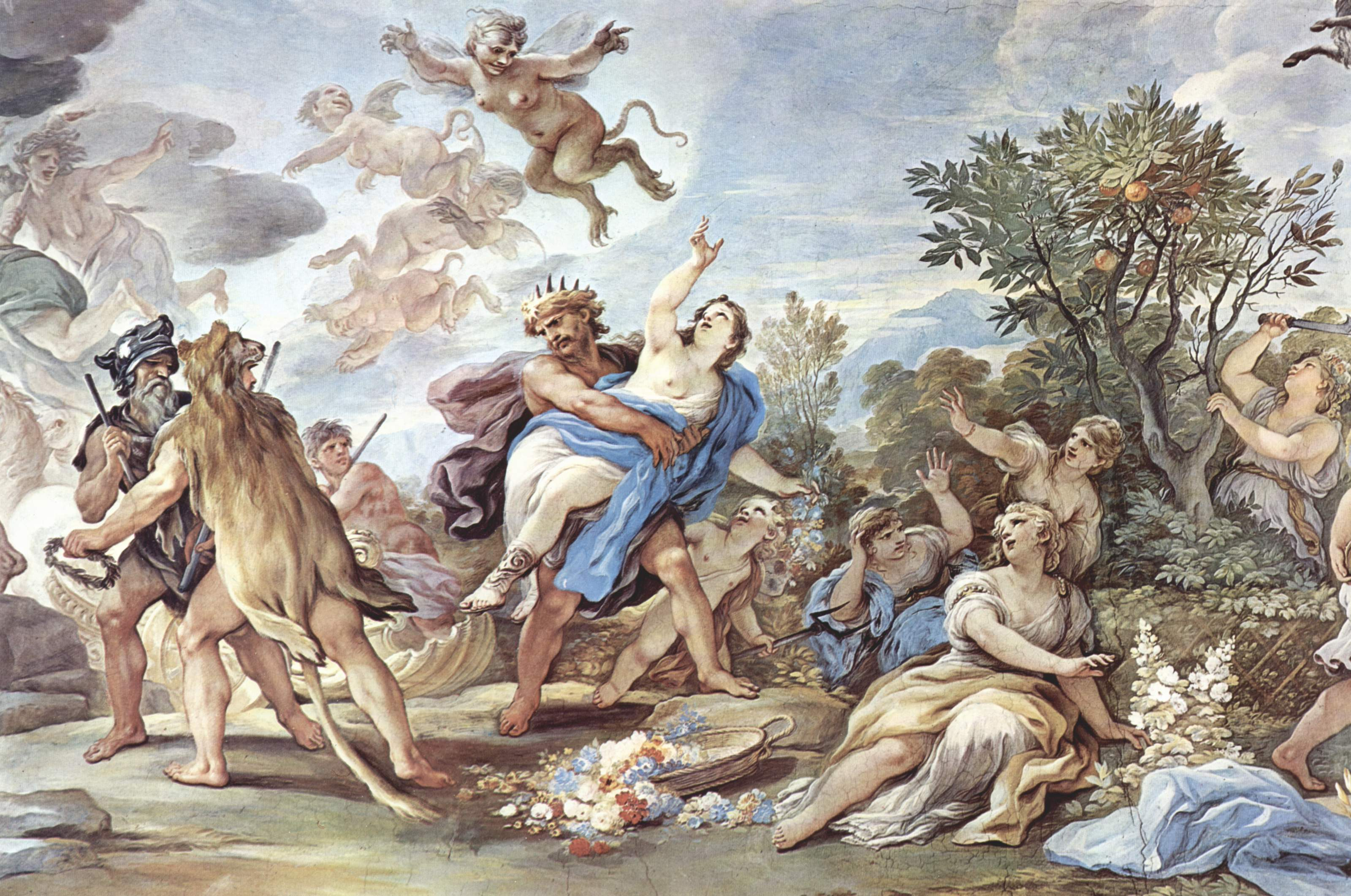
Rapt de Proserpine.
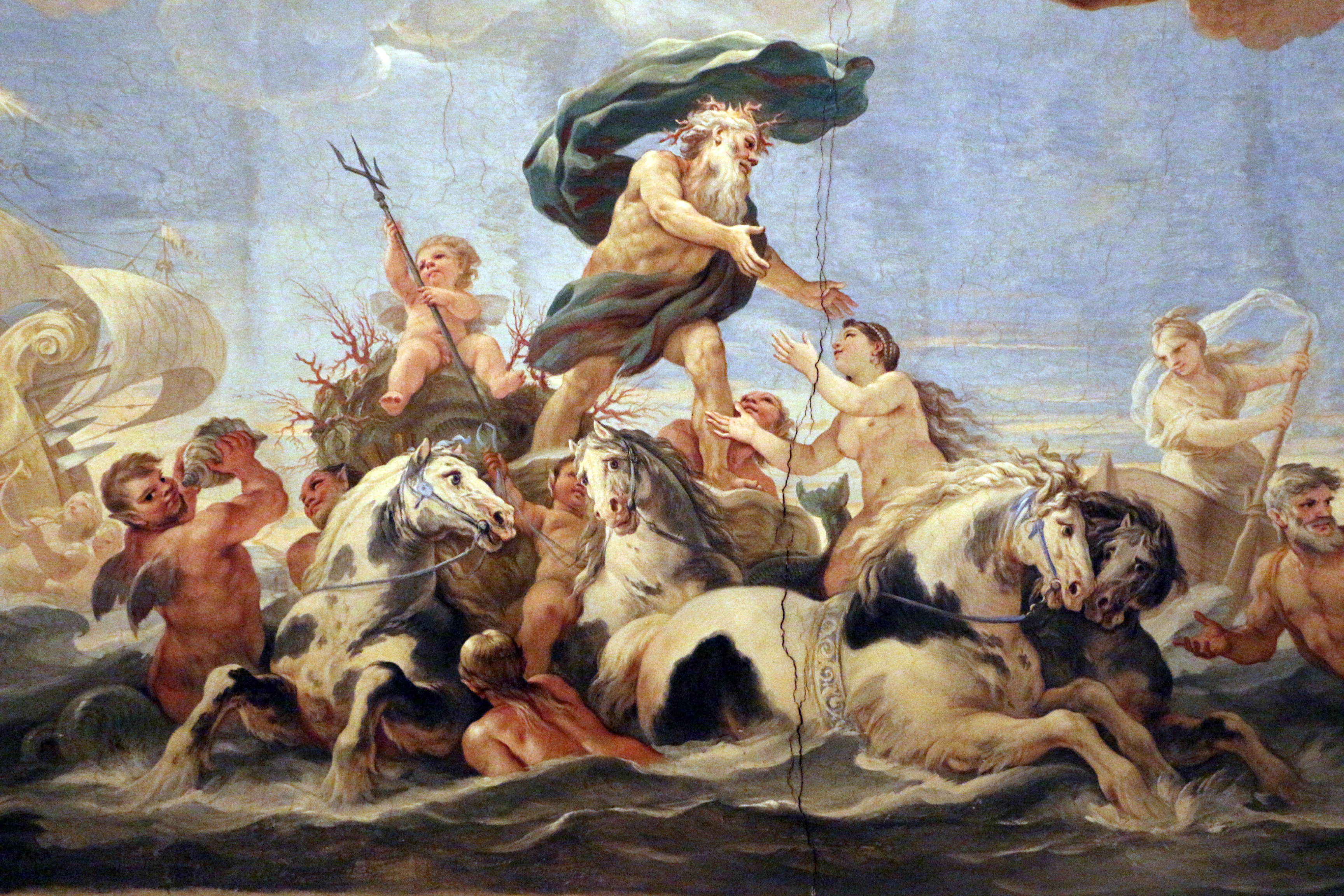
Le Triomphe de Neptune.
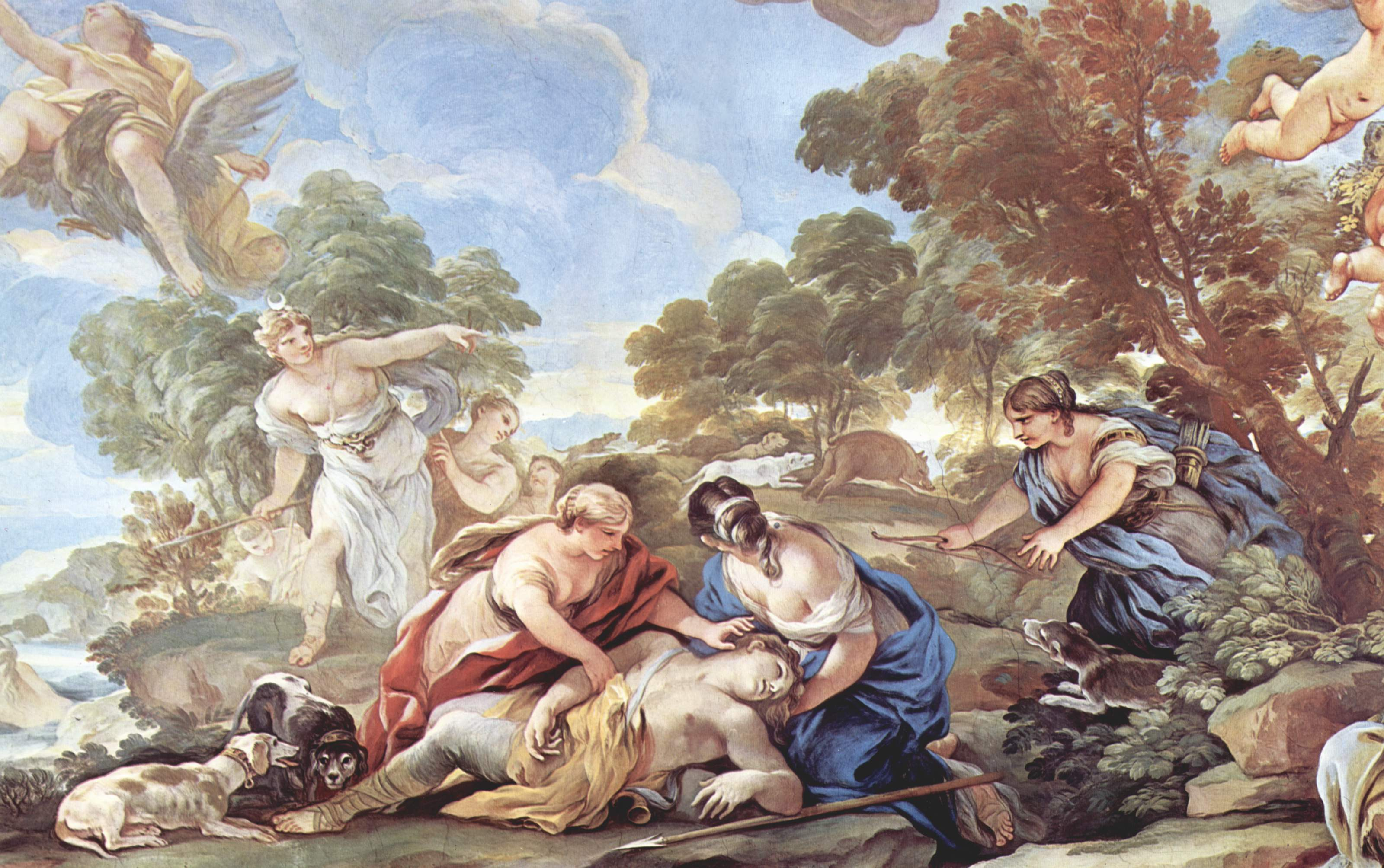
Mort d'Adonis.
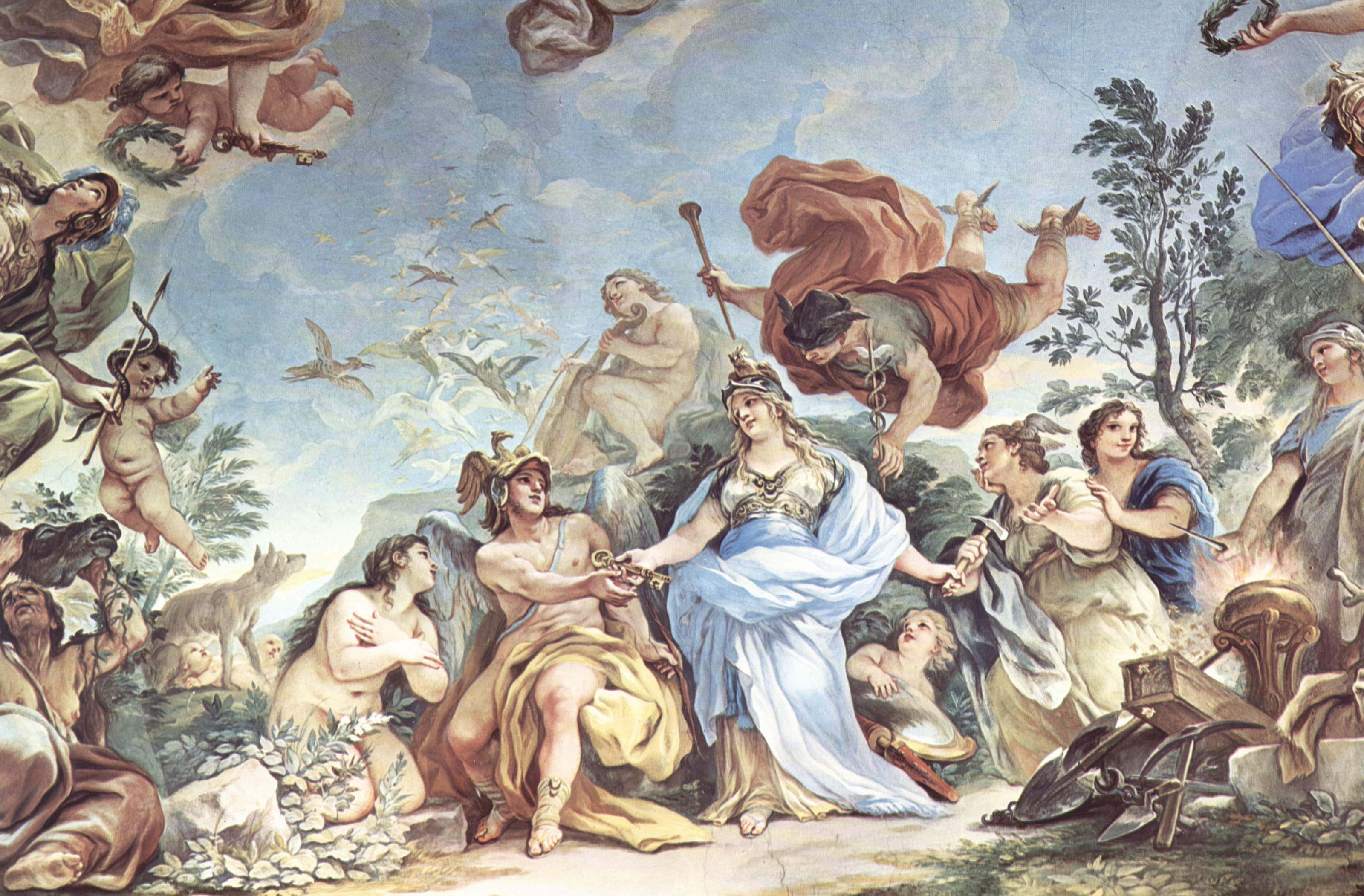
Minerve, protectrice des Arts et des Sciences.
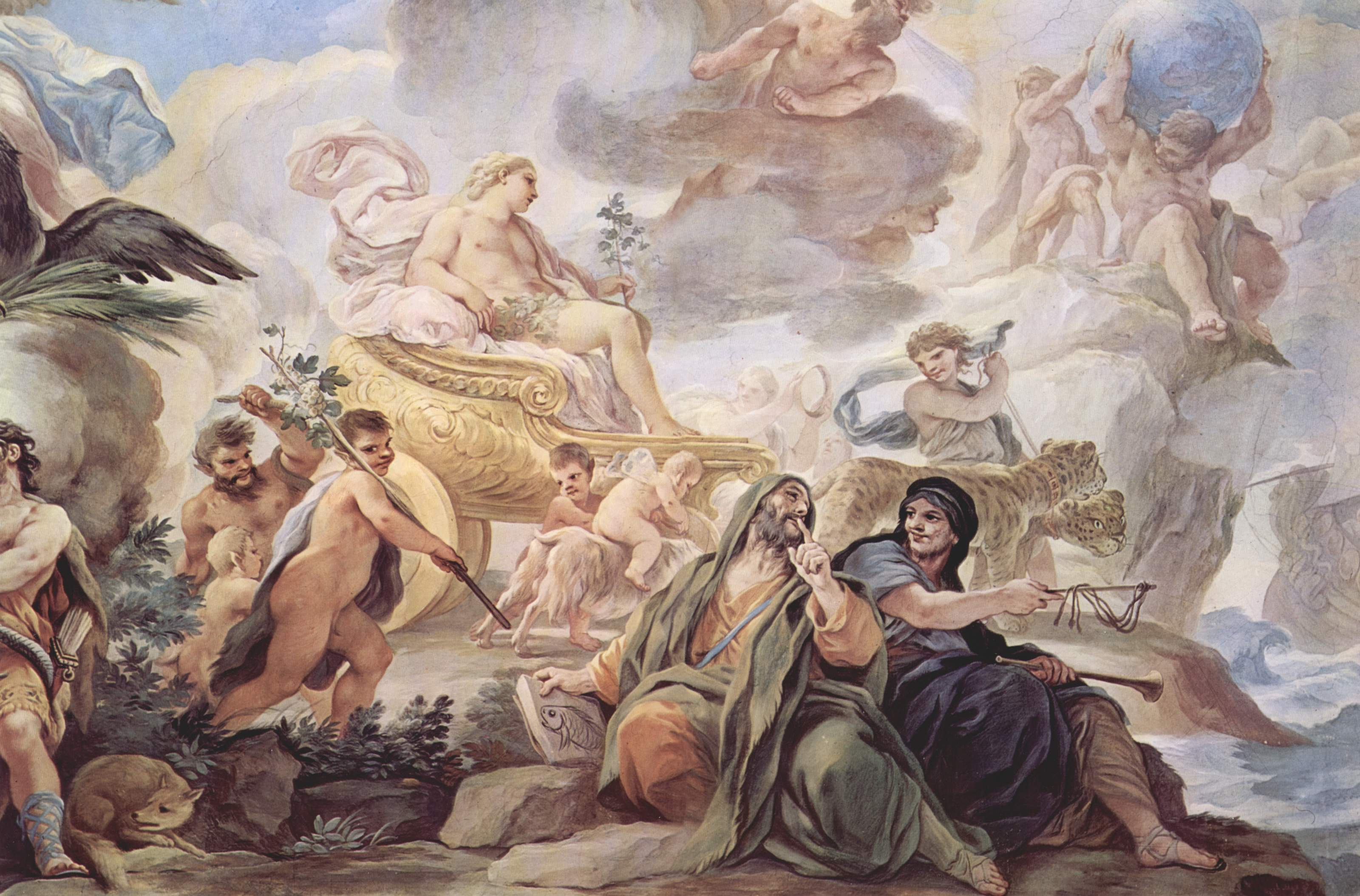
Le Triomphe de Bacchus.

Avec les œuvres créées à Florence, en particulier celle du palais Medici-Riccardi, Giordano connaît le succès dans toutes les régions d'Italie et d'Europe. Sa peinture, aérienne et engageante, à caractère sacré ou profane, influencera l'activité de nombreux jeunes peintres napolitains et méridionaux comme Francesco Solimena, Paolo de Matteis, Francesco de Mura, Corrado Giaquinto, Sebastiano Conca, Nicola Malinconico, Giuseppe Simonelli, Giovanni Battista Lama, tant vénitiens que florentins (Giambattista Tiepolo, Sebastiano Ricci, Giovanni Antonio Pellegrini, Antonio Zanchi, Jacopo Amigoni, Giovanni Camillo Sagrestani), ainsi que des étrangers (Jean-Honoré Fragonard, Antonio Palomino, Francisco de Goya.
Sa renommée dans les milieux florentins se poursuit après les travaux de la galerie Riccardi, avec les commandes de Cosme III de Médicis pour la chapelle de Santa Maria Maddalena de' Pazzi, avec Le Mariage mystique du saint et La Vierge offrant l'Enfant au saint, et avec d'autres commandes pour des collections privées de la ville, comme La Fuite en Égypte pour Vittoria della Rovere (aujourd'hui aux Offices) ou L'Annonciation aux bergers pour la famille Del Rosso (aujourd'hui dans une collection privée). De retour à Naples, il exécute et envoie à Cosme III en 1688, deux autres toiles commandées directement par le grand-duc florentin : Saint François recevant les stigmates et une Immaculée Conception, pour être placées à côté du maître-autel de l'église à l'extérieur de la villa Medicea dell'Ambrogiana à Montelupo Fiorentino : la première est toujours exposée dans la même église, aujourd'hui dédiée à San Quirico et Lucia all'Ambrogiana, tandis que la seconde a été remplacée par une copie de 1804 par Giovanni Francesco Corsi, l'original est conservé dans la salle Mars de la Galerie Palatine du palais Pitti à Florence.

#### Naples (1684-1692)
De retour à Naples en 1683 pour se rapprocher de sa femme tombée malade et de son père, qui meurt le 9 novembre, le peintre n'y est pas particulièrement actif. Cette année-là, ses œuvres se limitent à des toiles à sujets religieux pour les églises de la ville, comme la Trinité en gloire avec les saints Augustin, Teresa del Gesù, Nicola da Tolentino, Guglielmo et un autre saint évêque pour l'église San Giuseppe dei Ruffi, ou l'Immaculée Conception et les saintes Thérèse et Claire, Saint Antoine prêche aux poissons et Saint Antoine rattache le pied d'un blessé pour l'église du Gesù delle Monache. En 1684, il est investi de commandes prestigieuses qu'il ne se sent pas en mesure de refuser, ce qui entraîne même des retards dans l'achèvement de la commande de la galerie Medici-Riccardi, Andrea Del Rosso pressant à plusieurs reprises Giordano de revenir à Florence afin d'accomplir la tâche qui lui a été confiée.

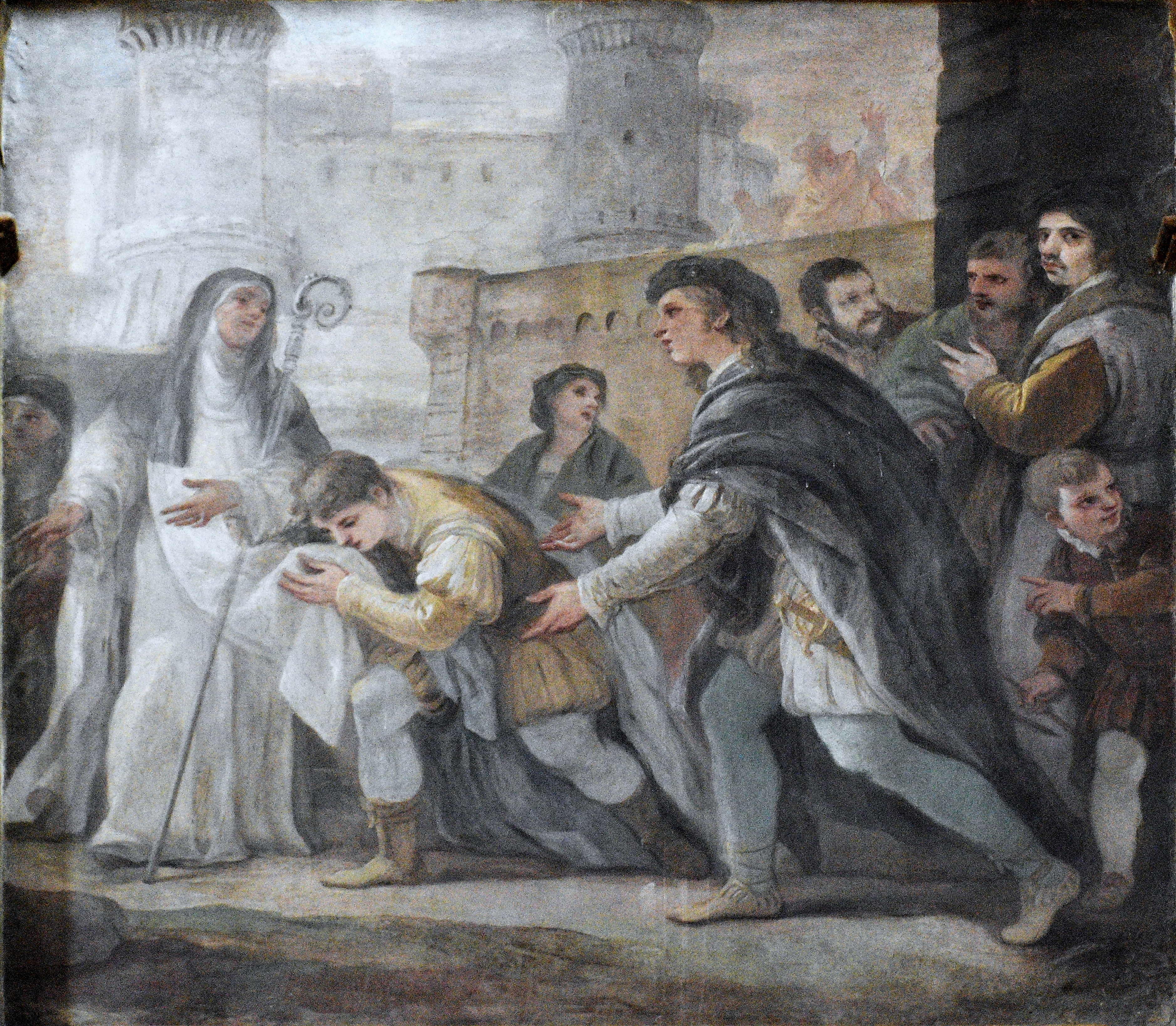
Détail d'une des scènes des Histoires des religieuses basiliennes de l'église San Gregorio Armeno, où l'autoportrait du peintre se trouve à droite.

En 1684, Giordano achève les fresques de l'église San Gregorio Armeno, où il a travaille à plusieurs reprises, réalisant les peintures des chœurs et de la coupole. A cette occasion, il est chargé d'exécuter les Vertus au-dessus des arcs des chapelles latérales, ainsi qu'un cycle de trois épisodes sur les Histoires des moniales basiliennes à placer dans les trois compartiments de la façade intérieure : le Départ des religieuses, leur Arrivée à Naples avec les reliques et les Célébrations des reliques, où le Castel Nuovo est représenté en arrière-plan tandis que dans la partie droite de la scène se trouve l'autoportrait du peintre. L'autre grande commande qu'il reçoit en 1684 est celle du grand cycle de la façade intérieure de l'église des Girolamini, où il est chargé de réaliser  L'Expulsion des marchands du Temple, dans le sillage des grandes façades intérieures commencées quelques années plus tôt par Giovanni Lanfranco dans l'église Santi Apostoli de Naples (qui se poursuivra plus tard avec Francesco Solimena, Paolo De Matteis et Santolo Cirillo), dont Giordano s'inspire pour cette autre composition, à tel point que Longhi en 1920 la considérait « comme le neveu » de celle de Lanfranchi : l'œuvre est imprégnée d'un sentiment de spatialité continue et infinie, révélée par le flux ininterrompu de lumière à travers l'extraordinaire variété des plans de perspective.

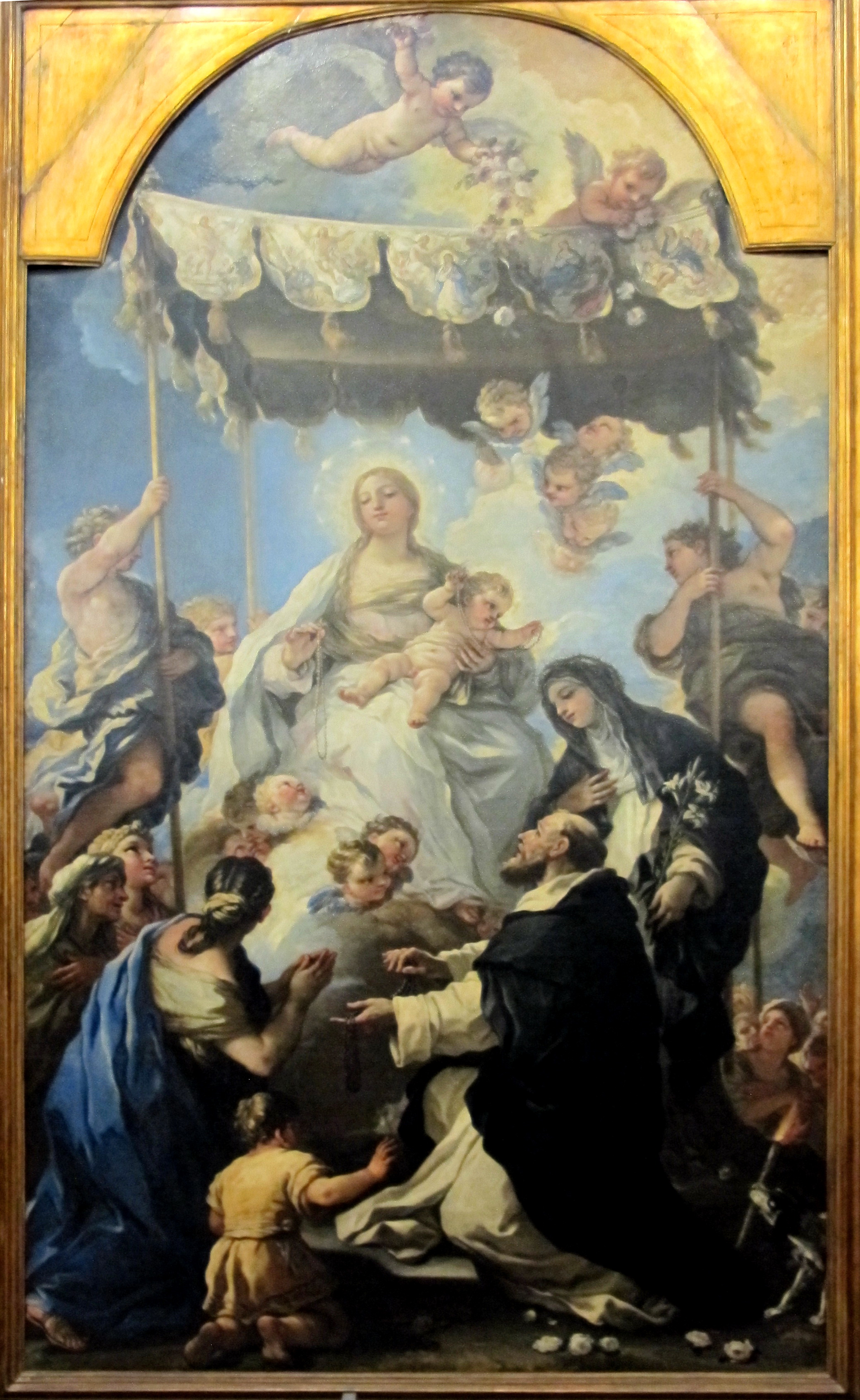
La Madone au baldaquin, v. 1686, musée de Capodmonte.

À partir de 1686, au retour de son deuxième séjour à Florence, les commandes restent particulièrement importantes bien que les résultats finaux de ses œuvres soient de qualité fluctuante, Giordano devant souvent se tourner vers son atelier pour répondre à toutes les demandes reçues. Parmi les œuvres les plus précieuses qu'il réalise au cours de cette période, figurent les fresques pour la chapelle Merlin de l'église du Gesù Nuovo de Naples, datée d'environ 1687, qui ont en grande partie disparu à la suite du tremblement de terre de 1688, tandis que celles du grand arc précédant la chapelle sont restées, et le cycle dans les corbeaux de la coupole de l'église de l'Annunziata, entièrement détruit dans un incendie en 1757, avec des Histoires de l'Ancien Testament et de la Piscina Probatica, que Bernardo de Dominici qualifie de « merveilleuses », probablement en harmonie avec celles que Lanfranco a peint pour l'église des Saints-Apôtres de Naples, ainsi que la grande toile de La Madone au baldaquin pour l'église du Saint-Esprit de Palazzo, aujourd'hui au musée de Capodimonte, que Dominici définit comme « l'une des plus belles belles œuvres de Luca », l'Installation de la Croix pour l'église de la Pietà dei Turchini, le Transport du corps de Santa Restituta pour la basilique Santa Restituta, complété par Giuseppe Simonelli, la Vierge à l'Enfant et Saint Jean au musée Fabre de Montpellier, et la série de toiles de l'église Santi Apostoli de Naples.
Dans les fresques de la chapelle Merlin de l'église du Gesù Nuovo de Naples datées de 1687, Giordano remet à la mode une manière de peindre entre classicisme et baroque, au point que celles-ci sont citées dans le guide de Celano comme la plus belle œuvre du peintre qui enchante continuellement les gens en l'observant. En plus de celles de Baciccio, Giordano semble également s'inspirer des méthodes de Lanfranco, qui, quelques années plus tôt, est chargé de peindre à fresque le dôme de la nef centrale de la même église et pour lequel le peintre napolitain éprouve une admiration déclarée, au point d'exprimer une inquiétude et une tristesse particulières face à la disparition des œuvres du peintre émilien à la suite du tremblement de terre de 1688, avant même la perte de la plupart de ses fresques de la chapelle Merlin. Du cycle décoratif, seules subsistent les fresques de l'arc d'entrée, avec trois images de Saint Jean-Baptiste, Saint Pierre et Saint Paul, et dans les corbeaux de la coupole, des représentations de quatre figures féminines de l'Ancien Testament : La Veuve de Sarepta, La Fille de Pharaon, Ruth et Jaël.

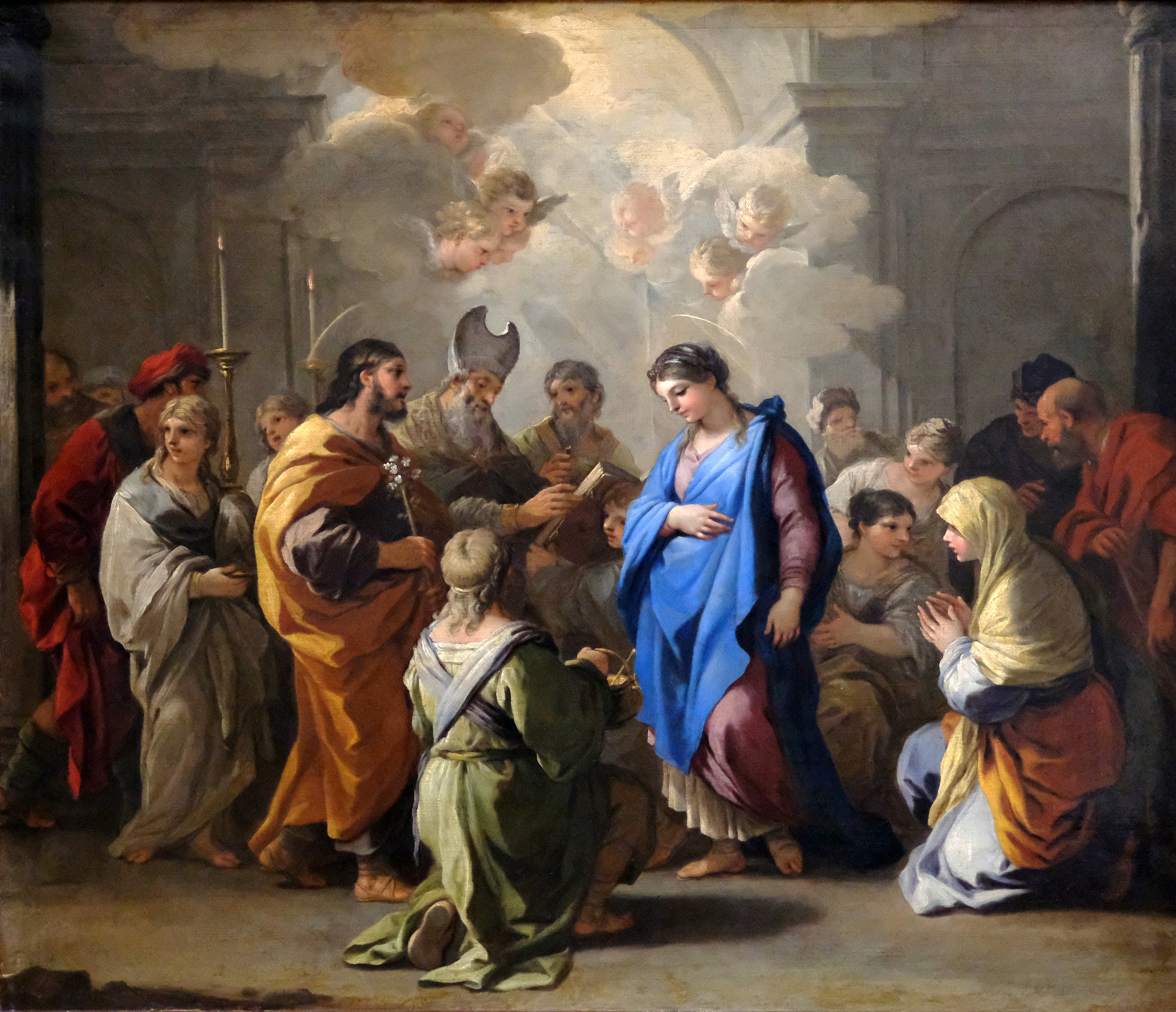
Le Mariage de la Vierge, 1688, musée du Louvre, Paris.

Dans les années 1690, Giordano peint la première d'une série de toiles représentant les Histoires de la Vierge, qui deviendra fréquente pour le peintre, donc un certain nombre sont aujourd'hui réparties entre le musée du Prado, l'Escurial, le palais royal du Pardo et le musée du Louvre, où le baroque du Bernin subsiste dans la plasticité des personnages représentés, alors que la présence d'angelots et de détails de natures mortes, ainsi que le décor scénique et compositionnel, sont classiques. La reine de la maison de Bourbon-Orléans, Marie-Louise d'Orléans, première épouse de Charles II (roi d'Espagne), lui demande quatorze toiles, toutes de même taille, sur des thèmes historico-mythologiques, des scènes de bataille, et les quatre représentations des continents (aujourd'hui dans une collection au palais de la Zarzuela, près de Madrid, mais connue à travers une autre version contemporaine, de plus grandes dimensions, réalisée pour le marquis del Carpio et aujourd'hui conservée au palais de Caserte, en prêt du musée San Martino), des œuvres qui feront que quelques années plus tard Giordano sera appelé à Madrid, où il consolidera son succès artistique, désormais connu dans toute l'Europe, en travaillant sous la supervision directe de la couronne royale d'Espagne.
En 1692, il réalise ses dernières œuvres à Naples, avant de quitter la ville pour s'installer à Madrid. Il est chargé de peindre à fresque pour le dôme de l'église Santa Maria Donnaromita une série de huit Saintes dans les compartiments entre les fenêtres du tambour, des Allégories et des Vertus dans les corbeaux, conçues par Giordano mais complétées par Giuseppe Romanelli et Giuseppe Simonelli ;  La Gloire des anges au centre du dôme et les deux scènes historiques disposées circulairement l'une après l'autre dans la partie inférieure, Le Triomphe de Débora et La Victoire sur le roi de Canaan, sont autographes.
Entre-temps, par un acte daté de 1690, Giordano fait construire à ses frais la chapelle de Santa Maria del Carmine sur le terrain qu'il possède à San Giorgio a Cremano, à quelques mètres de sa maison de vacances.

### La décennie espagnole (1692-1702)

#### À la cour du roi Charles II d'Espagne

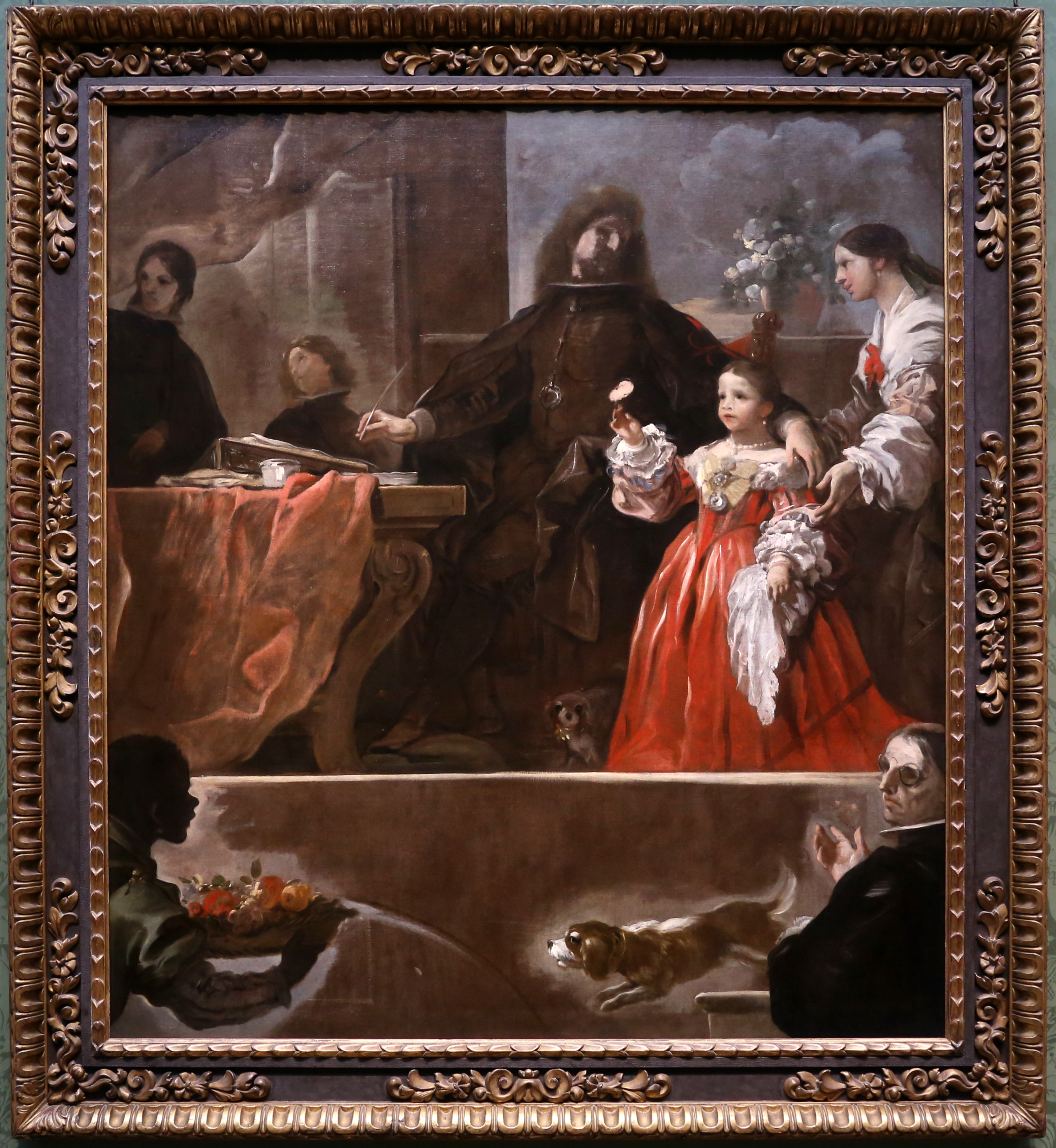
Hommage à Velasquez avec autoportrait, 1692-1693, National Gallery, Londres.

En 1692, Luca Giordano est appelé à Madrid à la cour du roi Charles II, passant ainsi la décennie 1692-1702 en Espagne. Il y travaille plus de trente ans après le dernier Italien appelé à travailler pour la couronne madrilène, à savoir les deux Bolognais Angelo Michele Colonna et Agostino Mitelli. Le roi d'Espagne a une culture des arts : ses intentions sont de glorifier la dynastie royale à travers des appareils décoratifs et de grandes et somptueuses fresques, qui manquent de fait dans l'Espagne de l'époque, dont l'école artistique s'est pratiquement arrêtée après la mort de Diego Vélasquez.
Giordano est le peintre qui plus que quiconque peut répondre à ces besoins, tant pour le lien qui existe entre la capitale vice-royale (Naples) que celle du Royaume (Madrid), où Naples apparait comme une véritable source d'« inspiration », et parce qu'à cette époque, la figure du peintre est déjà établie en Europe, où toutes les cours du continent connaissent son école.
Luca Giordano est populaire à la cour espagnole, réalisant une grande quantité de peintures sur toile, sur cuivre et à fresque de sujets sacrés ou profanes, à tel point que le roi lui accorde le titre de caballero. Cinq grandes commandes l'amène à consolider sa peinture à l'échelle internationale : le monastère de San Lorenzo dell'Escorial, l'église San Antonio dei Portugais, le Casón del Buen Retiro à Madrid et la sacristie de la cathédrale Sainte-Marie de Tolède.
Le recours à Giordano est proposé au roi par l'émissaire en terre napolitaine Cristobal Oragnon, qui appréciant ses qualités artistiques, le suggère spécifiquement pour le monastère de San Lorenzo, compte tenu également de la nécessité d'achever la construction en peu de temps. Après avoir obtenu le consentement de Charles II, le peintre se déplace avec tout son entourage et ses collaborateurs (dont son fils Nicolò, son neveu Giuseppe et, selon Philippe Baldinucci, également Paolo de Matteis), son confesseur et un serviteur.

#### Monastère de l'Escorial

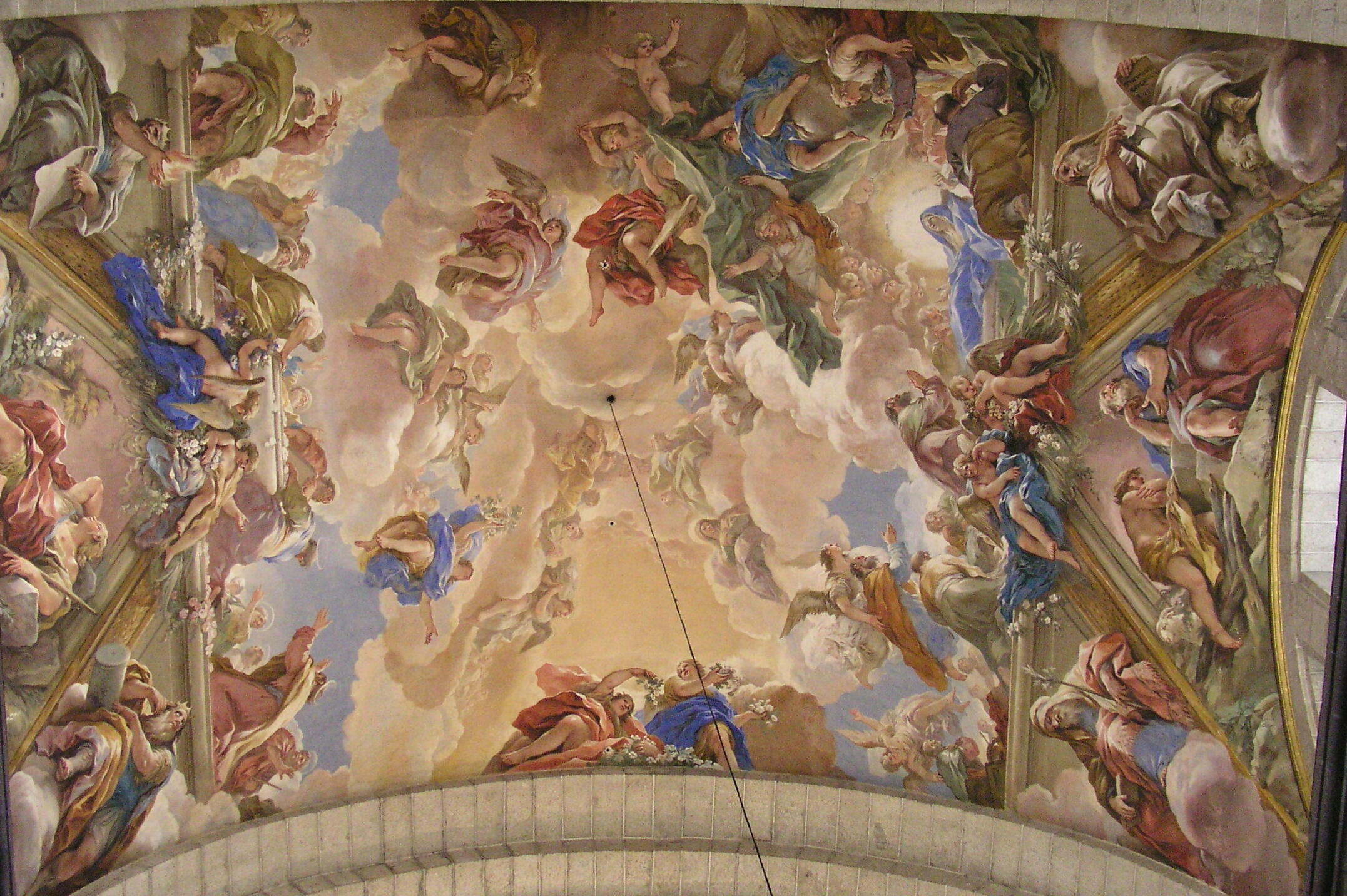
Voûte au-dessus de l'autel de l'église, 1693-1694) avec Le Transit de la Vierge et sa sépulture, Le Sacrifice d'Abraham, Le Rêve de Jacob, Jessé et son arbre, Josaphat, Jonas et Ezéchias.

La première grande commande que Giordano obtient en Espagne est celle de l'Escorial, à la suite de sa reconstruction après l'incendie qui détruisit toute la décoration intérieure, où il peint la Glorification des actes de Charles V et Philippe II sur la voûte de l'Escalera, au-dessus d'une longue frise à l'huile sur toile avec la Bataille de San Quentin, que le peintre utilise également magistralement pour « briser » l'appareil décoratif de la voûte avec les fresques préexistantes du XVIe siècle de Luca Cambiaso, qui persistent dans les parties inférieures de la pièce.
Le dispositif iconographique des fresques n'est ni imposé ni conçu par le client, il est au contraire défini régulièrement à travers des croquis que Giordano envoie au roi et qu'il réalise sur les murs lorsque celui-ci exprime son consentement.
En 1693, le cycle de l'Escalera est terminé, ceux de la voûte de la basilique Saint-Laurent débutent, esquissés épisodiquement puis exécutés selon l'avis du roi. Ce dernier décide en revanche de leur emplacement : la première est celle au-dessus des autels des reliques, puis successivement celles des chapelles latérales, de la nef, de la croisée du transept (Mort de la Vierge et Événements du peuple juif, ces dernières étant déjà considérées dès leur réalisation comme l'un des chefs-d'œuvre du peintre) et enfin celles du chœur (Histoires de David et Histoires de Salomon). En juillet 1694, le cycle entier est achevé.
Le cycle du monastère, et plus particulièrement de l'Escalera, est si exceptionnel que l'abbé napolitain Andrea Belvedere, à l'occasion de son retour à Naples après un voyage à l'Escorial en 1695, rapporte à de Dominici que dans la ville « les peintures de Giordano ne semblaient rien » comparées aux fresques de l'Escurial.

#### Arrivée à Madrid et fresques du Casón del Buen Retiro

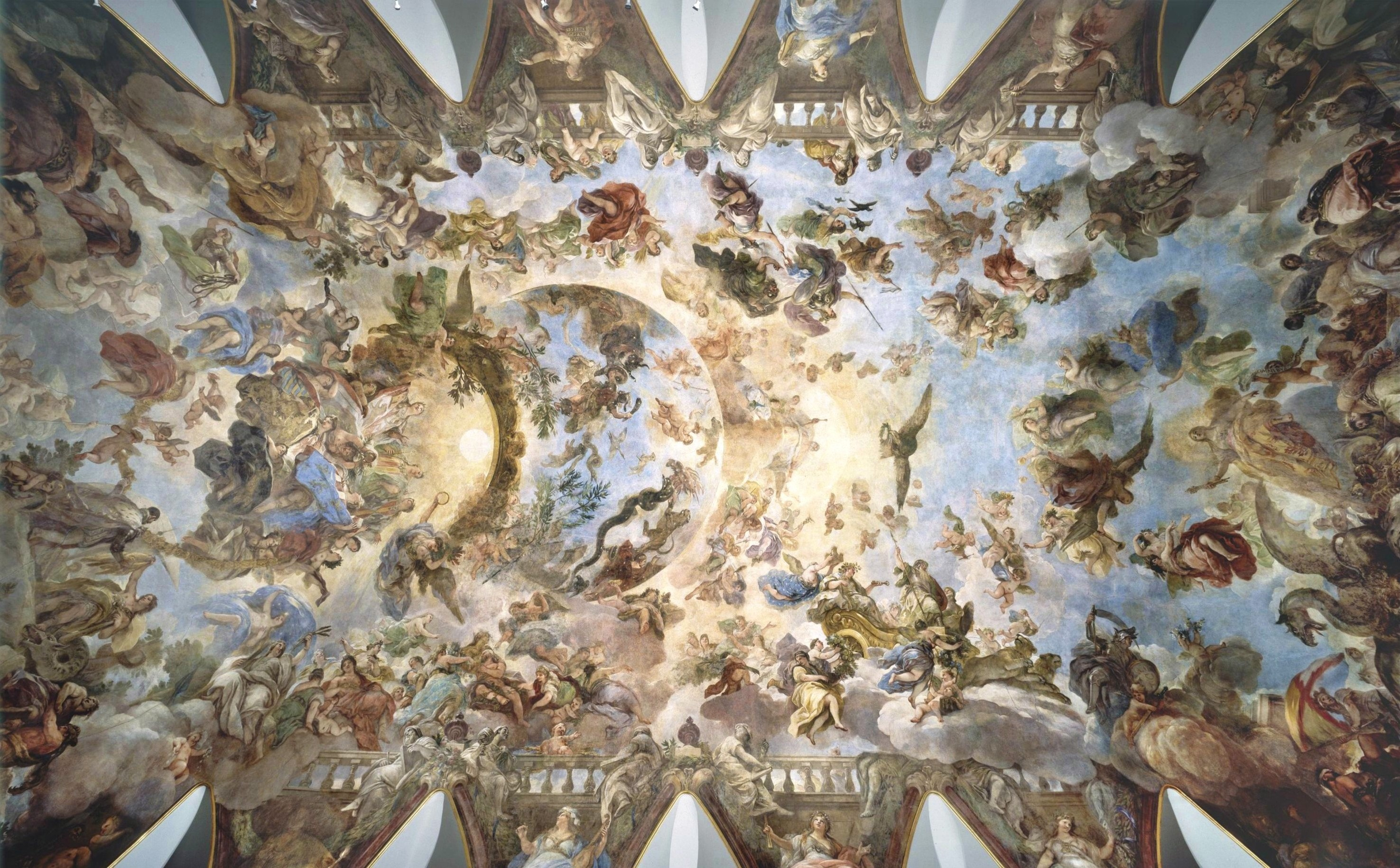
Allégorie de la Toison d'Or, voûte du Casón del Buen Retiro, Madrid, v. 1694.

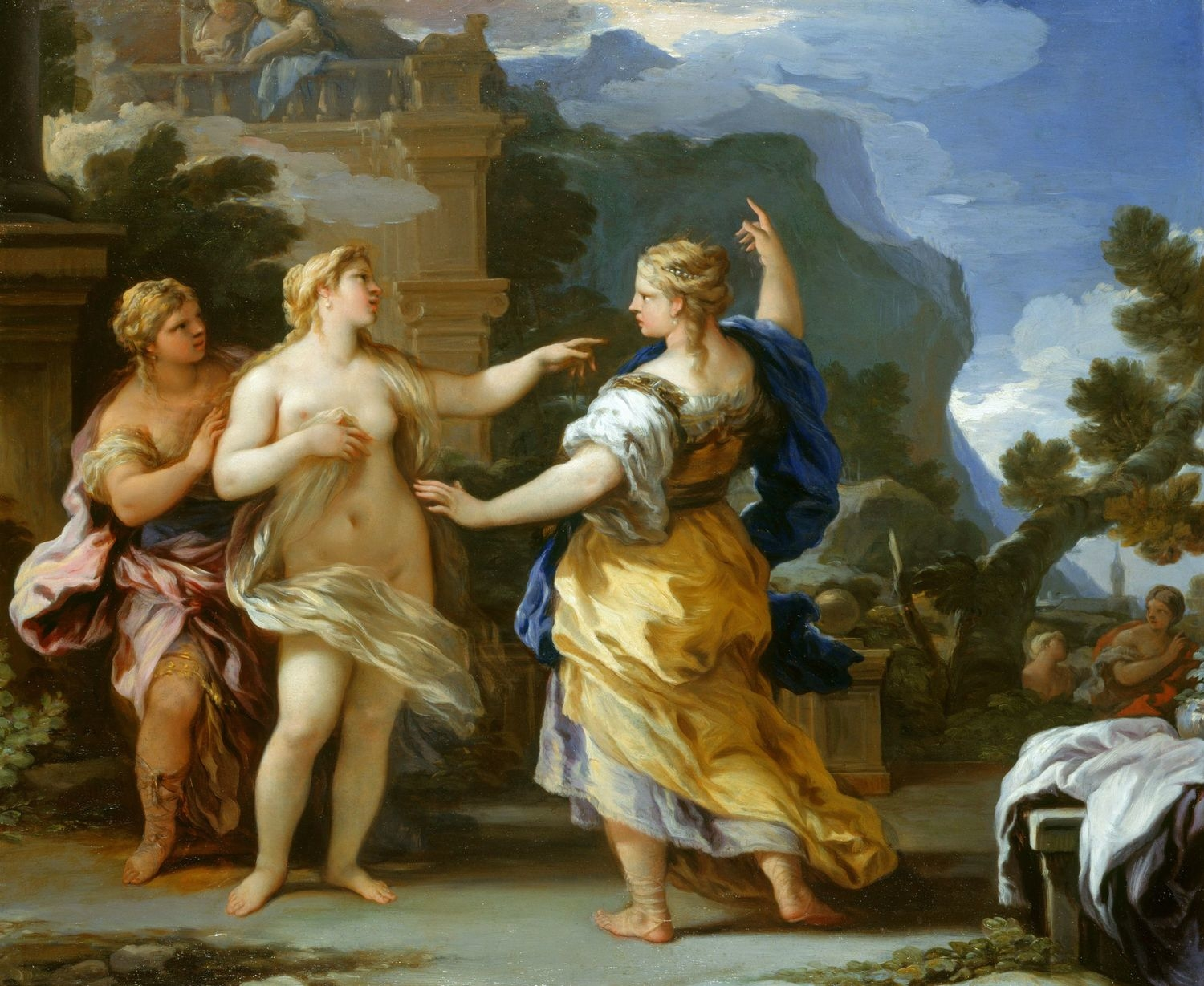
Psyché visitée par ses sœurs, 1698, collections royales, Hampton Court.

Après avoir terminé les travaux à l'Escorial, Luca Giordano arrive à Madrid où, avant d'entreprendre les grands chantiers sur lesquels il sera appelé à intervenir, il exécute un grand nombre de toiles pour des commandes publiques et privées, qui sont désormais dispersés principalement dans divers musées espagnols, puis pour le palais royal et le musée du Prado à Madrid, pour le palais royal d'Aranjuez et le palais royal du Pardo. Parmi les œuvres qui ont le plus grand succès figurent deux séries de peintures sur les Histoires de la Vierge, toutes sur cuivre, dont l'une est désormais entièrement conservée dans les collections du musée d'Histoire de l'art de Vienne, et l'autre à Guadalupe (Espagne), au couvent San Jerónimo.
Une fois à Madrid, le peintre est chargé par Charles II de peindre les fresques et une série de toiles pour le palais royal d'Aranjuez, dans un lieu proche de la capitale royale. Il ne reste aucune trace des cycles en question, car l'ensemble a été entièrement rénové au fil du temps et il n'est pas possible de reconstituer le parcours des toiles car, notamment au XIXe siècle, les œuvres ont été déplacées à plusieurs reprises entre les résidences royales d’Espagne.
Par la suite, le peintre est chargé d'embellir le bâtiment qui est à l'époque la deuxième résidence royale la plus importante de la ville de Madrid après l'Alcazar royal de Madrid, le Casón del Buen Retiro, alors l'un des principaux édifices représentatifs de Madrid. Le cycle qui émerge est le plus important des cycles non religieux réalisés par Giordano, et le plus important réalisé en Espagne après celui de l'Escurial. La représentation allégorique de la monarchie espagnole centrée sur le thème de la Toison d'or est peinte dans la voûte. Contrairement aux grands cycles achevés jusqu'à présent, le palais Medici-Riccardi et l'Escalera, le thème de la voûte n'est pas central, ni un point d'appui de ce qui est représenté sur les bandes inférieures, mais constitue un ensemble d'épisodes secondaires, qui se mélangent, de l'allégorie de la Toison d'Or qui descend derrière un ciel doré. Dans le registre inférieur sous la corniche, les quatorze Travaux d'Hercule sont représentés sur de fausses tapisseries allongées, toutes perdues et connues aujourd'hui grâce aux esquisses préparatoires disséminées dans divers musées espagnols.
La dernière grande série de scènes mythologiques que Giordano exécute pour des commandes privées, les douze Histoires de Psyché, date de cette périodes, aujourd'hui conservée dans les collections royales du château de Hampton Court. Elle est conçue en format réduit sur support en cuivre dans le but d'accentuer le chromatisme et constitue de fait le prélude à la période rococo qui s'ouvrira bientôt en Europe ; elle aurait également eu une influence sur les peintres nés dans le sillage de Giordano, comme Francesco Solimena, Francesco de Mura et Corrado Giaquinto.

#### Fresques de la sacristie de la cathédrale de Tolède

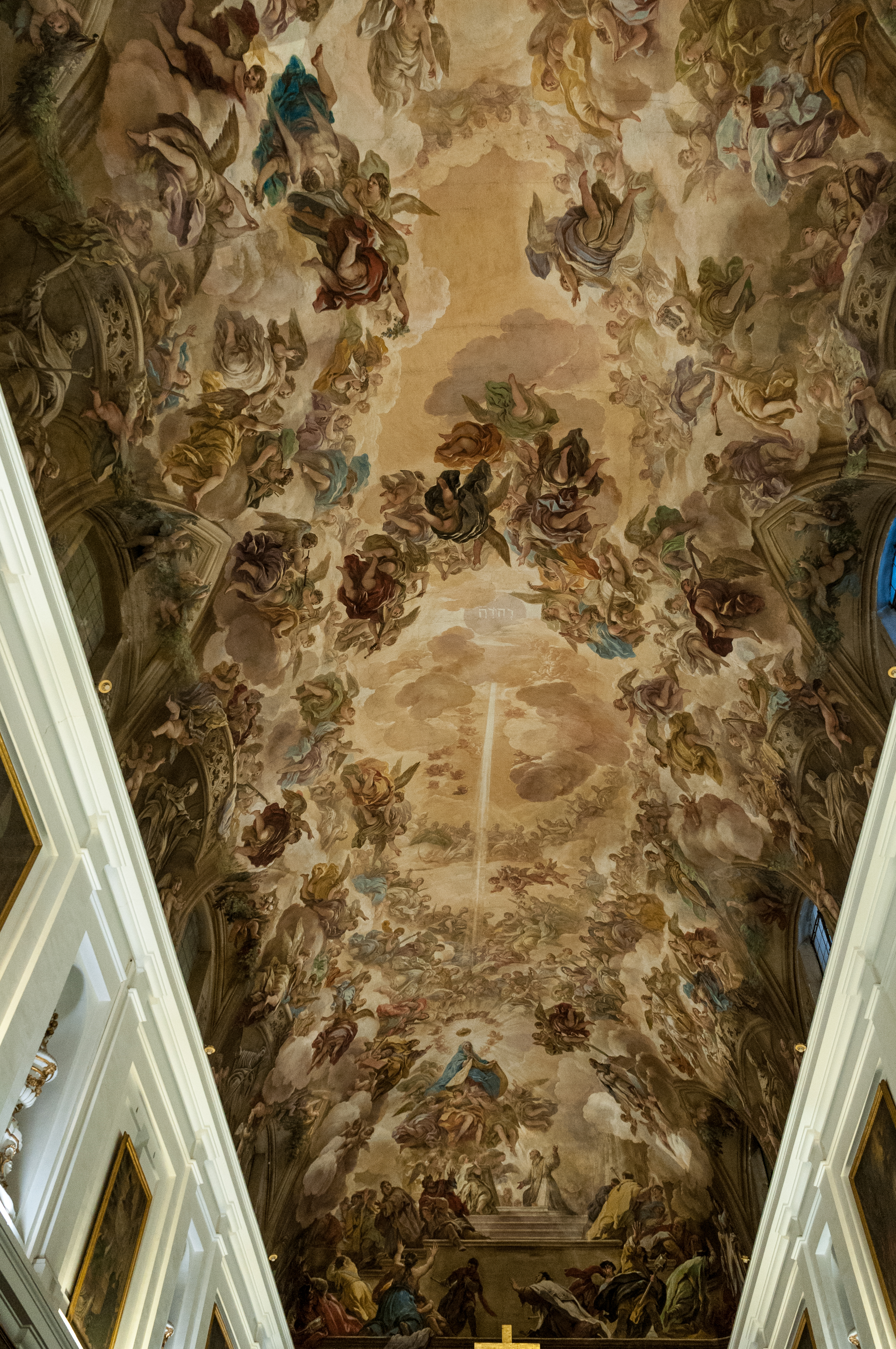
Fresques de la sacristie de la cathédrale de Tolède.

À la suite des travaux réalisés à Madrid, Giordano est appelé en 1698 pour peindre à fresque la sacristie de la cathédrale de Tolède. Il exécute pour la grande salle un cycle sur la voûte sur Le Triomphe de l'Église et L'Imposition de la Chasuble, disposés sur les deux côtés extrêmes de la voûte, tandis que sur les longueurs figurent des balcons, des anges et des Pères de l'Église.
Contrairement aux cycles précédents, dans celui de Tolède le peintre utilise plus fréquemment de fausses architectures dans les scènes, un élément qu'il n'a jamais été utilisé aussi assidûment auparavant, sauf dans la fresque de l'envers de la façade de l'église des Girolamini, où l'architecture apparaît pour la première fois chez Giordano en arrière-plan de la représentation. Le résultat de la fresque dans son ensemble reste monumental ; elle demeure parmi les plus importantes de l'œuvre de Giordano, même si par rapport à ses œuvres précédentes celle-ci est plus sobre et sombre, donc moins « légère » et raffinée en termes de plasticité et luminosité.
La preuve en est qu'alors que des rumeurs sur les œuvres de Giordano en Espagne parviennent de temps en temps à Naples au fur et à mesure de leur exécution, aucune nouvelle de celle de Tolède n'y parvient, à tel point que les deux biographes de cette période les plus attentifs sur ce qui se passe dans le milieu artistique napolitain, Dominici et Baldinucci, ne citeront jamais aucune information concernant ce cycle.
Après les travaux de Tolède, d'autres travaux que Giordano réalise pour la chapelle royale de l'Alcazar de Madrid sont beaucoup plus appréciés, relatant des Histoires de l'Ancien Testament, qui tournent autour de la figure de Salomon. La composition a un succès considérable dans le cercle espagnol, réussissant à offrir dans son ensemble un dispositif festif et héroïque mais en même temps gracieux, lumineux et à la spatialité berninienne. Ce cycle s'est perdu au fil du temps et il n'en reste aujourd'hui des traces et une connaissance qu'à travers des documents d'archives et des esquisses préparatoires dispersées dans divers musées espagnols, qui permettent aux critiques de penser que cette œuvre est une sorte d'annonce préalable au cycle de fresques que peintre se produira à la chartreuse Saint-Martin de Naples quelques années plus tard.
La commande importante de la chapelle royale de la Madonna dell'Atocha remonte à la même époque, pour laquelle Giordano exécute les fresques avec des Histoires de la Vierge et Le Triomphe du Christianisme, qui sont  également entièrement perdues, cette fois sans même le possibilité de reconstituer les scènes représentées, car aucune gravure ni croquis ne subsiste de la commande.

#### Dernières commandes espagnoles

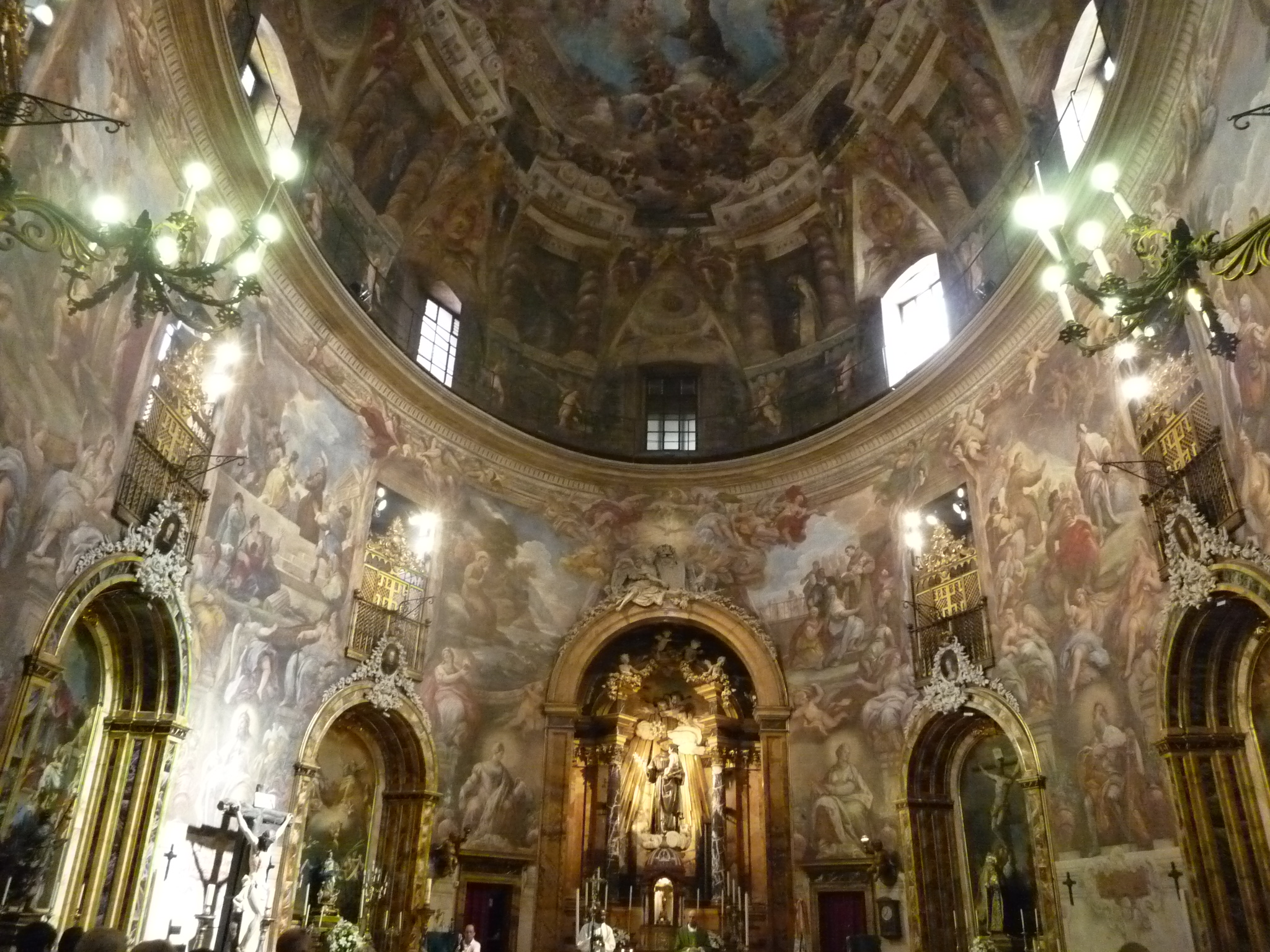
Intérieur de l'église Sant'Antonio dei Portughesi à Madrid.

De retour à Madrid, Giordano est chargé d'achever la décoration murale de l'église Sant'Antonio dei Portughesi. Le bâtiment, de plan circulaire, ayant déjà des fresques dans la voûte, le peintre a pour tâche de terminer uniquement le cycle dans les registres inférieurs. Cependant, non satisfait du travail antérieur réalisé par Rizi et Carreño dans le dôme, il retouche également le travail de ses collègues, en ajoutant des nuages, des figures de saints et de saintes, et de fausses colonnes sur les côtés.
Le cycle présente les Histoires de saint Antoine des Portugais avec des saints et des allégories dans les plus petits espaces ; il est terminé vers 1700. La disposition prend une forme adoptée par les Carracci dans la galerie du palais Farnèse à Rome, où les histoires sont continues et non enfermées dans des cadres, mais néanmoins séparées les unes des autres par des groupes d'anges et d'allégories, qui servent essentiellement de « délimiteurs » de la scène représentée en les insérant dans l'histoire.
Une série de toiles et d'esquisses conservées dans les musées espagnols, ainsi que les dernières commandes de scènes de bataille reçues par le peintre datent de cette période. Le roi commande une série de batailles glorifiant les exploits de Charles Quint (Capture de François Ier, Capture du duc de Saxe, Évasion de l'armée turque, Prise de Tunis), toutes conservées dans le palais royal du Pardo.
Charles II meurt en 1700 ; Philippe V lui succède sur le trône, plus orienté vers l'art français. Ayant interrompu les relations avec la maison royale et étant devenu le peintre le plus âgé, Giordano retourne à Naples. La décennie de Giordano en Espagne se termine donc vers 1702, avec des résultats notables qui influenceront probablement les choix des clients dans la future recherche de fresquistes, à tel point que leur attention se portera vers Corrado Giaquinto et Giambattista Tiepolo.

### Retour à Naples (1702-1705)

#### Fresques de la chartreuse Saint-Martin de Naples

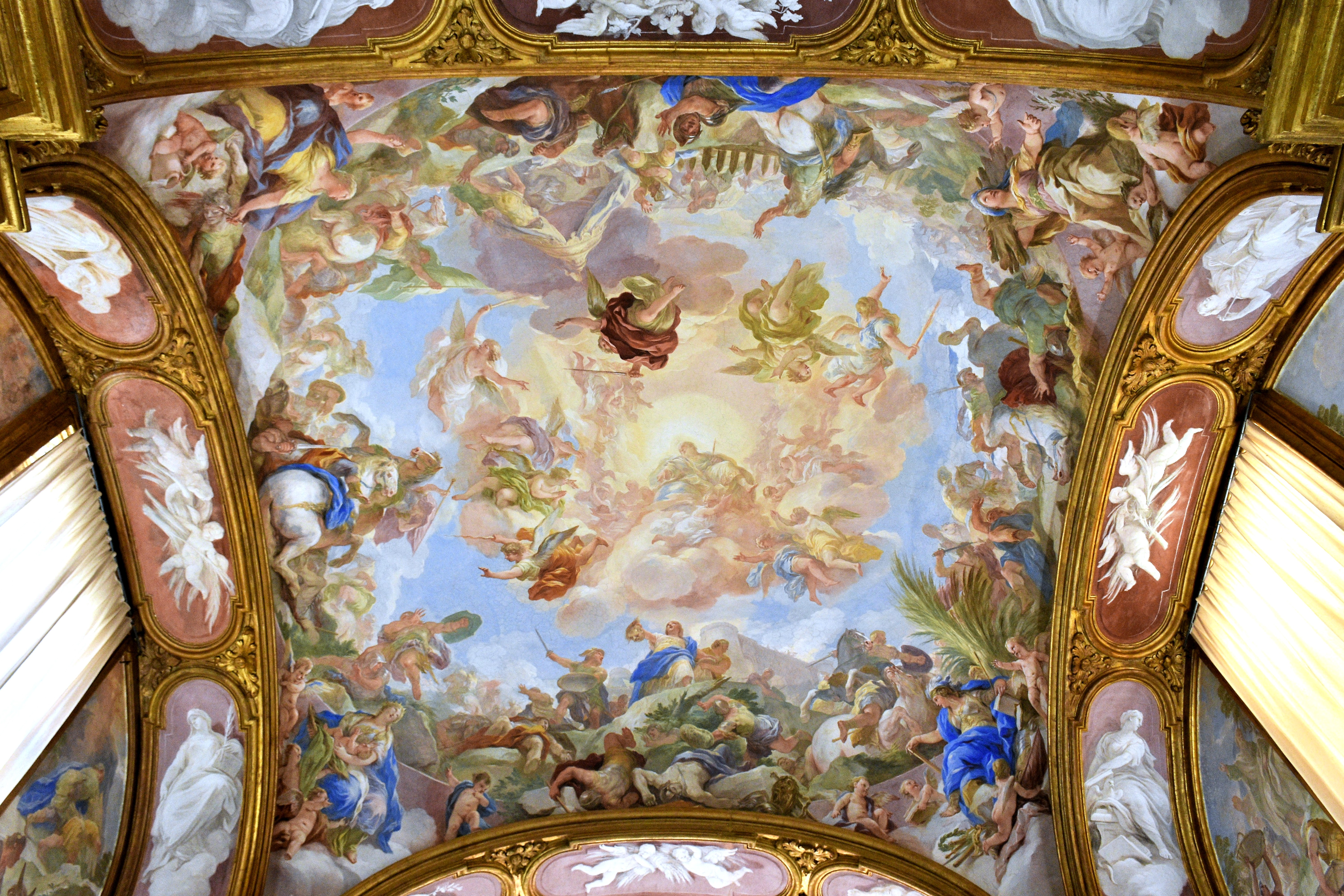
Coupole avec les Histoires de Judith et l'Ancien Testament, 1704, chartreuse Saint-Martin de Naples.

De retour à Naples en 1702, Giordano, âgé de presque soixante-dix ans, continue de travailler avec la même fureur créatrice incessante qui l'a distingué dans sa jeunesse.
Il continue de renouveler sa production artistique avec de forts contrastes de clair-obscur, des tons brûlés ou flous, ou avec la diffusion de matériaux chromatiques de plus en plus légers et délicats, comme dans la décoration à fresque de la coupole de la chapelle du Trésor de la chartreuse Saint-Martin de Naples avec le Histoires de Judith et de l'Ancien Testament, commandées en 1703 et déjà achevées un an plus tard.
L'œuvre dans son ensemble est le point culminant d'un parcours créatif qui a commencé avec les fresques de Florence et qui culmine avec ce cycle à San Martino, où les solutions adoptées apparaissent comme les premières grandes compositions du style rococo qui dominera tout au long du XVIIIe siècle sur la scène artistique européenne. Les fresques napolitaines depuis le début (mais aussi jusqu'à l'époque moderne) ont été comprises par la critique comme la « quintessence » de l'art de Giordano : Bernardo de Dominici les décrit en affirmant que « [Giordano] a créé une merveille et [...] a surpassé tout ses œuvres peintes à fresque », tandis que Francesco Solimena loue l'œuvre du maître en déclarant que « [...] la fureur, le feu et la connaissance avec lesquels cette bataille a été peinte ne pouvaient être imités par aucun grand peintre, car elle semblait avoir été peinte entièrement d'un seul souffle et d'un seul coup de pinceau », tandis que Paolo de Matteis la considére comme « sa meilleure œuvre », et encore Luigi Lanzi : « toutes ses autres fresques sont placées avant celle du Trésor de la Chartreuse ».
Le cycle s'articule autour de différentes scènes disposées dans la coupole de la chapelle et dans les registres supérieurs des murs latéraux, à côté des fenêtres. La coupole est repensée par Giordano qui, à partir de sa forme originale carrée, la projette dans une forme cylindrique. Les histoires représentées  sont, comme dans son style, racontées dans un continuum figuratif avec des scènes et des personnages disposés sur les quatre côtés : aux quatre coins se trouvent quatre héroïnes de l'Ancien Testament (Jaël conduisant la garde dans le temple de Sisera, La Fille de Pharaon avec Moïse enfant, Esther, La Fille de Jephté), sur deux côtés opposés se trouvent d'un côté Le Triomphe de Judith, de l'autre Holopherne tué, tandis que sur les deux autres côtés perpendiculaires sont disposées des scènes du Massacre des Amalachites par les Israélites ; au centre se trouve un groupe d'anges entourant L'Éternel.
Dans la lunette au-dessus du maître-autel, une fresque représente la scène du Serpent de Bronze, sur les côtés de la fenêtre droite, deux demi-lunettes présentent les scènes de La Chute de la manne et Moïse faisant jaillir les eaux, tandis que sur les côtés de la fenêtre de gauche, figurent La Fournaise de Nabuchodonosor et Abraham et Isaac gravissant la montagne, tandis qu'au-dessus de la porte d'entrée se trouve Le Sacrifice d'Élie sur le mont Carmel.
Des vertus et des petits anges en monochrome sont  peints dans les espaces oblongs des sous-arcades qui ponctuent la voûte. Il existe plusieurs esquisses du cycle, notamment du Triomphe de Judith, disséminées dans divers musées à travers le monde.

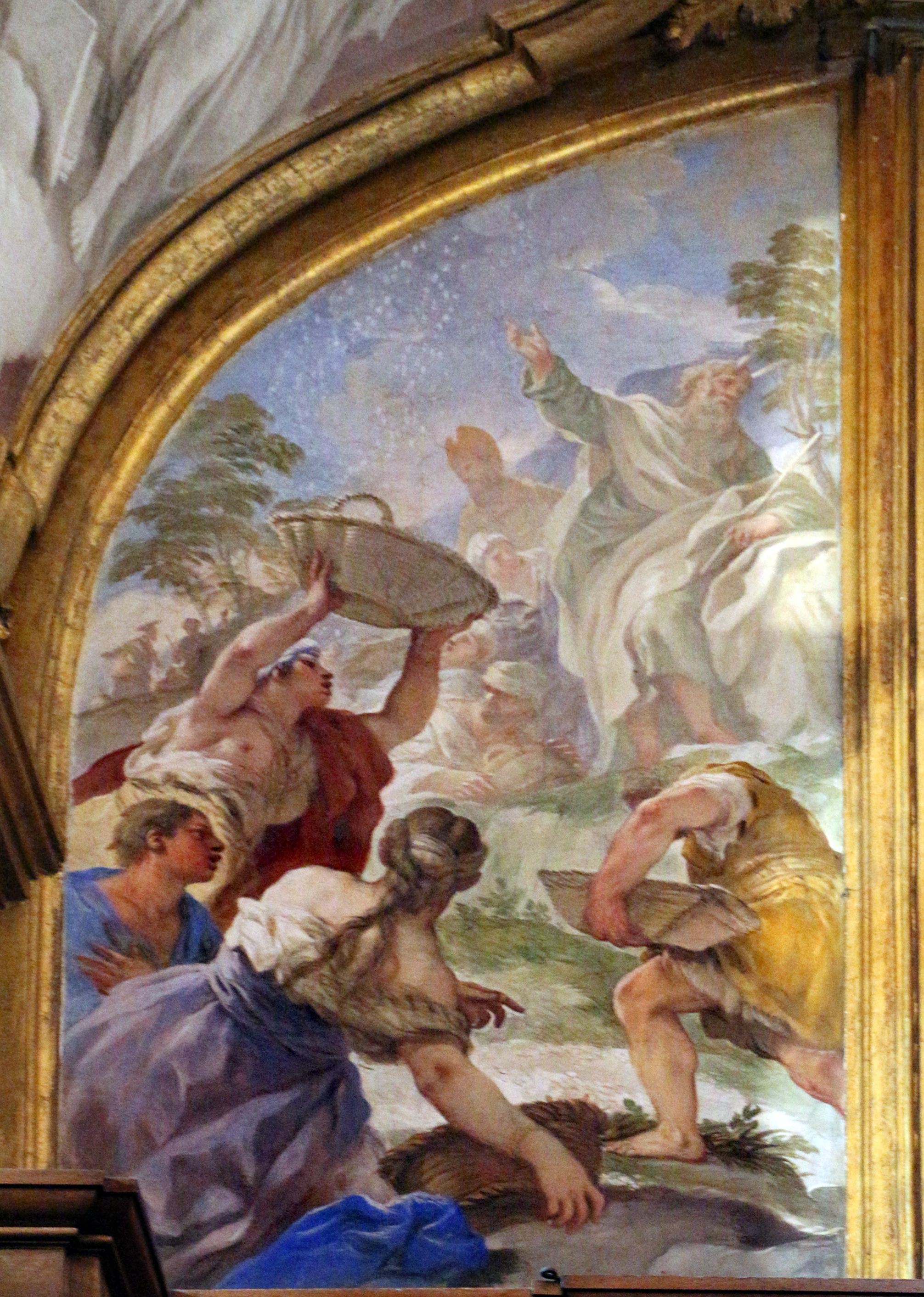
La Chute de la manne
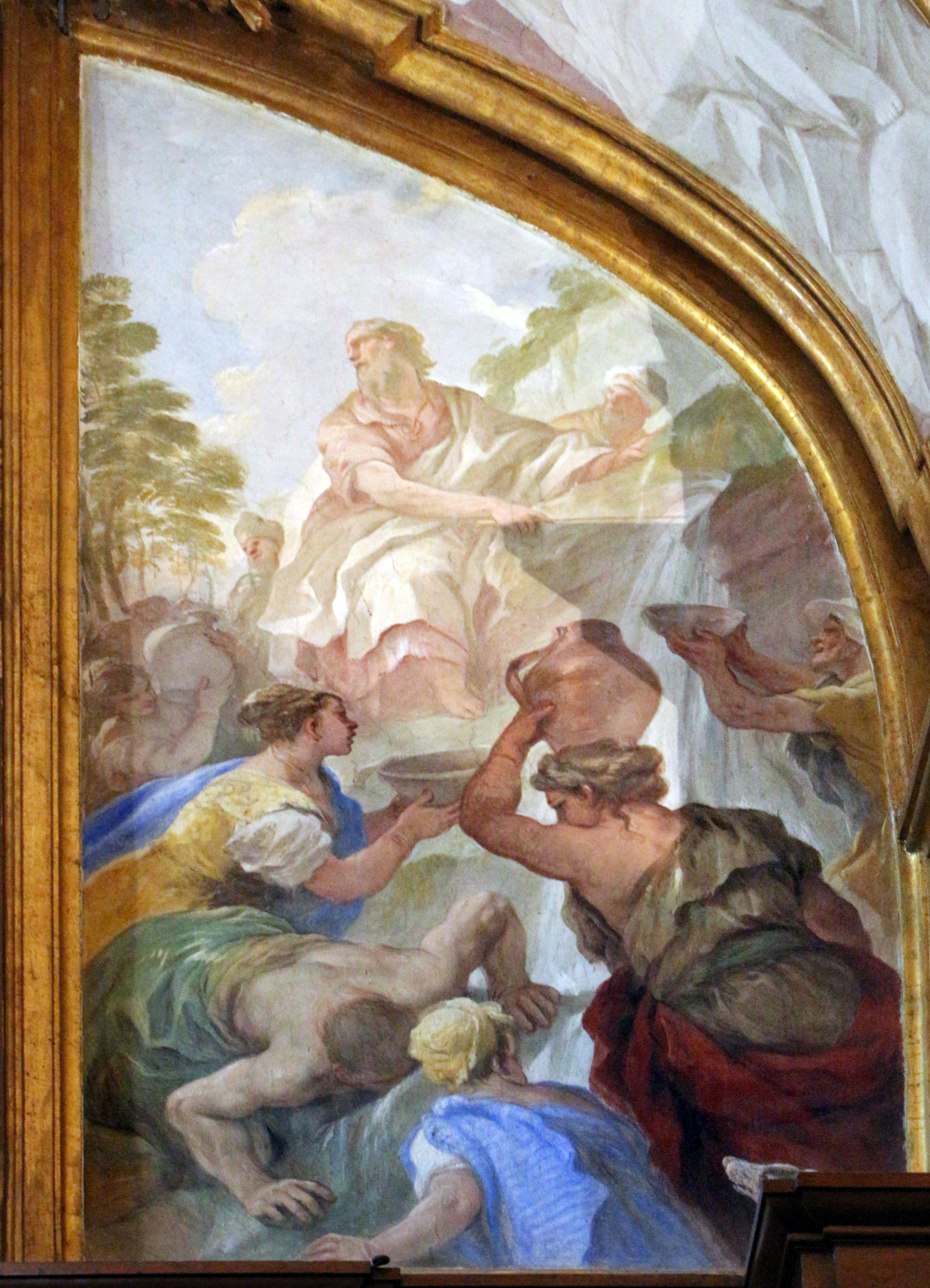
Moïse faisant jaillir les eaux
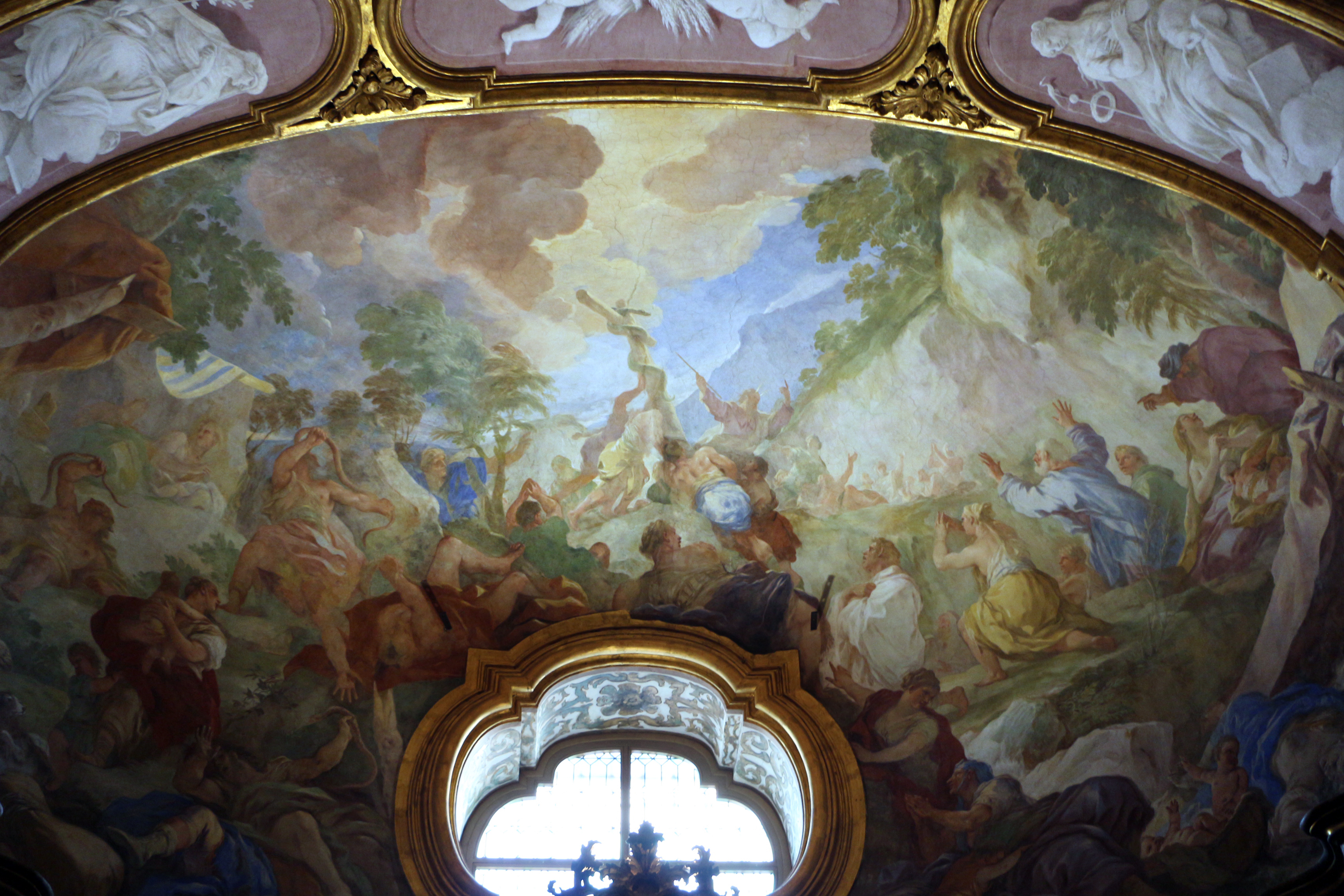
Le Serpent de Bronze
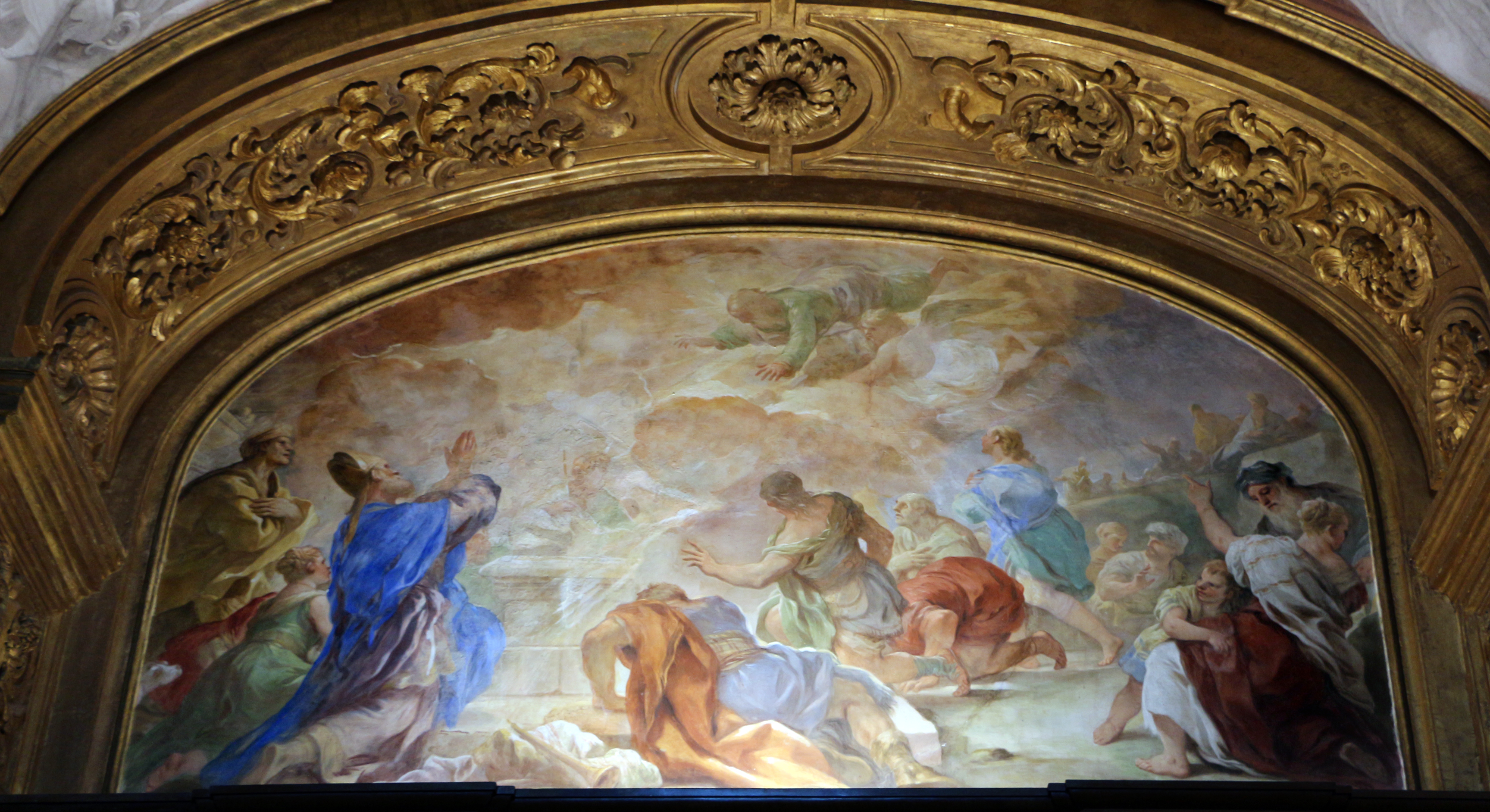
Le Sacrifice d'Élie sur le mont Carmel
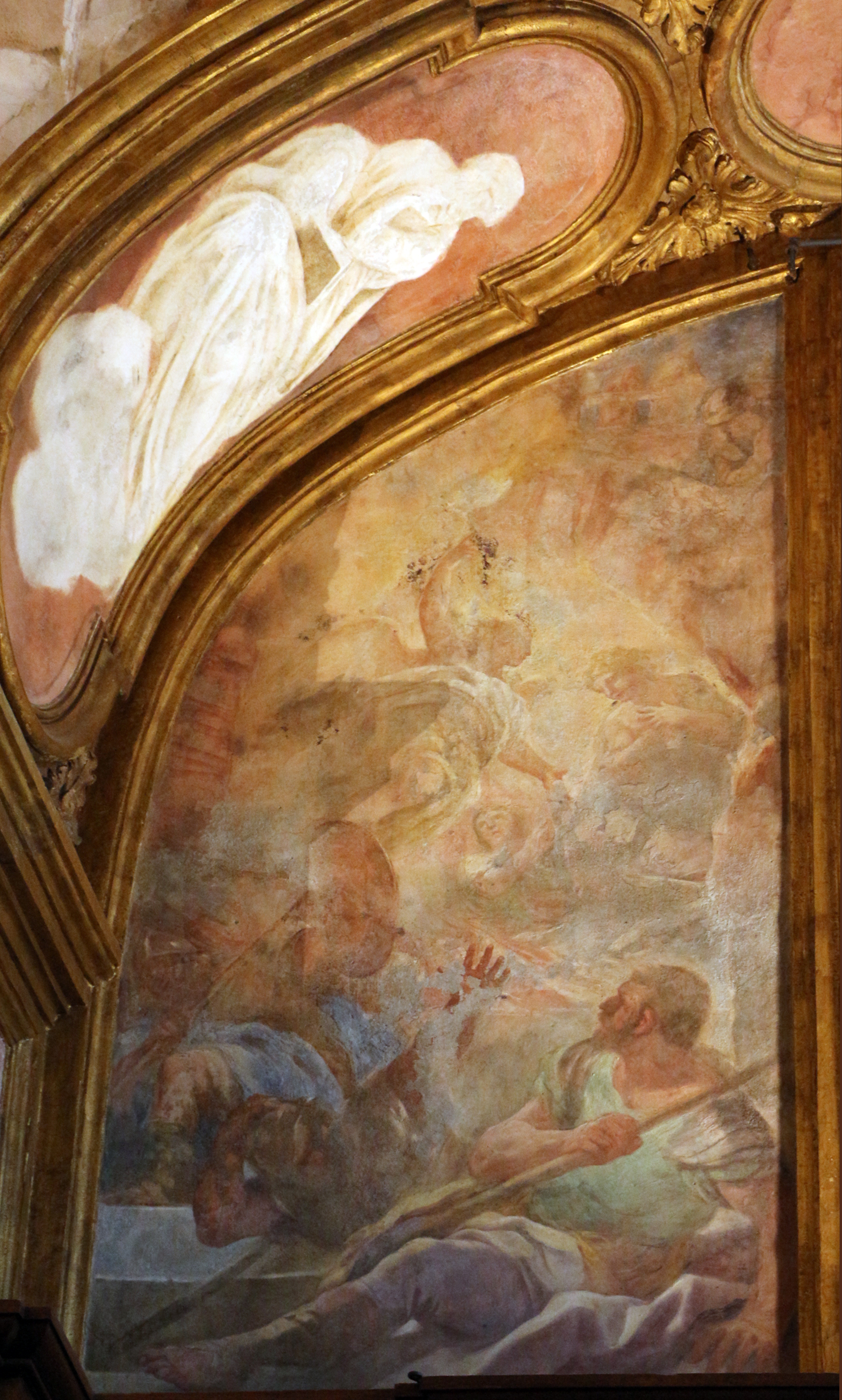
La Fournaise de Nabuchodonosor
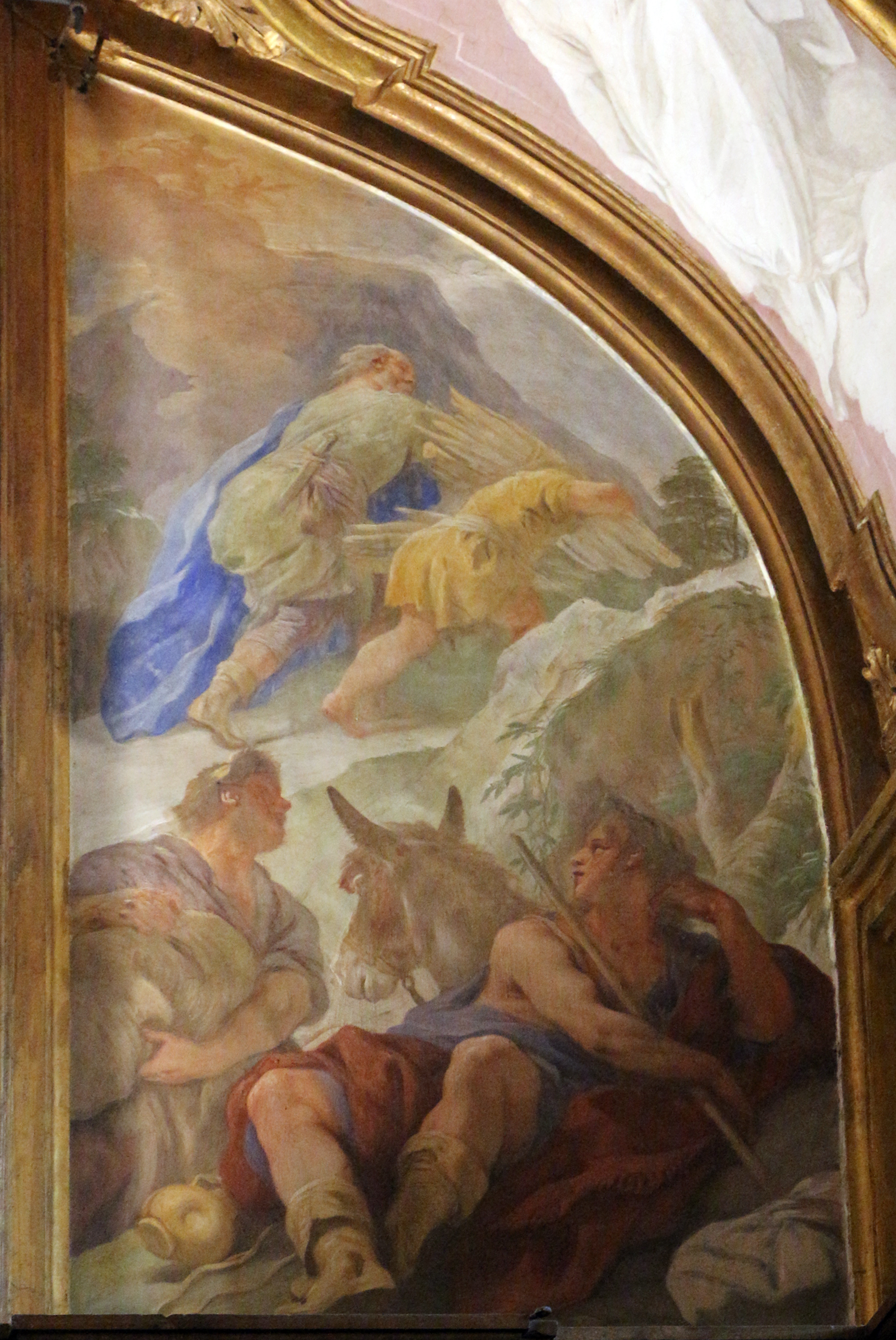
Abraham et Isaac gravissant la montagne

#### Derniers ouvrages

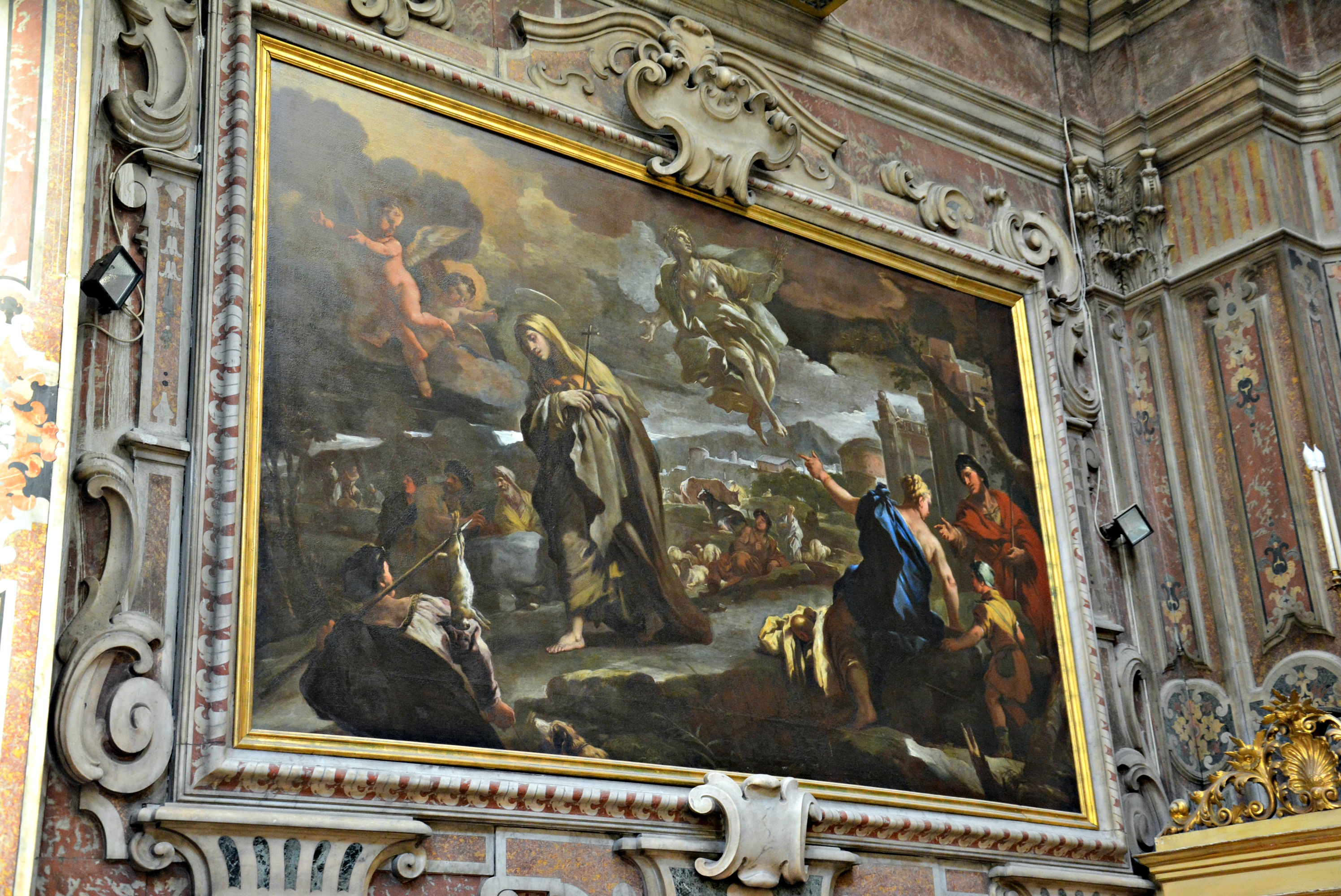
Santa Maria Egiziaca dans le désert, 1702, église Santa Maria Egiziaca a Forcella.

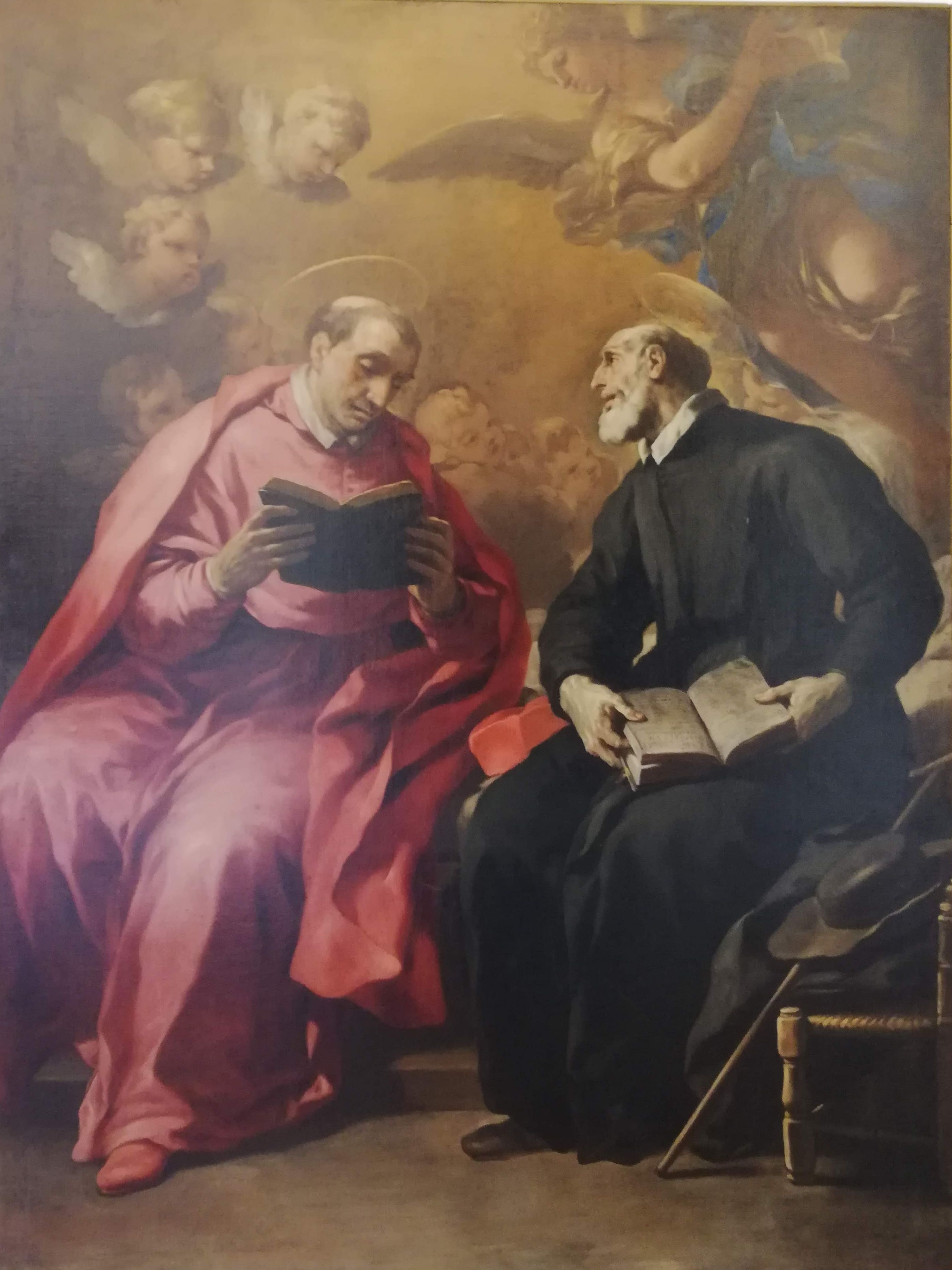
Saint Philippe Neri et saint Charles Borromée en prière, 1703, église des Girolamini, Naples.

Giordano reçoit de nombreuses commandes après son retour à Naples, à tel point que, dès les années qui suivent celles des fresques de Florence, le succès de sa peinture le conduit à recourir à un large atelier. Aides et collaborateurs élaborent de « grands » dessins et croquis fournis par le maître, complétant les travaux seulement commencés par ce dernier, tandis que dans de nombreux cas, Giordano intervient avec quelques coups de pinceau à la fin du travail réalisé par les élèves.
Les dernières toiles publiques commandées au peintre à partir de 1703, dont certaines entrecoupées des cycles à la chartreuse Saint-Martin de Naples, sont exécutées avec un retour au clair-obscur des « premiers temps », en net contraste avec le colorisme qu'il conçoit dans les fresques de la salle du Trésor de la chartreuse napolitaine.
Parmi celles-ci, les deux toiles de 1703 dans l'église Santa Maria Egiziaca a Forcella, Santa Maria Egiziaca dans le désert et Santa Maria Egiziaca a la vision de la Vierge, sont les plus remarquables, où à l'arrière-plan des compositions sont présents des paysages et des vues de grande facture, particulièrement appréciés par la critique dès leur création. La série de toiles des Histoires de saint Philippe Neri pour l'église des Girolamini (Rencontre des saints Charles Borromée et Philippe Neri, Saint Philippe Neri et saint Charles Borromée en prière, Saint Charles Borromée baisant les mains de saint Philippe Neri, La Vierge à l'Enfant avec les anges, Saint François de Sales, Saint Cnut le roi) datent de 1704 qui, selon Dominici, sont du style du Titien, mais dans la scène de la Rencontre entre les deux saints, la matrice de référence est plutôt celle de Mattia Preti, avec aussi une citation de Battistello Caracciolo dans le porte-fleurs en haut à droite. La Décapitation de San Gennaro (1704) pour l'église Santo Spirito dei Napoletani à Rome, est considérée parmi les créations les plus exceptionnelles du peintre à la fin de sa vie.
Les deux grandes toiles situées dans les murs latéraux de l'abside de l'église Santa Maria Donnaregina Nuova, Les Noces de Cana et Le Sermon sur la Montagne, datant de 1704, sont considérées par la critique comme les dernières peintures du catalogue de Giordano. Les deux scènes sont basées sur un goût véronais, caractérisées par de nombreux personnages, mais tandis que la première toile présente des éléments de référence plus clairs à Paul Véronèse (les grandes architectures en arrière-plan, les serviteurs maures, les figures de personnages qui versent les amphores ou d'autres portant des plateaux sur la tête) et semble être totalement réalisée par Giordano, la seconde voit la présence d'une autre main, surtout sur le côté droit, que des sources anciennes attribuent à Giuseppe Simonelli.
Simonelli est également cité dans l'exécution de la dernière grande fresque de Giordano, datée de 1705, dans la sacristie de l'église Santa Brigida (Naples), où le jeune élève aurait complété le cycle de la voûte avec les scènes de la Crucifixion, de la Déposition et du Jugement Dernier, reprenant un projet que le maître napolitain avait élaboré et esquissé avant de partir pour l'Espagne, même si d'après une analyse critique de l'œuvre, il semble que dans certaines parties de celle-ci, on puisse reconnaître la main de Giordano.
Pendant ce temps, les demandes continuent d'arriver d'Espagne du roi Philippe V. En 1703, deux séries avec les Histoires de Salomon, l'une pour la chapelle royale de Madrid, qui n'avait même pas été commencée, est entièrement exécutée par Francesco Solimena, et l'autre pour la chapelle royale de l'Alcazar, que Giordano réussit à commencer mais pas à terminer, est donc également achevée (et envoyée au roi en 1710) par Solimena, qui dans un ordre royal apparaîtrait comme un « disciple » de Giordano.
Luca Giordano meurt à Naples début 1705 ; il est enterré dans l'église Santa Brigida.

## Activité artistique et influence

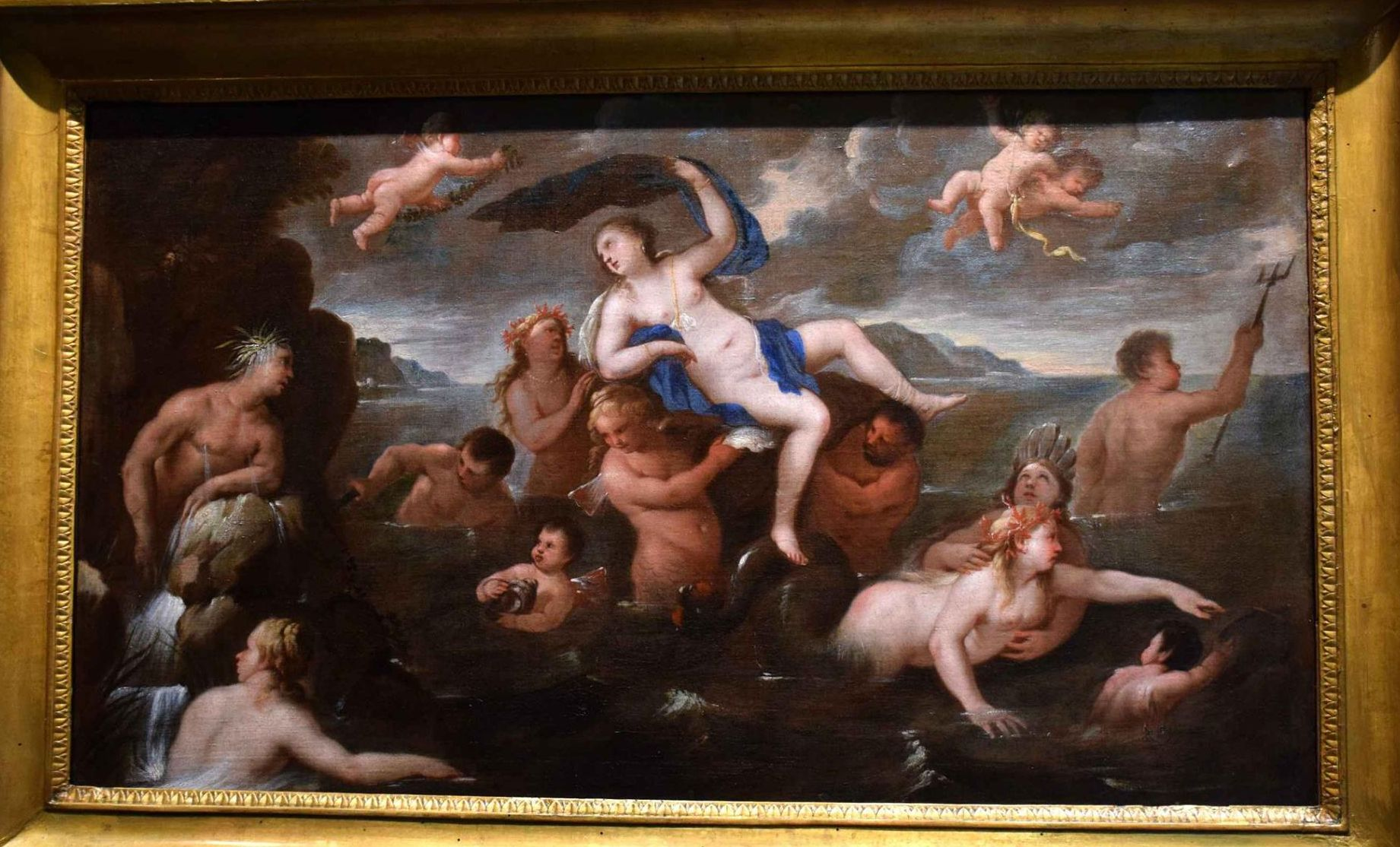
Atelier de Giordano, Triomphe de Galatée au musée de l'Ermitage de Saint-Pétersbourg, musée civique Filangieri, Naples.

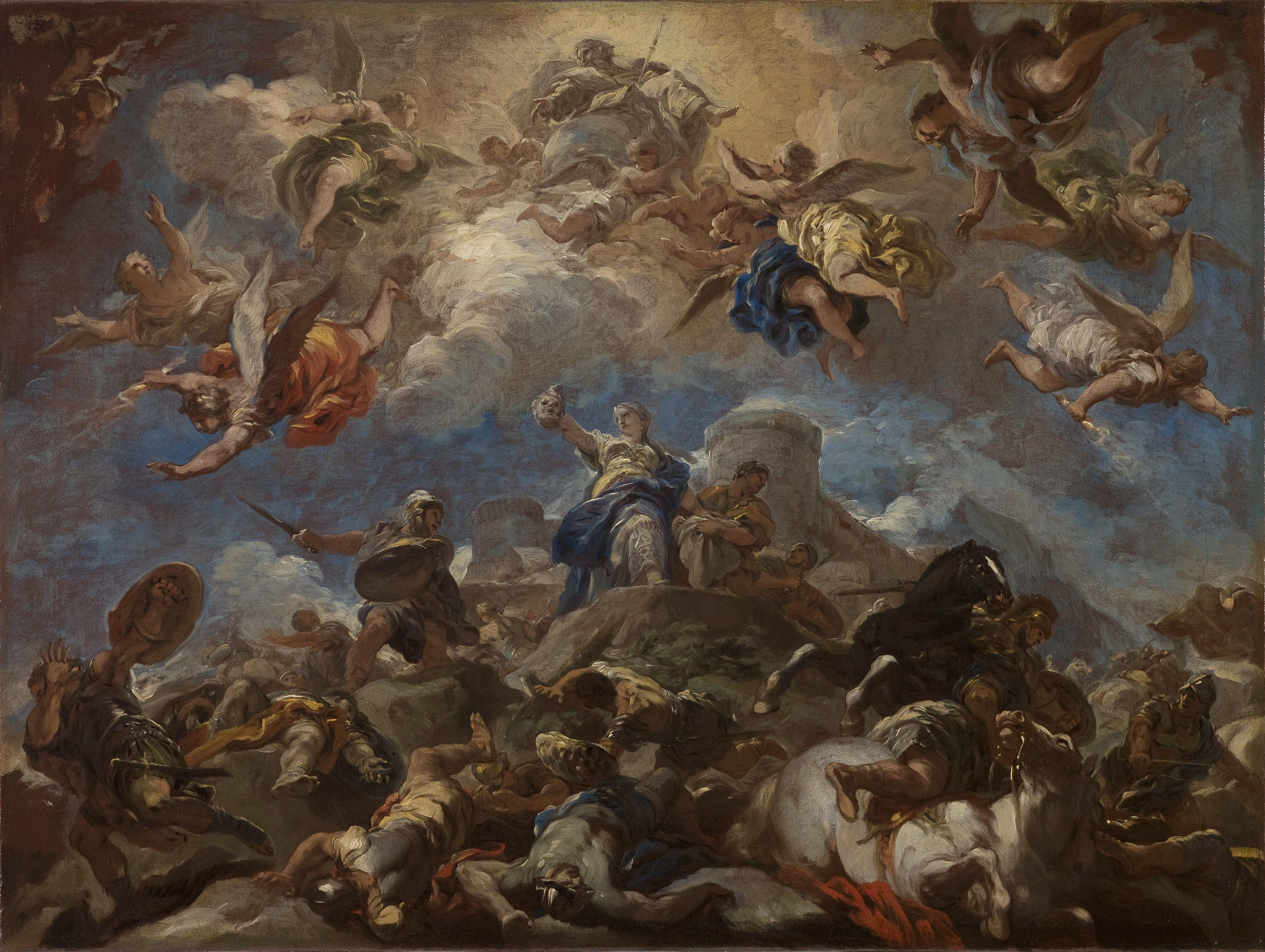
Esquisse de la fresque du Triomphe de Judith de la chartreuse San Martino de Naples, musée d'Art de Saint-Louis.

Luca Giordano est surnommé Luca Fapresto (« Luca fait vite ») en raison de la rapidité avec laquelle il copie les toiles des grands peintres du passé, mais aussi avec laquelle il exécute ses œuvres, à tel point que le surnom lui aurait été donné alors qu'il travaillait dans l'église Santa Maria del Pianto (Naples), lorsqu'il a terminé les peintures de la croisée en seulement deux jours.
Peintre particulièrement prolifique, qui fait de la rapidité d'exécution un de ses points forts, à tel point que les commandes de l'Escurial ont lieu aussi parce que le peintre aurait permis au roi de terminer rapidement la rénovation du monastère. Au cours de toute sa vie (72 ans, dont au moins 50 d'activité artistique), il peint plus d'un millier d'œuvres (environ trois mille si l'on compte aussi les croquis, dessins et autres œuvres disparues). Son activité artistique s'étend à tous les genres : des retables religieux (généralement de grande taille avec une coupe verticale) aux œuvres mythologiques (de plus petite taille et principalement avec une coupe horizontale) en passant par les ouvrages profanes, des toiles aux fresques, pour des commandes publiques ou privées de collectionneurs.
Dans les moments de forte activité artistique, la qualité des œuvres exécutées est fluctuante : pour satisfaire toutes les demandes qui lui viennent, Giordano délègue une grande partie des toiles à ses élèves de l'atelier, se limitant à réaliser des corrections en quelques coups de pinceau. Son atelier est donc conçu comme une véritable entreprise commerciale. Bernardo de Dominici affirme que Giordano possédait trois types de pinceaux, un « d'or », un « d'argent » et un « de cuivre », qu'il utilisait en fonction du prestige du client et du prix convenu pour le travail.
Il a eu plusieurs dizaines d'élèves (Bernardo de Dominici en cite 28), dont seuls quelques-uns parvinrent à développer une carrière « indépendante » satisfaisante : Nicola Russo, Onofrio Avellino, Giovanni Battista Lama, qui à la longue proposa un agréable baroque plus classique sur l'exemple de Paolo de Matteis (dans l'atelier duquel il s'installa après le départ de Giordano pour Madrid en 1692), Giuseppe Simonelli, qui réussit dans les œuvres sombres du maître, Nicola Malinconico, qui au contraire fut un de ceux qui se révélèrent immédiatement capable de comprendre le colorisme de Giordano, et enfin Paolo de Matteis, qui de tous se révélera être la personnalité la plus marquante. Parmi les nombreux autres élèves qui ont mené une carrière autonome mais « marginale » ou qui sont restés toute leur vie dans l'ombre du maître, figurent : Tommaso Giaquinto (dont l'œuvre la plus digne d'être mentionnée est le grand cycle de fresques pour l'église San Sebastiano a Moiano), Tommaso Fasano, Giuseppe Castellano, Raimondo De Dominici, Andrea Miglionico, Stefano Di Liguoro, Filippo Ceppaluni, Domenico Di Marino, Pietro di Martino, Carlo Garofalo, Domenico Coscia, Franceschitto.
Des peintres « méridionaux » ont été influencés par la manière de Giordano, qui se révélèrent dans la période artistique du XVIIIe siècle du rococo, commencée par Giordano avec les fresques florentines du palais Medici-Riccardi et couronnée par les fresques napolitaines de San Martino : Andrea Malinconico, dans sa dernière partie d'activité artistique, Giacomo Farelli, Francesco Solimena, qui deviendra le peintre napolitain le plus important du XVIIIe siècle, Corrado Giaquinto, Giacomo del Po, Francesco De Mura, Sebastiano Conca, Pietro Bardellino, mais aussi des peintres de l'école florentine et vénitienne, comme Giambattista Tiepolo, Sebastiano Ricci, Giovanni Antonio Pellegrini, Antonio Zanchi, Jacopo Amigoni, Giovanni Camillo Sagrestani, ainsi que de nationalité française, autrichienne et espagnole, comme Jean-Honoré Fragonard, Johann Michael Rottmayr, Antonio Palomino, Miguel Jacinto Melendez, Francisco de Goya.

## Style

### Influences
Dans ses œuvres, Luca Giordano retrace l'itinéraire de la peinture napolitaine du XVIIe siècle, réussissant à alterner les deux caractères de la peinture baroque, celle sombre et obscure du Caravage et de José de Ribera et celle claire et lumineuse de Pierre de Cortone et Baciccio, caractérisée par un embellissement chromatique et une tendresse expressive.

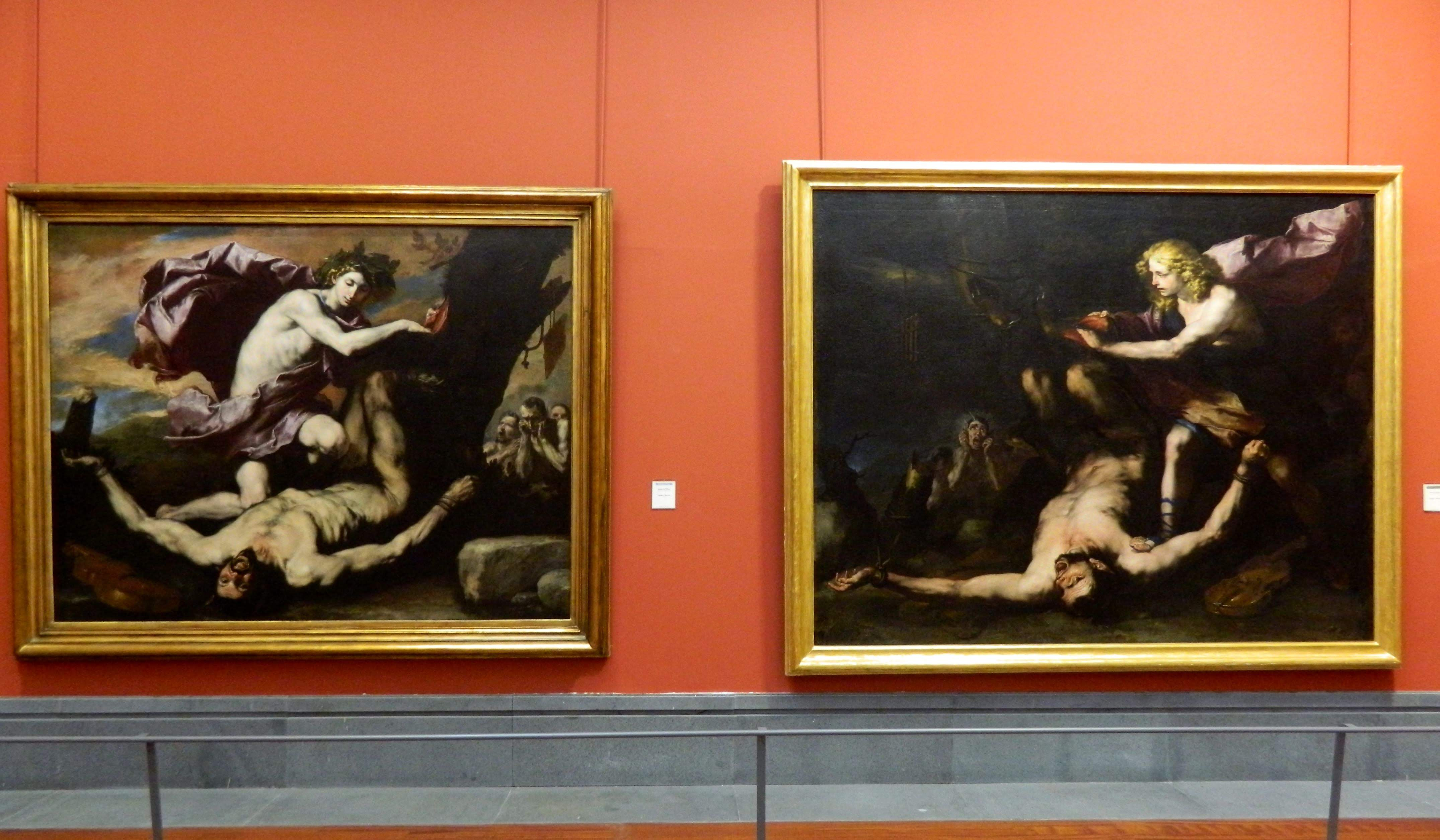
A droite, Apollon et Marsyas (1659-60) de Luca Giordano ; à gauche, celui (1637) de Jusepe de Ribera, musée de Capodimonte, Naples.

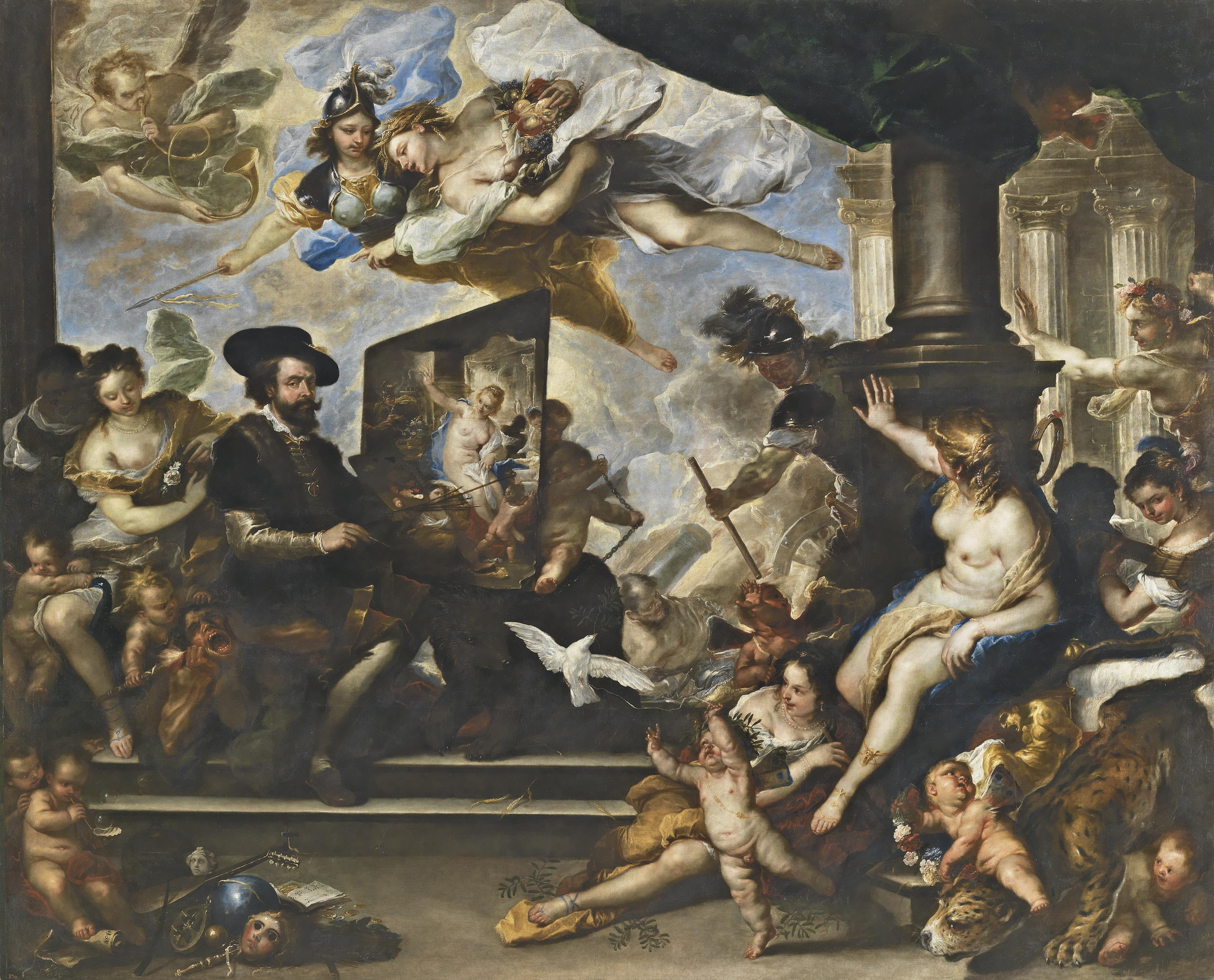
Rubens peint l'allégorie de la paix, 1660, musée du Prado, Madrid.

Il parvient aux conclusions les plus remarquables sans négliger certains des principaux maîtres des XVIe et XVIIe siècles européens, avec la volonté d'expérimenter dans la capitale de la vice-royauté les nouvelles tendances baroques de la peinture sans nier les apports d'autres expériences picturales, à travers les voies de Paul Véronèse, Titien et Pierre Paul Rubens, en passant également par des points de médiation comme ceux de Mattia Preti.
Les voyages qu'il entreprend au cours de sa vie entre Rome, Venise et Florence lui permettent d'approfondir son pouvoir expressif dans le sens vénitien et de traduire le concept du baroque moderne en peinture, avec une imagination et une créativité remarquables. À partir des années 1680, le peintre connaît une seconde maturité artistique, traduisant les leçons acquises auprès des maîtres passés ou contemporains dans une nouvelle manière de réaliser la fresque, qui deviendra le point de départ de la saison artistique rococo du XVIIIe siècle. Dans ses cycles, Giordano réussit formidablement à traduire en transparences lumineuses et en images colorées le spectacle imparable des lumières, des formes et des couleurs à travers lesquelles la réalité naturelle et le monde spirituel se manifestent.
Ses acquisitions stylistiques sont nombreuses et, bien qu'obtenues au fil du temps et des expériences, elles ne conduisent pas à une transition abrupte de l'une ou l'autre manière de peindre, mais conduisent plutôt à une progression technique et à une conscience stylistique toujours croissante. Le peintre peut passer d'une notion à l'autre en toute circonstance, sans pour autant devoir « abandonner » complètement le modus précédent au profit du nouveau, mais plutôt en laissant coexister les deux manières et en disposant à son gré à tout moment de sa vie ; ce n'est pas un hasard si parmi les dernières œuvres de Giordano il y a encore des compositions avec une référence au clair-obscur caravagesque, bien que d'une scénographie véronaise.

### Du naturalisme de Ribera au néo-vénitien du Titien, Véronèse et Pierre de Cortone (années 1650)
Giordano a une première source d'inspiration avec la série des Philosophes, figures caractérisées par une intensité expressive accentuée, qui sont en fait la composition la plus proche des voies de Ribera, un maître auquel il rendra également hommage avec une série de toiles qui vont, de manière plus ou moins évidente, reprendre des compositions du peintre valencien datant de la période autour de 1637, Apollon et Marsyas et Isaac bénissant Jacob.
Les fresques du couple dAnges de l'église Santa Maria la Nova à Naples, ainsi que la toile de La Gloire de saint Nicolas de l'église Santa Brigida, sont les signes d'un premier changement stylistique. Dominici s'est exprimé à ce propos en affirmant que cette dernière avait été peinte « dans le style du grand Paul Véronèse », ainsi que les deux toiles de l'église de l'Ascension de Chiaia, qu'il rapporte comme des œuvres « à l'usage de Paul Véronèse », tandis que dans L'Extase de saint Nicolas de Tolentino et L'Aumône de saint Thomas de Villanova',' il cite des références au Titien. Ce dernier deviendra également une source d'inspiration pour Giordano, qui, en plus de reproduire intégralement la toile de L'Annonciation que le peintre vénitien a peinte pour l'église San Domenico Maggiore, reprendra la figure de l'ange dans la même scène également dans d'autres œuvres diverses, comme San Gaetano Thiene priant la Vierge pour les âmes du purgatoire de 1662, et L'Extase de saint Alexis dans l'église Sainte-Marie-des-Âmes-du-Purgatoire, cette dernière œuvre étant également sur les traces de Pierre de Cortone, dans sa version du saint mourant de l'église des Girolamini de Naples.
Le peintre de Cortone, avec lequel Giordano entre en contact direct lors d'un de ses premiers voyages d'études à Rome, est déjà présent dès les origines du premier tournant pictural de Giordano, dans Saint Nicolas de Sainte Brigida, où la femme de dos au premier plan avec deux enfants rappelle de manière presque évidente l'Allégorie de la justice du plafond du palais Barberini à Rome.

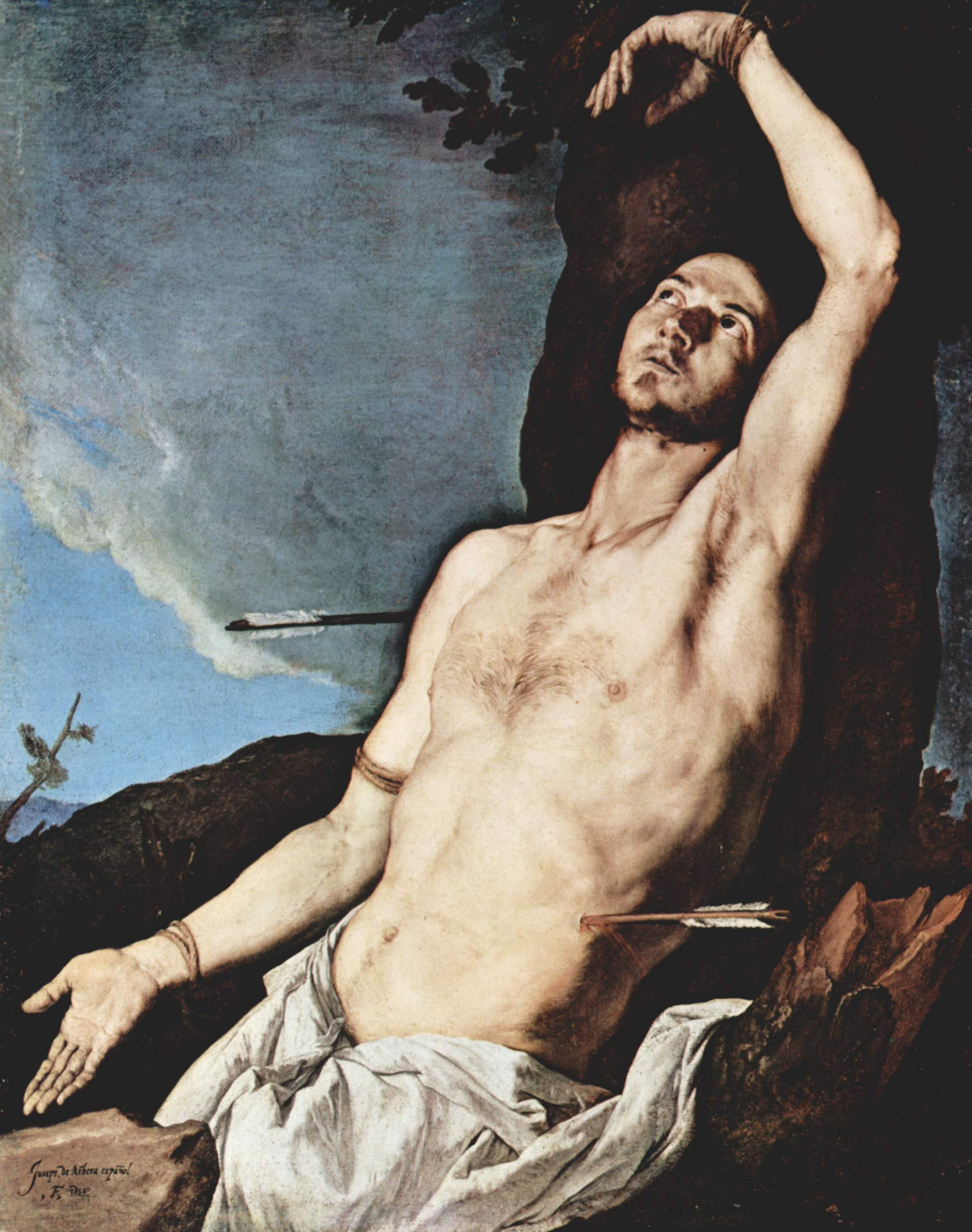
José de Ribera, Martyre de saint Sébastien, 1651, musée San Martino, Naples
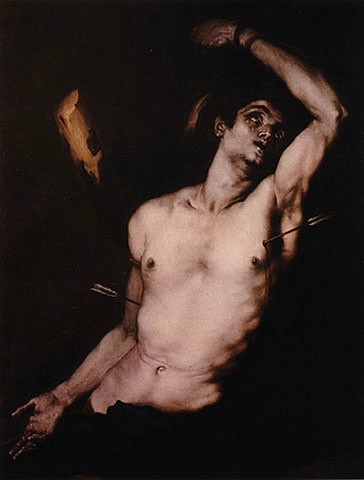
Luca Giordano, Martyre de saint Sébastien, 1660, musée Fesch, Ajaccio
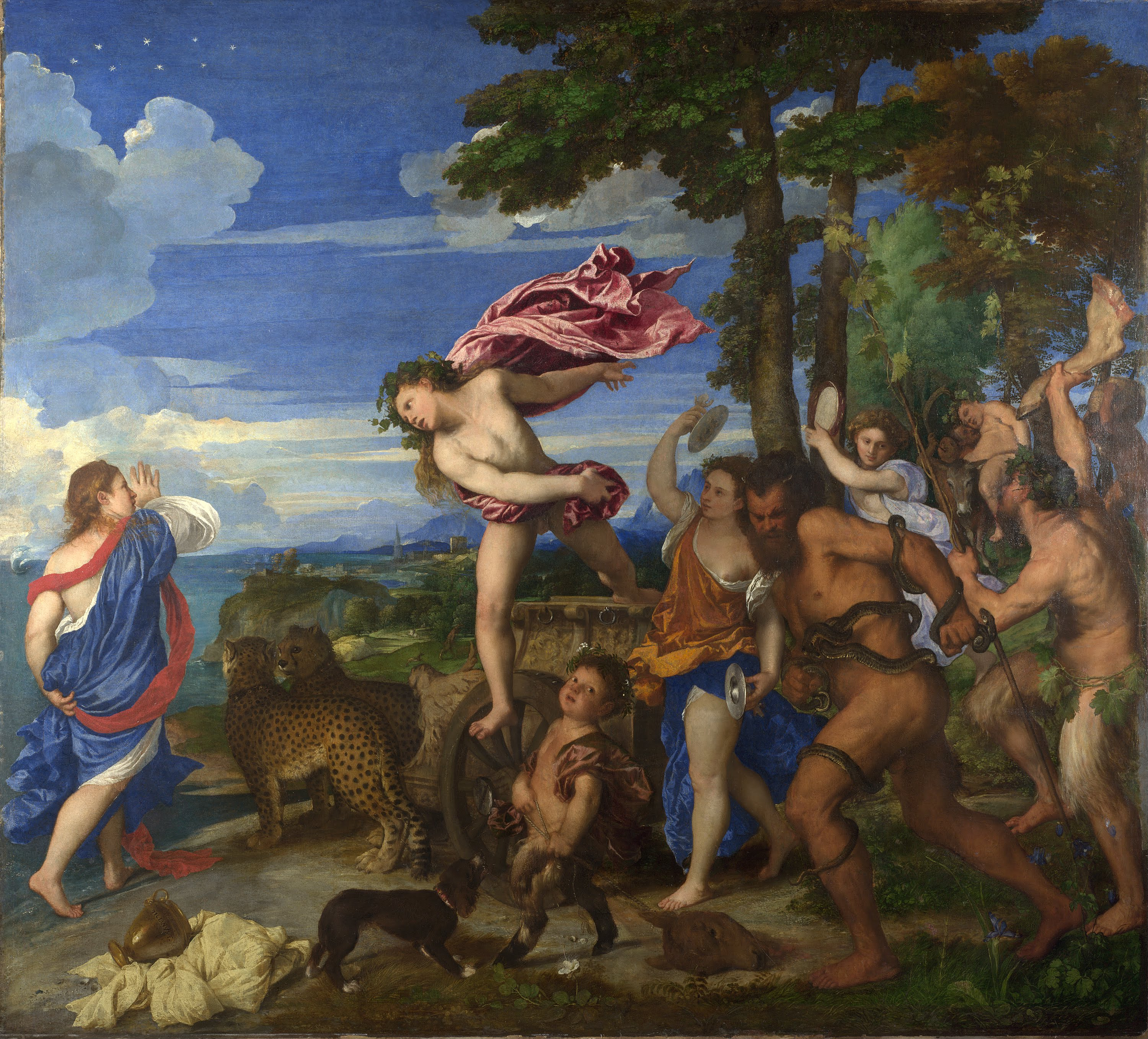
Titien, Bacchus et Ariane, 1520-1523, National Gallery, Londres
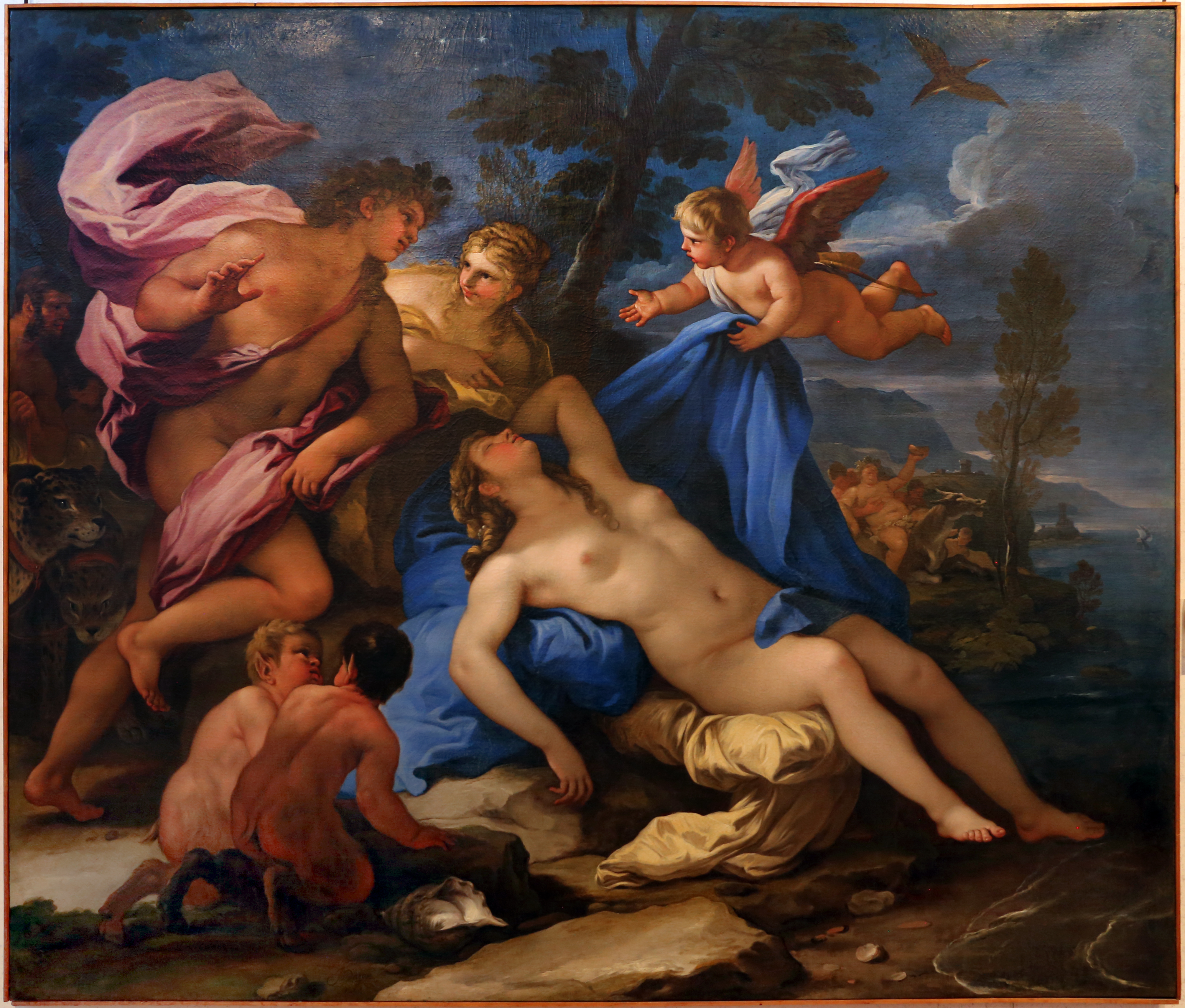
Luca Giordano, Bacchus et Ariane, 1675-1680, musée de Castelvecchio, Vérone
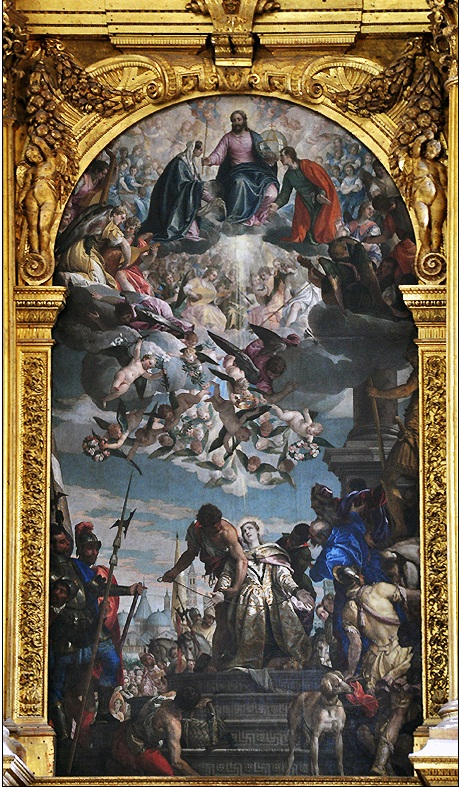
Paul Véronèse, Martyre de sainte Justine, 1575, basilique Sainte-Justine de Padoue
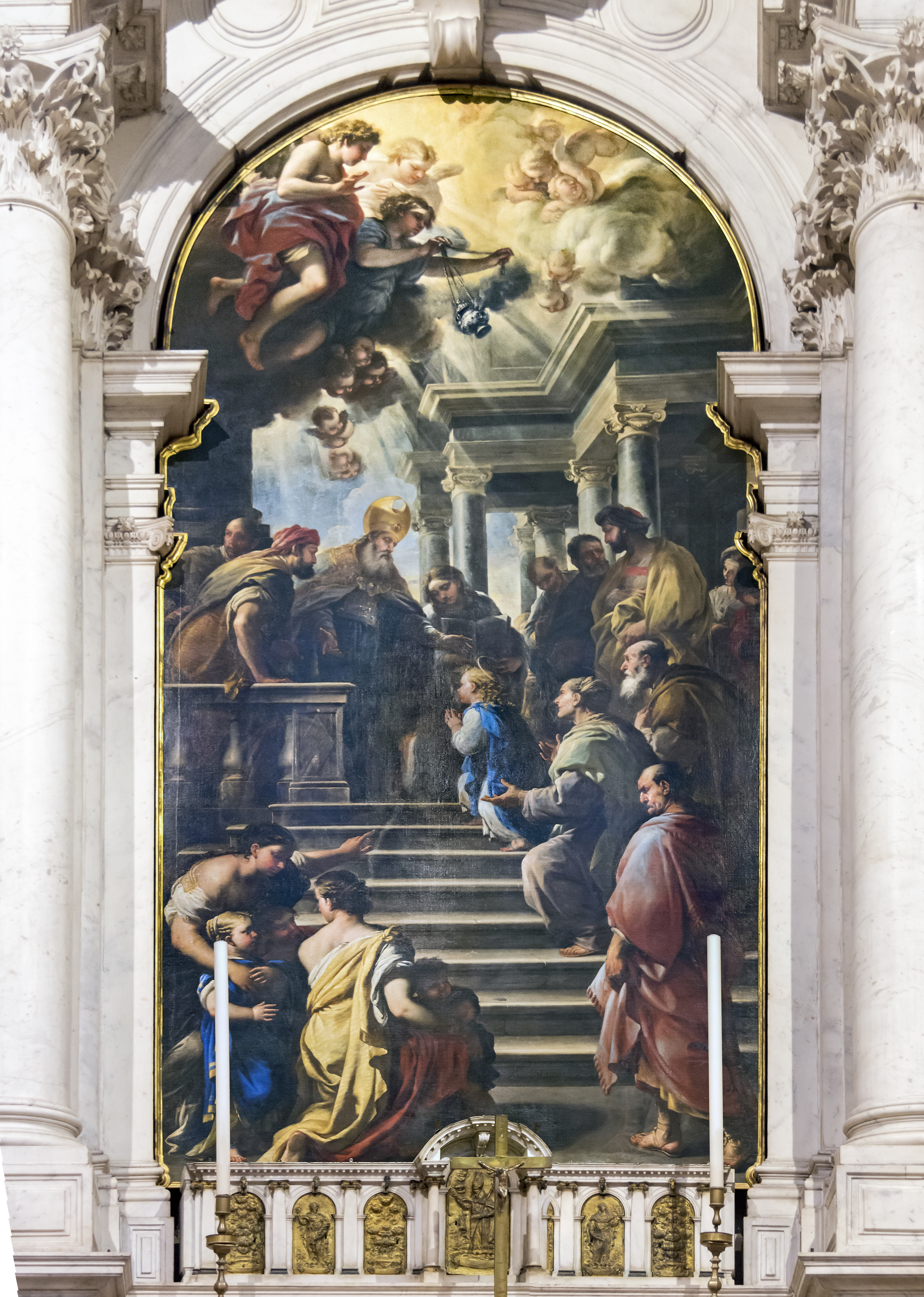
Luca Giordano, Présentation de la Vierge au temple, 1672-1674, basilique Santa Maria della Salute de Venise
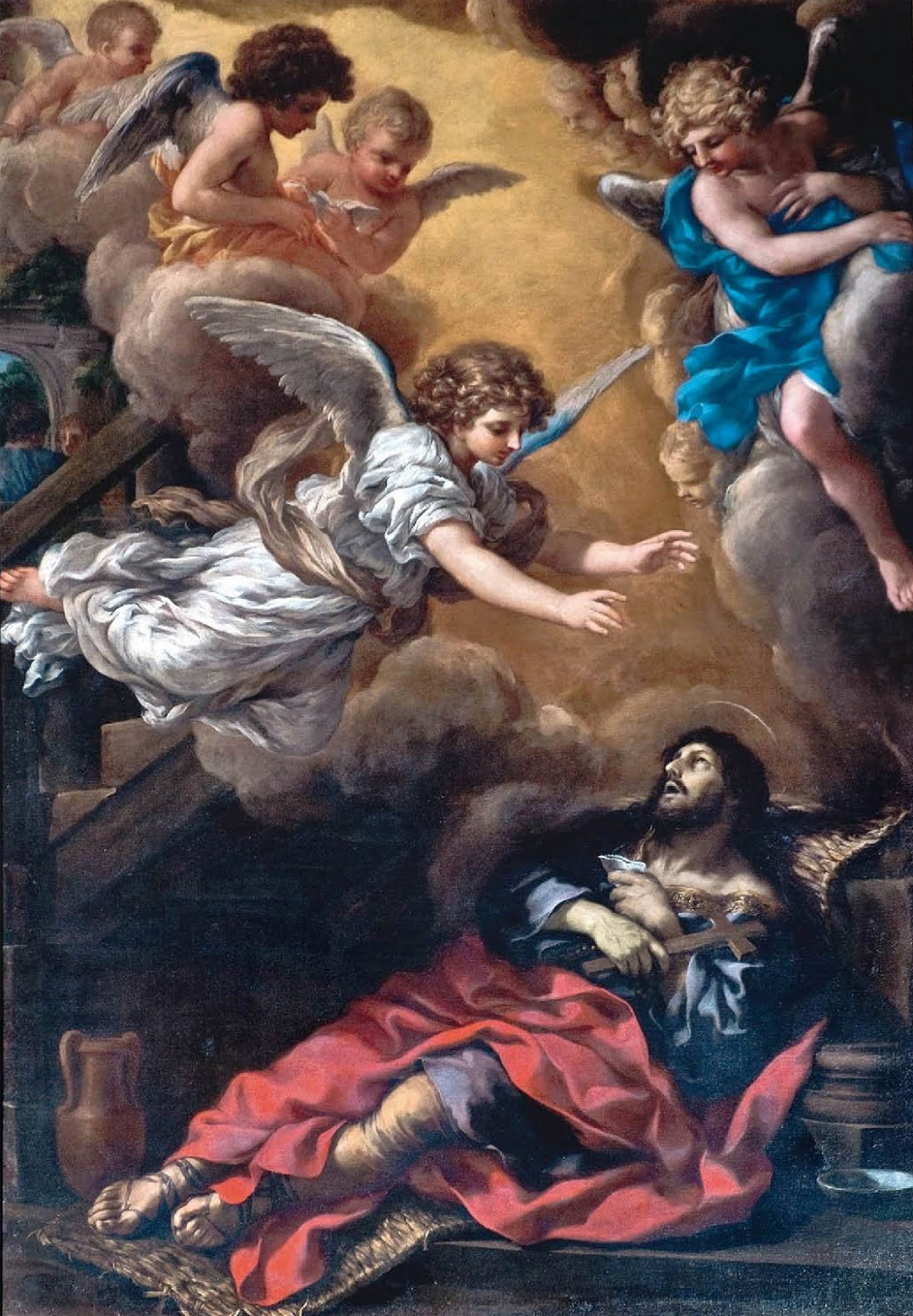
Pierre de Cortone, L'Extase de saint Alexis, 1638, église des Girolamini, Naples
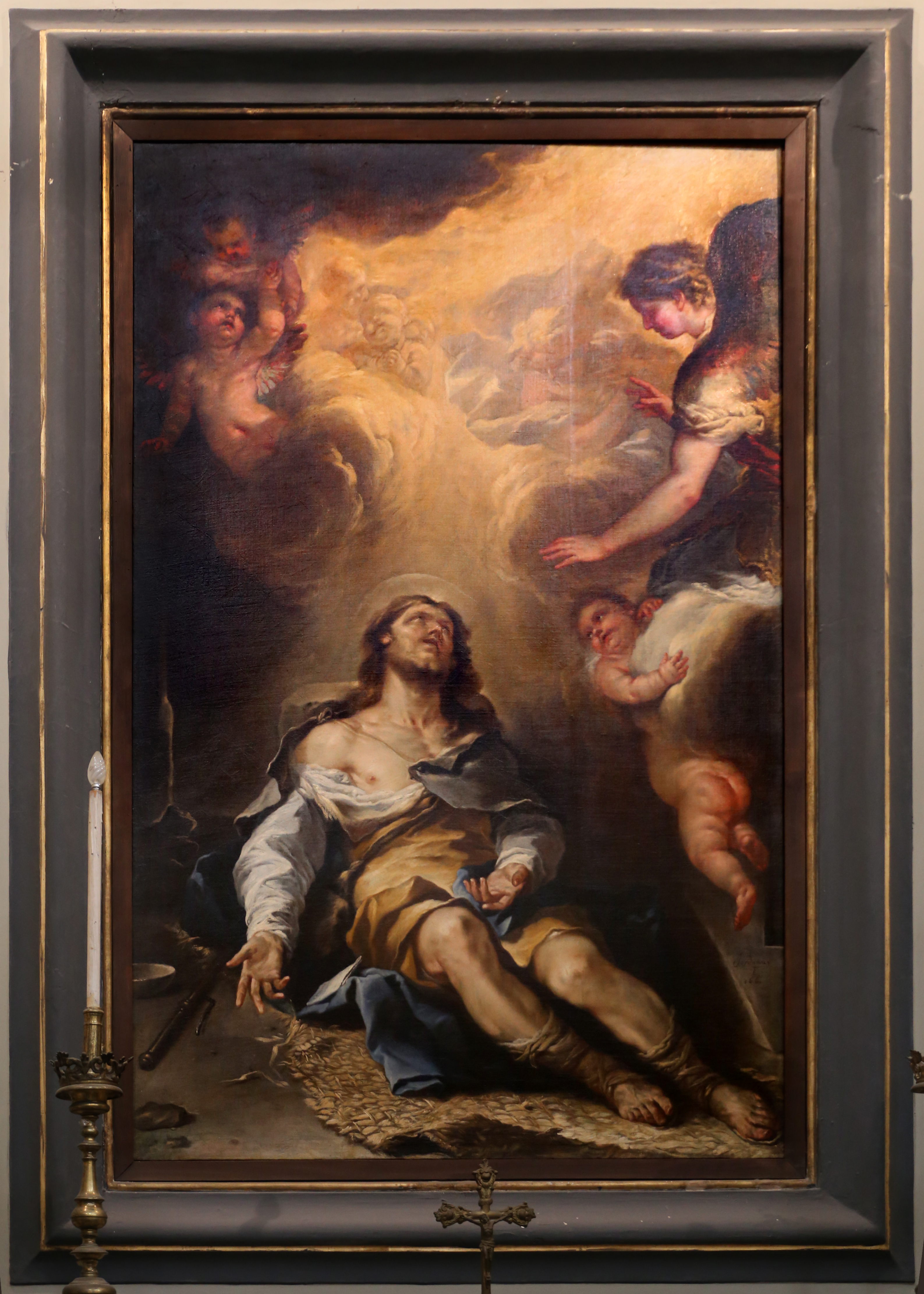
Luca Giordano, L'Extase de saint Alexis, 1661, église Sainte-Marie-des-Âmes-du-Purgatoire, Naples

### La manière de Rubens et la médiation de Preti (années 1660)
La manière de peindre « véronésienne » est revisitée selon les méthodes de Mattia Preti, actif à Naples de 1653 à 1661, 20 ans plus âgé que Giordano et considéré par certains critiques comme un concurrent du peintre napolitain plutôt que comme point de médiation entre le néo-vénitien et le naturalisme du Caravage. Les œuvres du début des années 1660 se caractérisent par un sustain chromatique, avec l'intensité et la rapidité d'exécution de Rubens (qui lui rend également hommage avec un portrait du peintre en réalisant l'Allégorie de la Paix ), aérée et claire, où les lumières apparaissent intenses, accentuées par une prédominance de jaune.
La fusion des styles rend les solutions adoptées par Giordano extrêmement cohérentes et en même temps originales, comme dans San Gennaro intercédant auprès de la Vierge pour la peste de 1656, où la toile est divisée en deux, le registre supérieur étant rubensien, tandis que le registre inférieur est prétien, avec une forte référence aux fresques des Portes de Naples que le peintre calabrais a peintes quelques années plus tôt, ou comme dans la scène de la Déposition dans les Galeries de l'Académie de Venise, très similaires dans la composition et la douceur des corps à la scène peinte par Rubens pour la cathédrale Notre-Dame d'Anvers.
Malgré les innovations de Giordano, les critiques ne manquent pas de la part de certains « détracteurs », qui jugent sa manière de peindre non conforme aux goûts de l'époque, donc trop libre et imaginaire. Parmi eux se trouvent également le riche mécène et collectionneur d'art flamand Gaspar Roomer et Francesco di Maria, peintre fanatique et admirateur de la manière du Dominiquin, qui considère Giordano comme un peintre plus de « couleur » que de « dessin ».

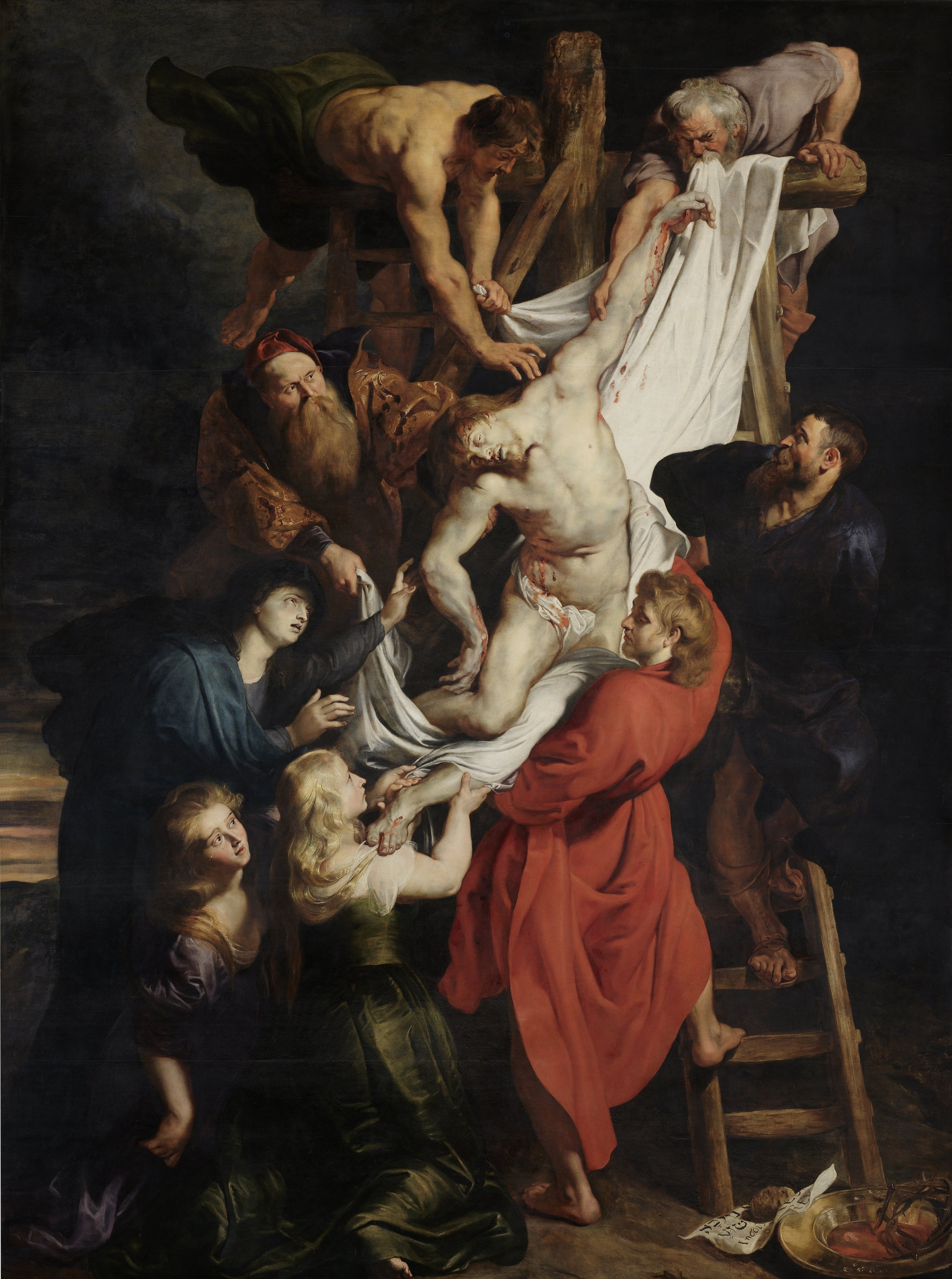
Rubens, Déposition, 1612-1614, cathédrale Notre-Dame d'Anvers
Luca Giordano, Déposition, 1660, Galeries de l'Académie de Venise
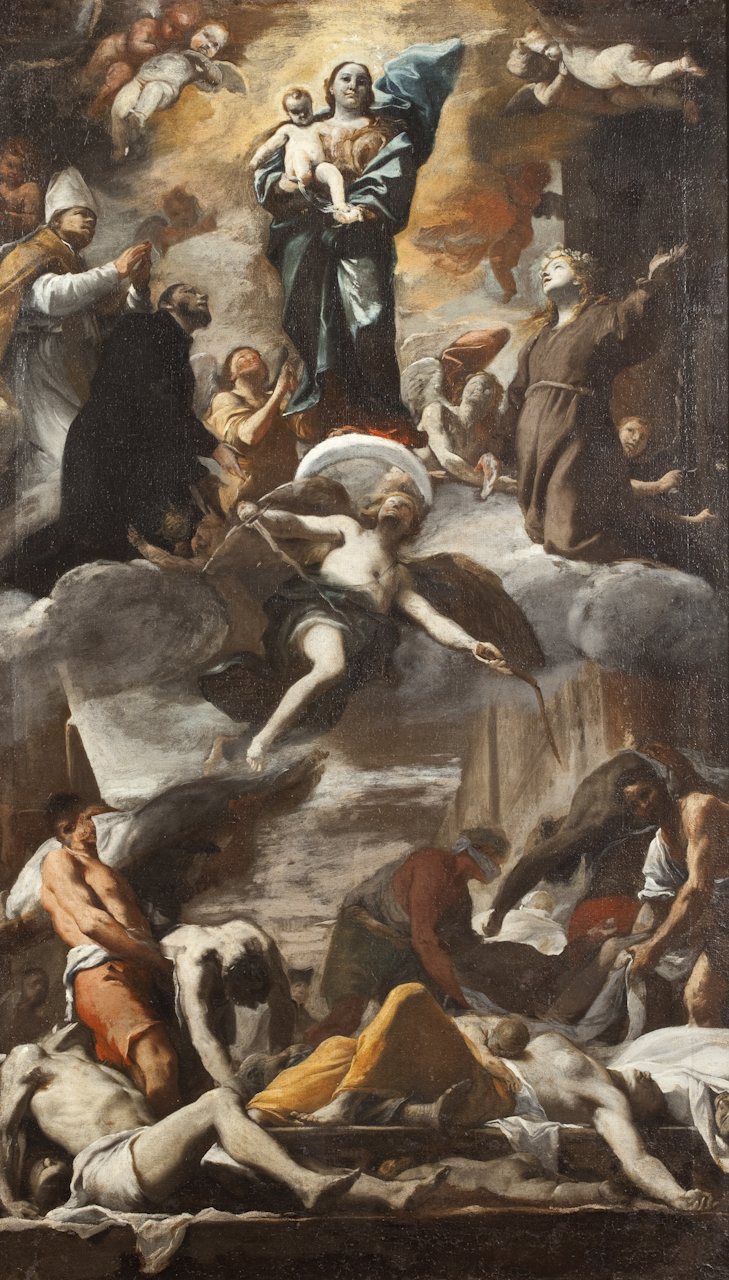
Mattia Preti, Croquis des fresques votives de la peste de 1656, 1656, musée de Capodimonte, Naples
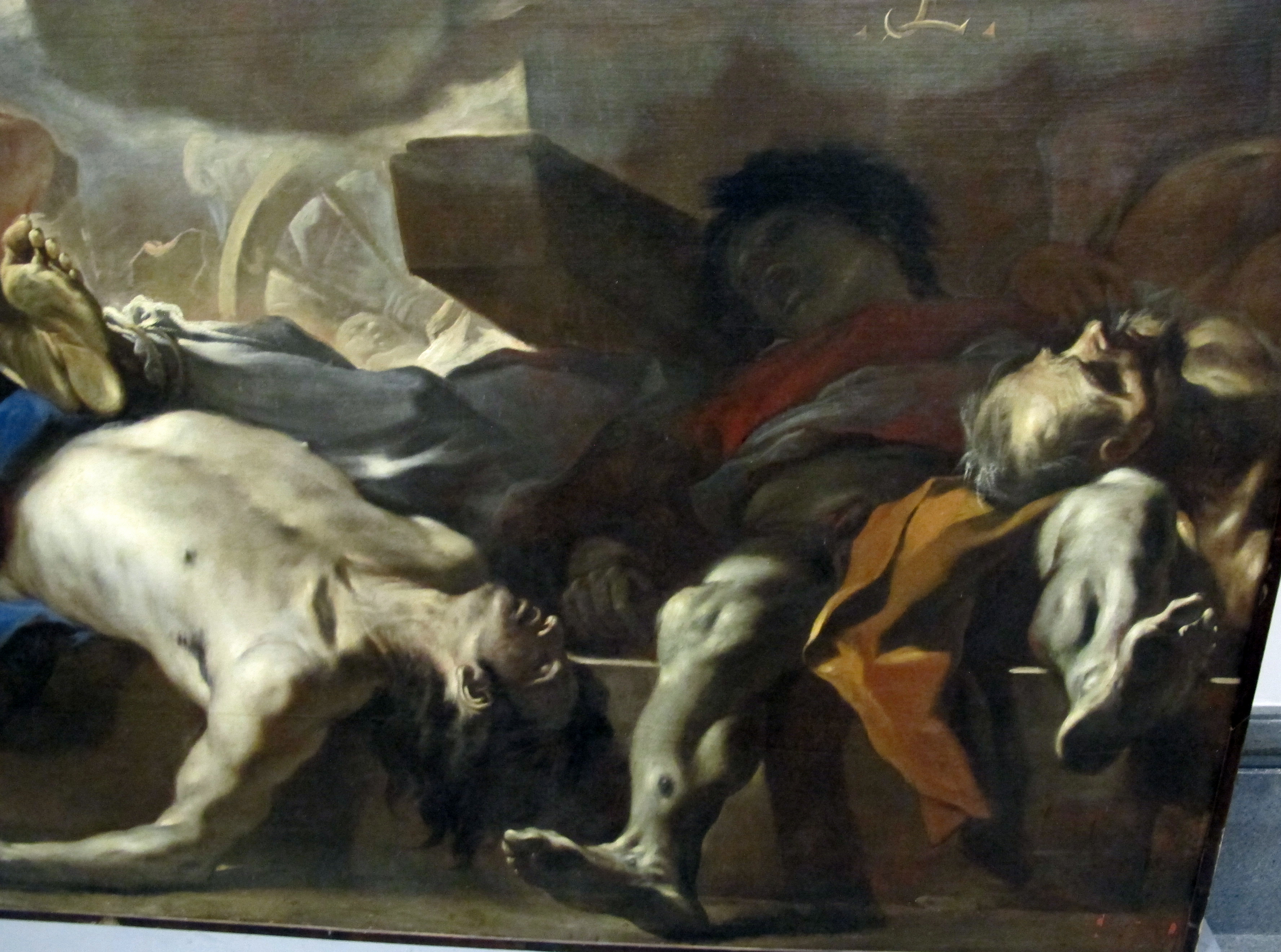
Luca Giordano, San Gennaro intercédant auprès de la Vierge pour la peste, 1661, musée de Capodimonte, Naples

### Le classicisme de Guido Reni, Poussin et Maratta
Outre la première série de toiles mythologiques vers 1664 pour les d'Avalos, suivie d'une autre une dizaine d'années plus tard, les influences classicistes se retrouvent à plusieurs reprises dans la peinture de Giordano tout au long de sa vie, sans véritable fil de continuité.
Si dans cette première phase le classicisme est substantiellement en ligne conceptuelle avec le néo-vénitien de Titien et de Véronèse, avec la toile de Saint Michel combattant les anges de Berlin, une pleine harmonie est visible avec la version du même sujet que Guido Reni a peint pour l'église Santa Maria della Concezione dei Cappuccini à Rome.
Cette vision picturale reviendra dans certaines fresques espagnoles (1692-1702) et dans d'autres peintures sporadiques peu avant celles-ci, jusqu'à trouver un nouveau sommet dans les trois séries (une dispersée dans divers musées du monde, une autre à Guadalupe et une autre à Vienne) de toiles sur les Histoires de la Vierge. Dans la première série par ordre chronologique, désormais démembrée, une approche poussinienne est mise en avant, tandis que dans la série viennoise en revanche, le modus apparaît plus en phase avec celui de Carlo Maratta.

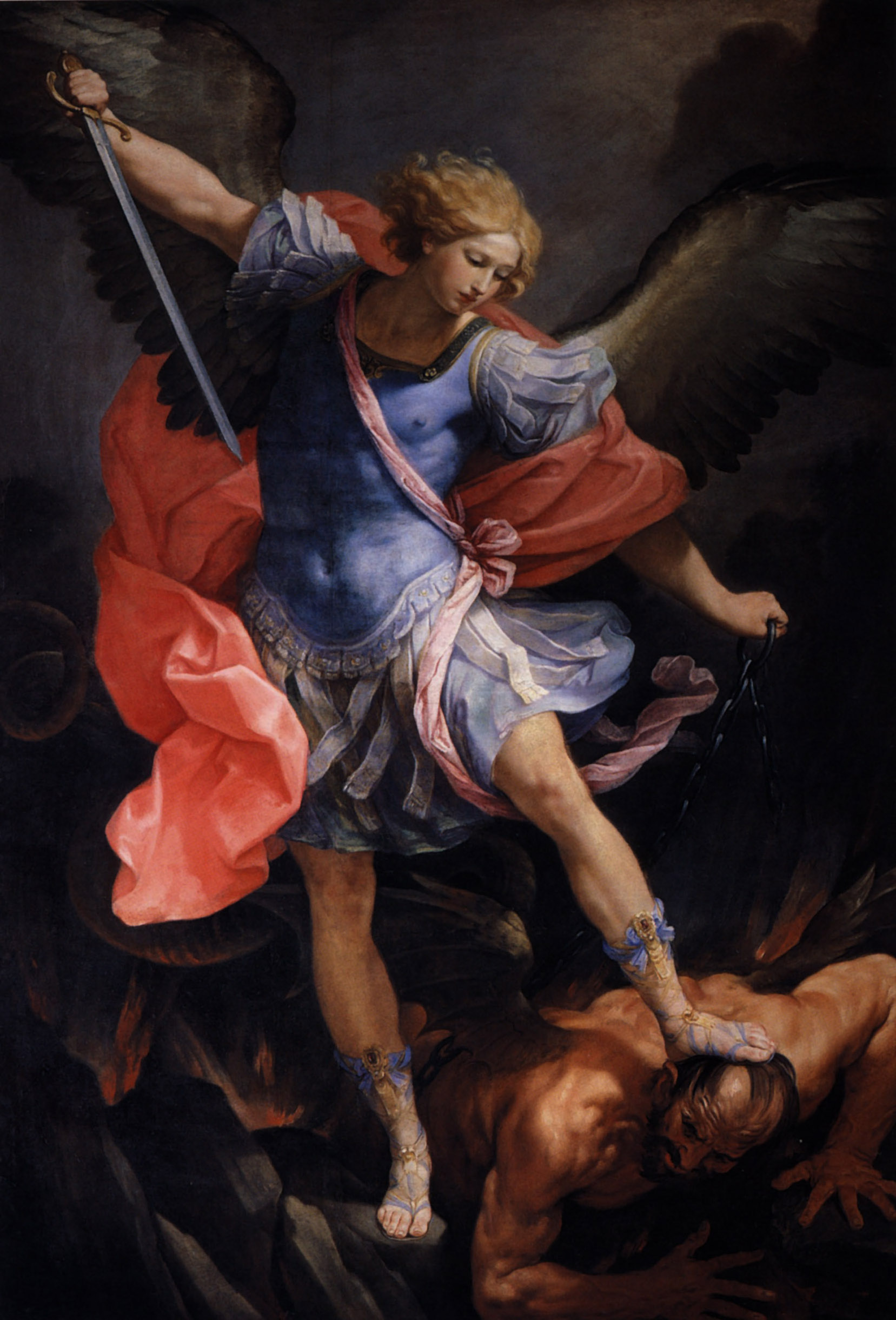
Guido Reni, Saint Michel archange, 1630-1635, église Santa Maria della Concezione, Rome
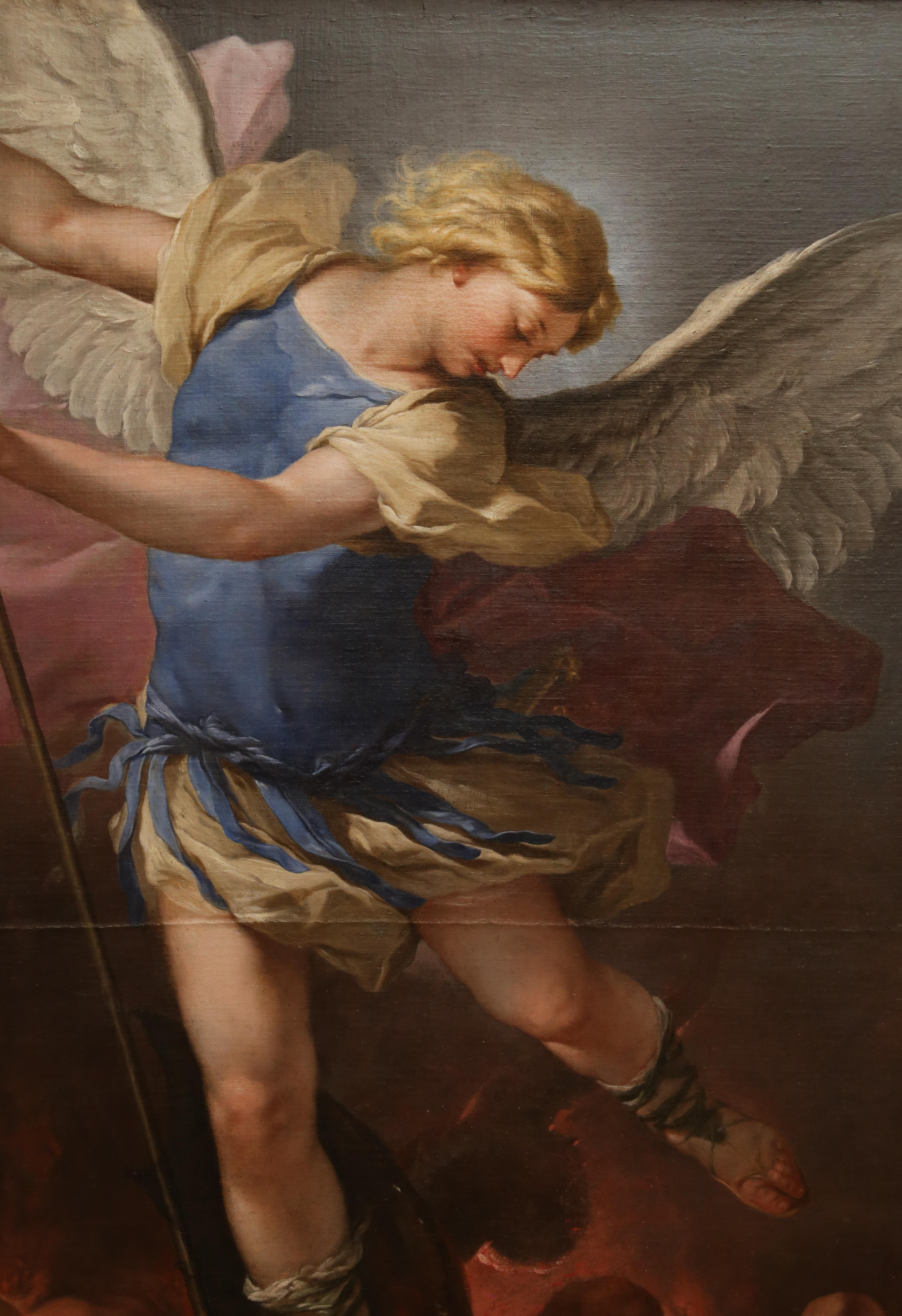
Luca Giordano, détail de Saint Michel archange, 1663, musées d'État de Berlin

### Le luminisme de Baciccio et le plasticisme du Bernin (années 1680)
Au cours de sa deuxième maturité, Giordano fait un véritable saut de qualité stylistique avec les fresques de Florence du palais Medici-Riccardi, achevées entre 1682 et 1685.
À partir de ce moment, l'activité de Giordano se focalise sur la fresque, même s'il ne dédaigne pas les œuvres picturales sur toile, qui sont cependant parfois affectées par le niveau de qualité erratique du peintre. Dans les cycles que le peintre exécute dans cette deuxième maturité artistique, le fort éclat (de la mémoire baciccienne) et l'intense système chromatique des scènes(cortonesques), sont évidents, avec le rendu de l'espace et des personnages représentés, particulièrement agités et nombreux, qui développent des histoires qui se succèdent dans les bords de la voûte, offrant une sensation de mouvement continu typique des sculptures du Bernin à Rome. Les caractéristiques de cette nouvelle manière du peintre se retrouvent dans toutes les fresques réalisées par Giordano après celles du palais Medici-Riccardi à Florence, dans celles des églises des Girolamini et San Gregorio Armeno à Naples, ainsi que dans celles de Madrid et de l'Escurial pendant la décennie espagnole, jusqu'au point culminant de son parcours, avec les fresques de la chapelle du Trésor de la chartreuse Saint-Martin, de retour à Naples.
Des œuvres sur toile destinées à des collectionneurs privés plutôt que pour des églises publiques appartiennent également à ce groupe, comme le Neptune de Seattle, la Vierge à l'Enfant de Montpellier, où revient également le caractère classiciste de la composition, Le Sermon du Baptiste de Los Angeles, la Sainte Anne de l'église Santa Maria in Campitelli à Rome et La Madone au baldaquin du musée de Capodimonte.

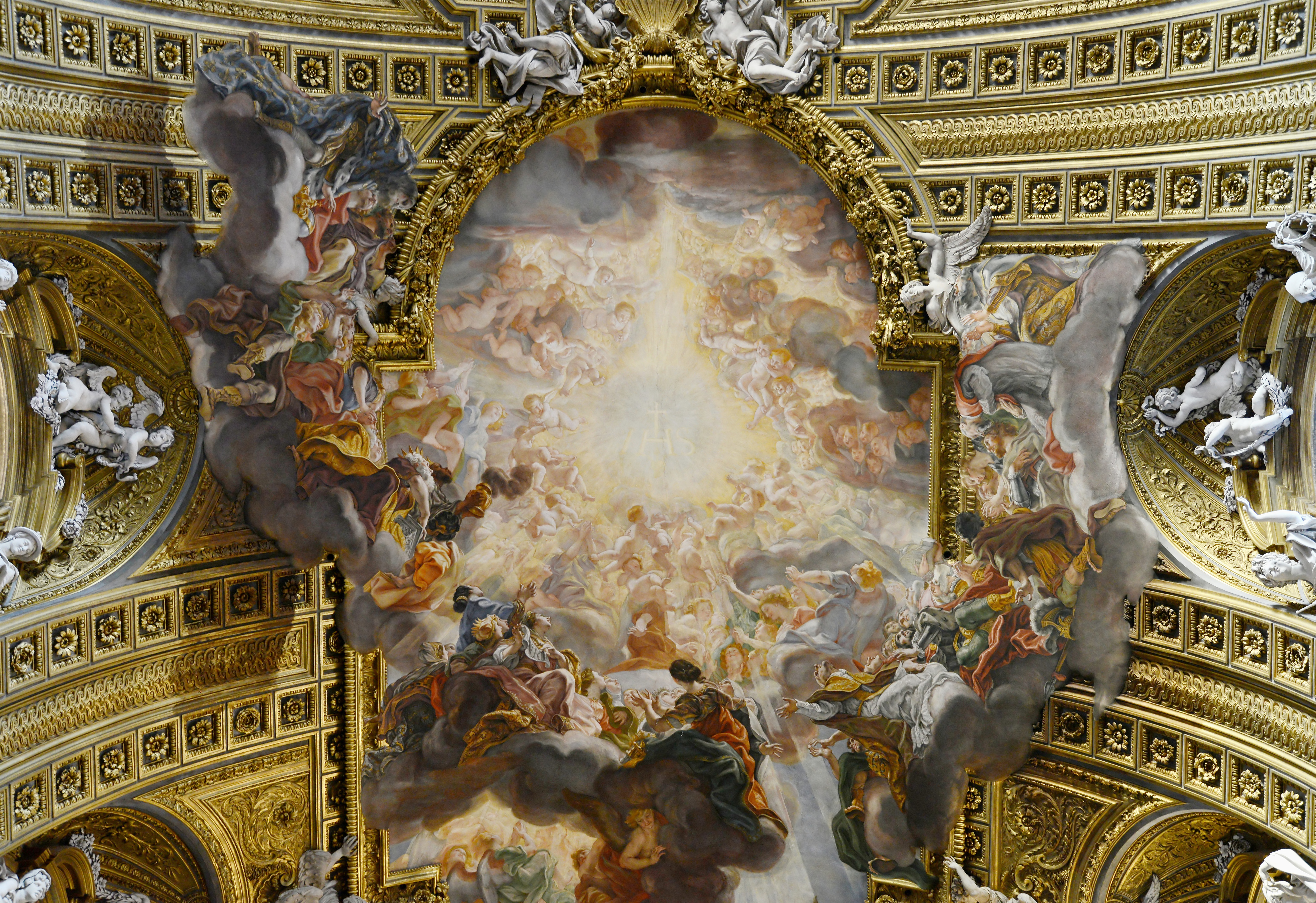
Baciccio, détail du Triomphe du nom de Jésus, 1679, Église del Gesù de Rome
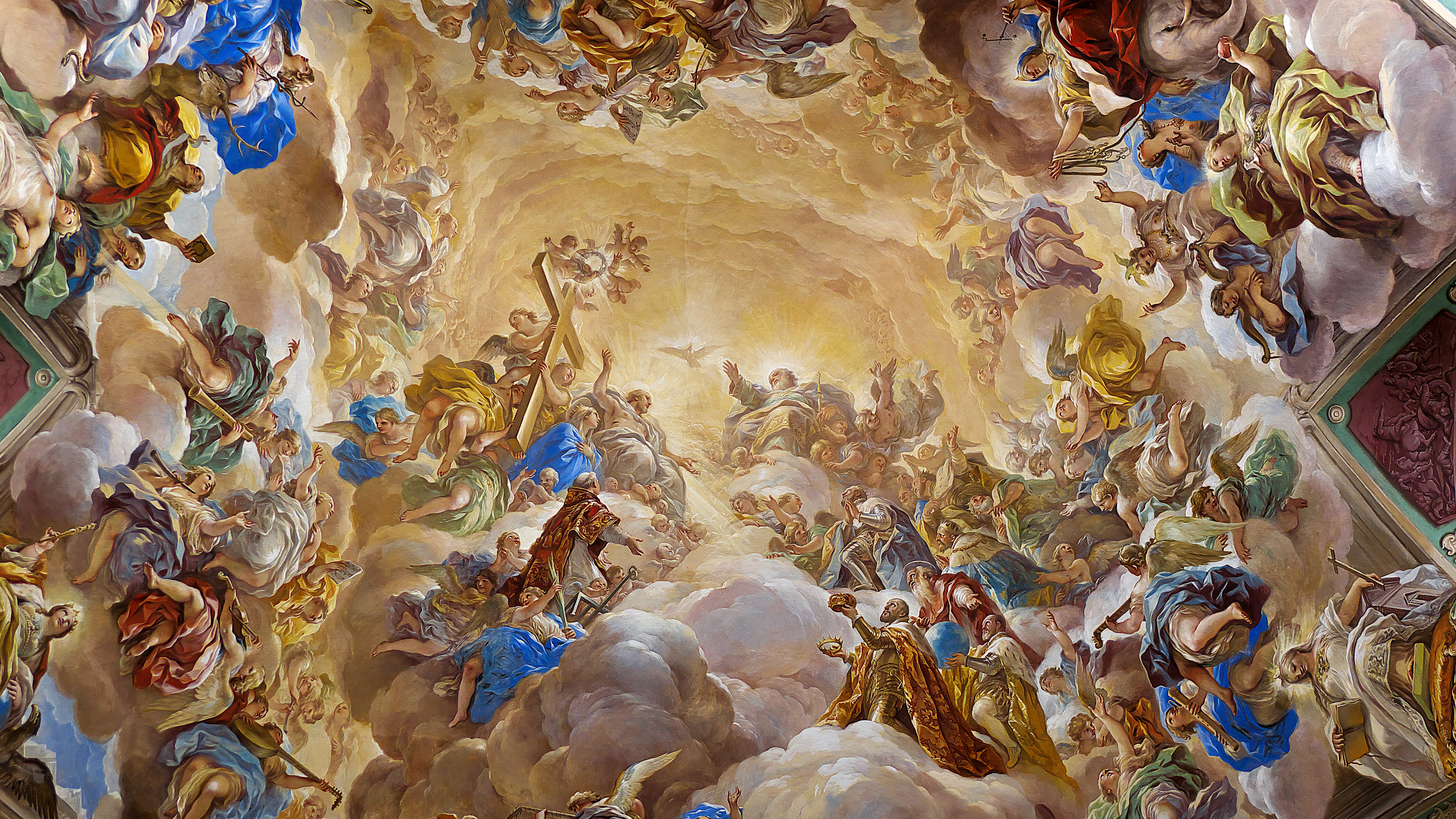
Luca Giordano, détail de la fresque de l'Escalera, 1694, monastère de l'Escurial

## Liste des principales œuvres

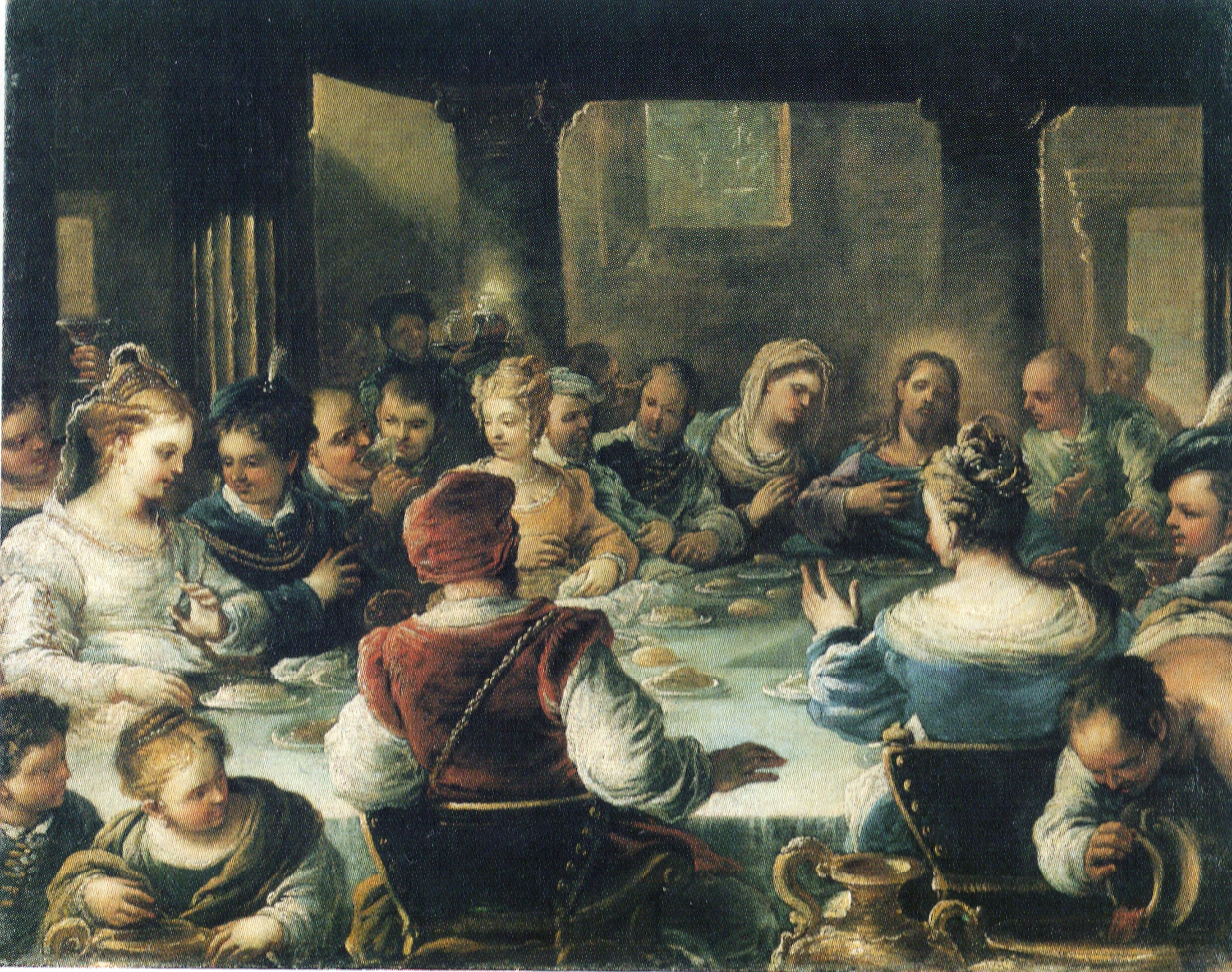
Les Noces de Cana (1663), Naples, chartreuse San Martino.

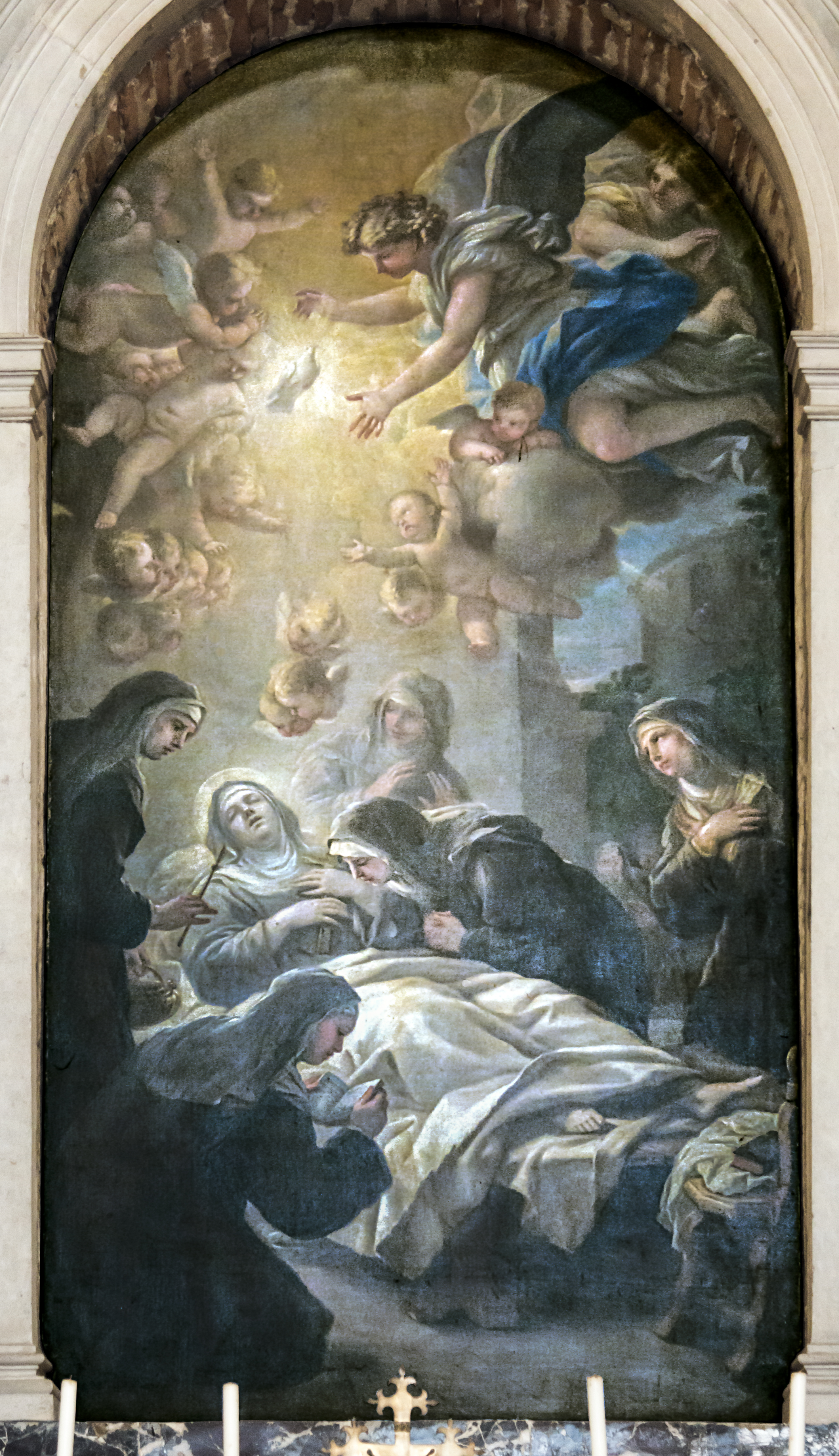
La Mort de saint Scolastique (1674), Padoue, basilique Sainte-Justine.

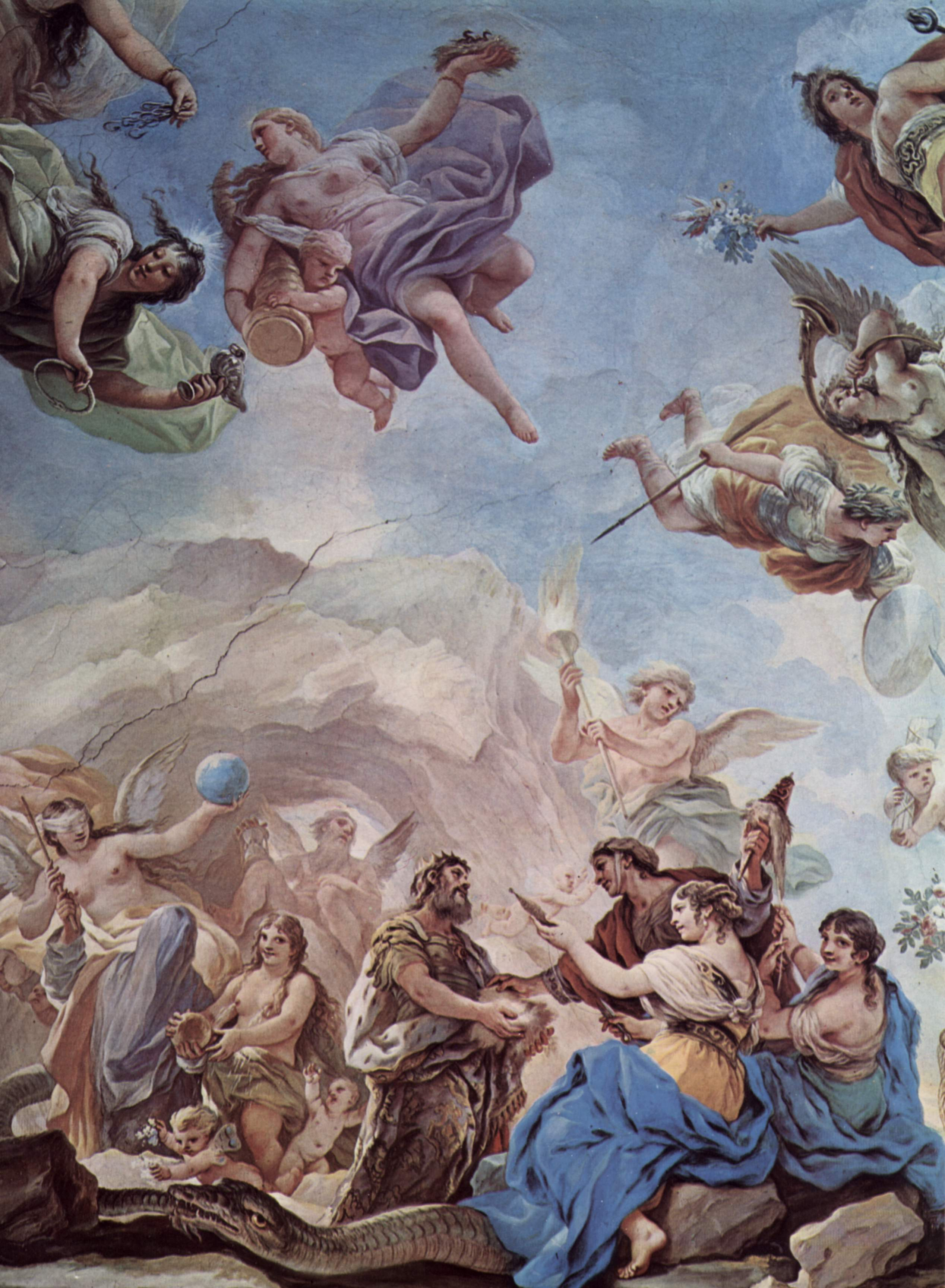
La Création de l'homme (1684-1686).
Fresque du Palazzo Medici Riccardi à Florence.

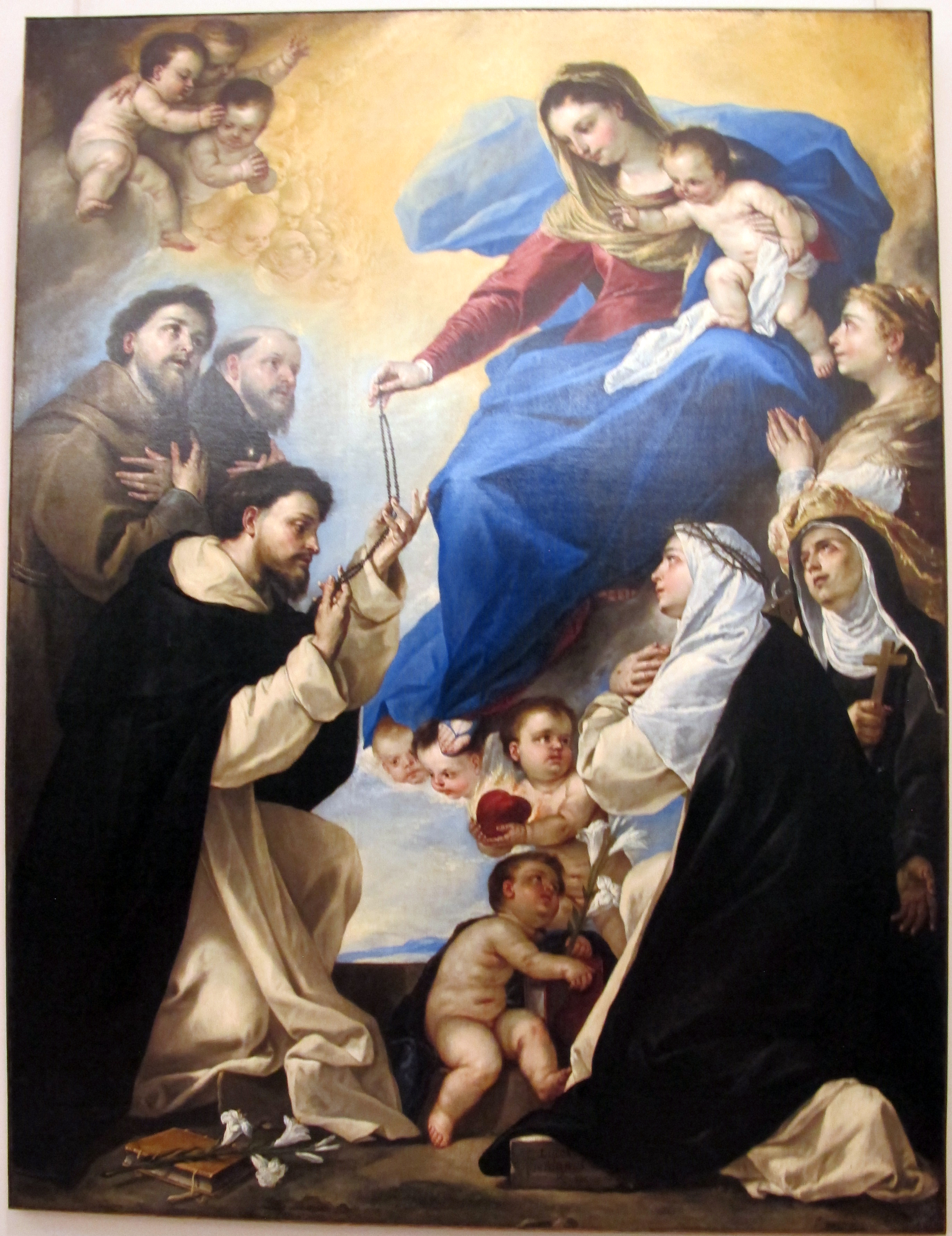
Notre-Dame du Rosaire (vers 1686), musée de Capodimonte de Naples.

« Peintre virtuose et infatigable, surnommé, de son vivant, « Luca Fa Presto », il est l'auteur de plus d'un millier d’œuvres. Artiste curieux, en constante métamorphose, il a su réaliser une synthèse séduisante entre la tradition napolitaine, la couleur vénitienne et les grands programmes du baroque».

### Œuvres autographes

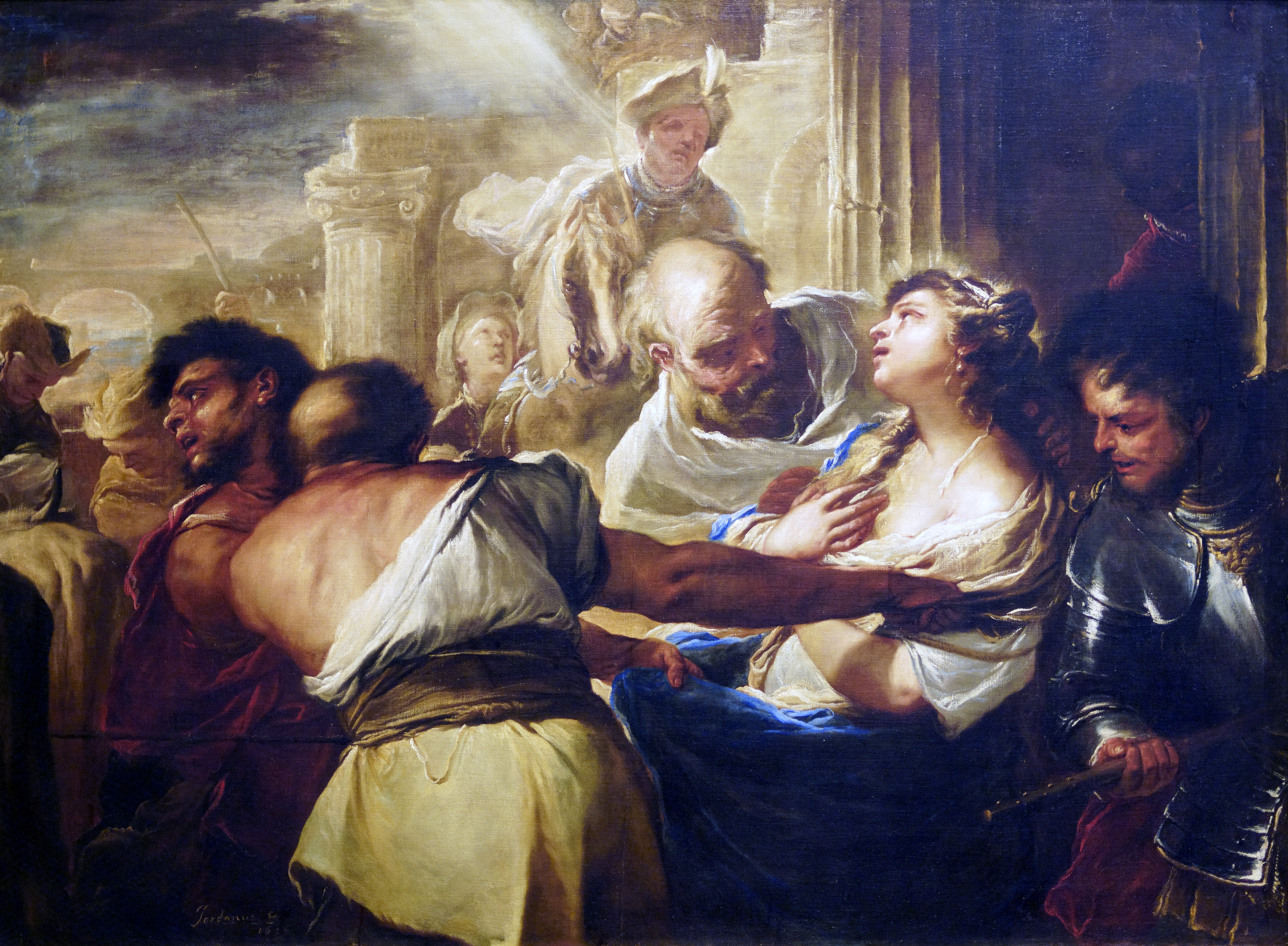
Le martyr de Sainte Lucie, peinture de Luca Giordano, conservée au musée de Capodimonte.

- Le Bon Samaritain (vers 1650), huile sur toile, 136,5 × 167,5cm, musée des Beaux-Arts, Rouen
- La Dispute des philosophes (vers 1650-1652), huile sur toile, 120 × 175 cm, musée des beaux-arts, Bordeaux ;
- La Dispute des théologiens (vers 1650-1652), huile sur toile, 122 × 177 cm, musée des beaux-arts, Bordeaux ;
- Saint Luc peignant la Vierge (1650-1655), huile sur toile, 230 × 190 cm, musée des beaux-arts de Lyon
- La Crucifixion de Saint Pierre (1655-1660), huile sur toile, 196 × 258 cm, Gallerie dell'Accademia de Venise, Venise[27]
- Saint Michel Archange chassant les anges rebelles (1657), huile sur toile, Église de l'Ascension de Chiaia, Naples
- Les Noces de Cana (1659-1660), huile sur toile, 80 × 100 cm, musée Capodimonte, Naples[28]
- Apollon et Marsyas (v. 1660), huile sur toile, 205 x 259 cm, musée Capodimonte, Naples
- La Forge de Vulcain (v. 1660), huile, 192 × 151 cm, musée de l'Ermitage, Saint-Pétersbourg[29]
- Le Philosophe Chilon (vers 1660), huile sur toile, 115 × 93 cm, musée des beaux-arts et d'archéologie, Besançon
- Portrait d’un philosophe (vers 1660), huile sur toile, 114,4 × 96,8 cm, palais des beaux-arts, Lille.
- Le Retour de Perséphone (vers 1660-1665), huile sur toile, 174 × 314 cm, musée Vivant-Denon, Chalon-sur-Saône ;
- Saint Dominique (1660-1662), huile sur toile, 540 × 270 cm, musée des beaux-arts de Nantes[30]
- Lucrèce et Tarquin (1663), huile sur toile, 80 × 100 cm, musée Capodimonte, Naples[28]
- Notre-Dame du Rosaire (1663-1665), huile sur toile, église San Potito de Naples[31]
- L'Enfance de la Vierge (1664), huile sur toile, église Santa Teresa a Chiaia de Naples
- Autoportrait (1665), huile sur toile, 72 × 57 cm, musée des Offices, Corridor de Vasari, Florence. Peut-être commandé par le cardinal Léopold de Médicis[32].
- La Nativité de la Vierge (v. 1665), église Santa Maria in Campitelli, Rome
- L'Archange saint Michel rejette les anges rebelles en enfer (v. 1665), toile signée, 419 × 283 cm, Kunsthistorisches Museum de Vienne. Provient de l'église italienne des Frères mineurs à Vienne[33].
- Histoire de la Vierge, basilique Santa Maria della Salute, Venise
  - Assomption (1667)
  - La Présentation de la Vierge au Temple (v. 1672-1674), huile sur toile, 540 × 270 cm. Envoyée de Naples à Venise avec une Naissance de la Vierge[27]
- Allégorie de la Foi brûlant les livres de l’Hérésie ( ?), 1670-1680, huile sur toile, 72,5 x 50,5 cm, musée des Beaux-Arts d’Orléans[34]
- Le Christ parmi les Docteurs de la loi, (v.1670), huile sur toile, 88 × 135 cm, Galerie nationale d'art ancien, Palais Corsini, Rome ;
- Allégorie (1670), Getty Center, Los Angeles
- La visione di Sant'Ignazio, église San Giuseppe a Chiaia, à Naples (v.1680)
- Renaud et Armide découverts par les chevaliers (1672-1674), huile sur toile, 229 × 279 cm, musée des beaux-arts de Lyon[35]
- La Mort de saint Scolastique, 1674, huile sur toile, Padoue, basilique Sainte-Justine
- Le Triomphe de Galatée (avt 1677), huile sur toile, 262 × 305 cm, galerie Palatine, Palais Pitti, Florence[32]
- Fresques du plafond de la galerie du palais Medici-Riccardi à Florence (v. 1680)
- Fresques de la chapelle Corsini, église Santa Maria del Carmine, Florence (v. 1680)
- Jézabel dévorée par les chiens (v. 1680), Palazzo Arnone à Cosenza
- La Présentation au Temple (v. 1680), musée des beaux-arts, Rennes
- La Pétrification de Phinée (v. 1680), huile sur toile, 275 × 366 cm, National Gallery, Londres[36]
- L'Enlèvement d'Hélène (v. 1680-1683), huile sur toile, 139 × 249 cm, musée des beaux-arts, Caen
- L'Enlèvement de Déjanire (1682), huile sur toile, 51 × 66 cm, musée des Offices, Florence[32]
- La Mort de Sénèque (1684-1685), huile, 155 × 188 cm, musée du Louvre, Paris[37]
- La Prédication de saint Jean-Baptiste (v. 1685), huile sur toile, église Saint-Jean-Baptiste-des-Moniales de Naples
- La Madone au baldaquin (v. 1686), huile sur toile, 430 × 240 cm, musée Capodimonte, Naples[28]
- Le Mariage de la Vierge (v. 1688), toile, 115 × 135 cm, musée du Louvre, Paris[37]
- L'Adoration des bergers (v. 1688), toile, 115 × 136 cm, musée du Louvre, Paris[37]
- Ange et Vierge de l'Annonciation (vers 1694), Collection Molinari Pradelli, Marano di Castenaso
- Le Passage de la mer Rouge, fresque (terminée en 1696 par Simonelli), église Santa Maria Donnaromita, Naples
- Orphée charmant les animaux (v. 1697), huile sur toile, 176 × 353 cm, Patrimonio nacional, Madrid[38]
- Tancrède baptisant Clorinde, (1697), huile sur toile, collection particulière à Salamanque[39]
- La descente de la Vierge pour la remise de la chasuble de saint Ildefonse, (v.1697), fresque à la voûte de la Cathédrale Sainte-Marie de Tolède
- Le Triomphe de Judith (v. 1703), huile sur toile, 71 × 103 cm, Bowes Museum, Barnard Castle, Angleterre[40]
- Saint Laurent Giustiniani adorant les enfants, église Santa Maria Maddalena, Rome ;
- L'Archange saint Michel vainqueur du démon, musées d'État de Berlin, Berlin ;
- Fresques de la Basilique de San Lorenzo et du plafond de l'escalier du monastère de l'Escurial, Madrid
- Triomphe de Judith, chapelle du trésor, église de la chartreuse Saint-Martin, Naples ;
- Le Christ et la femme adultère, musée national della Magna Grecia ;
- La Mort de Lucrèce, musée Calvet, Avignon (France) ;
- La Mort de Caton, huile sur toile, 150 × 188cm, musée des beaux-arts, Chambéry ;
- Le Martyre de saint Sébastien, huile sur toile, 125 × 95 cm, musée Fesch, Ajaccio[41]
- Martyre de Saint Janvier, huile sur toile, 99 × 73 cm, legs d'Albert Pomme de Mirimonde à la RMN, affecté au musée de Gray (Haute-Saône), musée Baron-Martin.
- L'Histoire écrivant ses récits sur le dos du Temps, huile sur toile, 1 215 × 1 750 cm, musée des Beaux-Arts de Brest[42]
- L'Élévation de la croix, huile sur toile, 1 056 × 1 217 cm, musée des Beaux-Arts de Brest[42]
- Saint Luc peignant la Vierge, huile sur toile, 2 030 × 2 615 cm, musée des Beaux-Arts de Brest[42]

### Œuvres attribuées
- La Mort de la Vierge, musée Jeanne d'Aboville, La Fère, serait l'œuvre de Luca Giordano ou du moins de son entourage.
- Hercule au repos (attribué), musée Goya, Castres.
- La mort de Cléopâtre (atelier), musée d'art Roger-Quilliot, Clermont-Ferrand.
- La Conversion de sainte Marie l'Égyptienne, église Santa Maria Egiziaca a Forcella de Naples.
- La Fuite d'Égypte de sainte Marie l'Égyptienne, église Santa Maria Egiziaca a Forcella de Naples.
- La Déposition, église de la Pietà dei Turchini de Naples.
- L'Invention de la Croix, église de la Pietà dei Turchini de Naples.
- Saint Hyacinthe passant le Boristhène, église de la Pietà dei Turchini de Naples.
- Sainte Rose de Lima ayant la vision de la Madone, église de la Pietà dei Turchini de Naples.

## Expositions

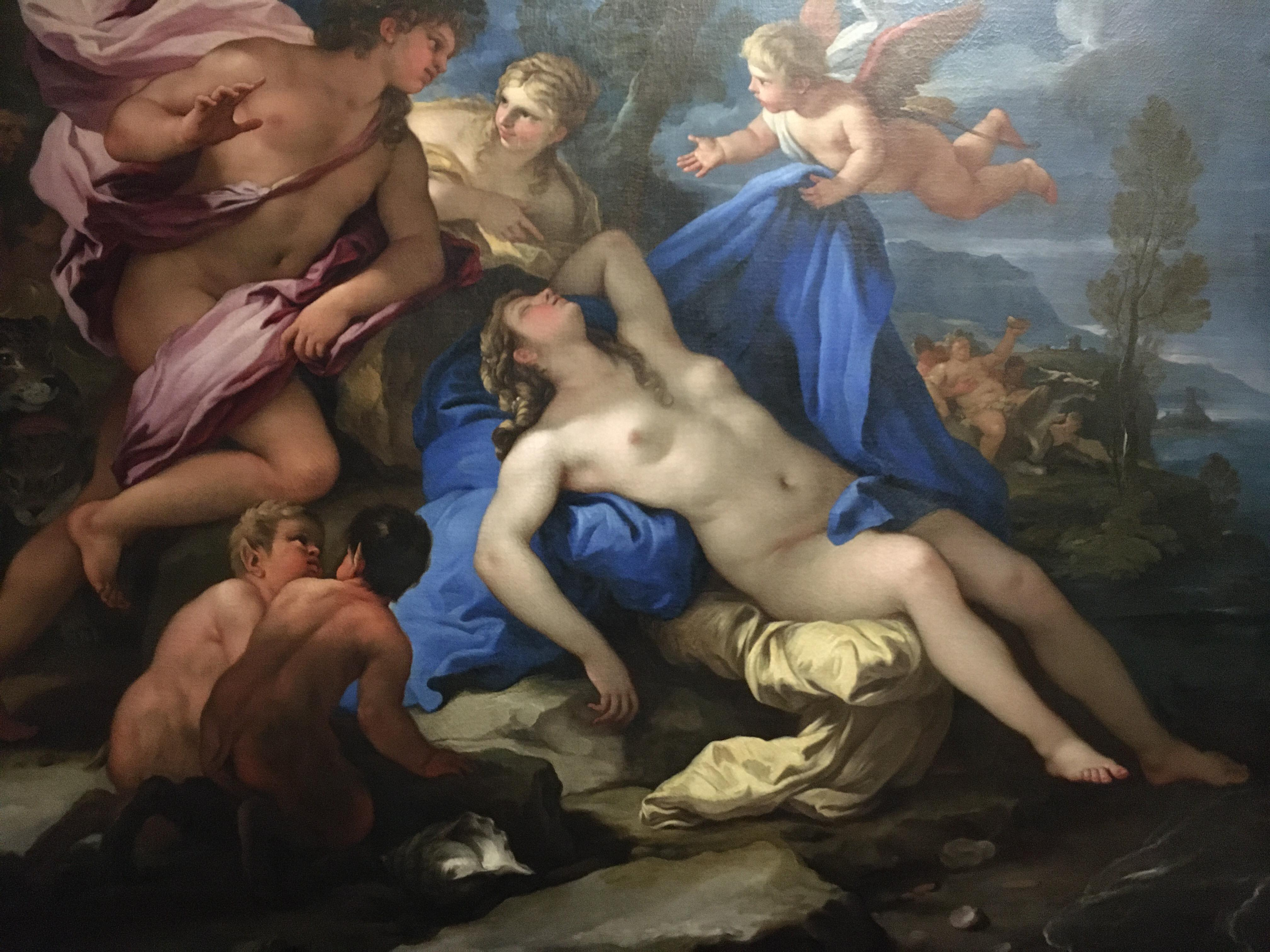
Luca Giordano, Ariane abandonnée, huile sur toile, Vérone, Musée de Castelvecchio.

L’exposition « Luca Giordano. Le triomphe de la peinture napolitaine » a été présentée au Petit Palais, à Paris, du 14 novembre 2019 au 23 février 2020.

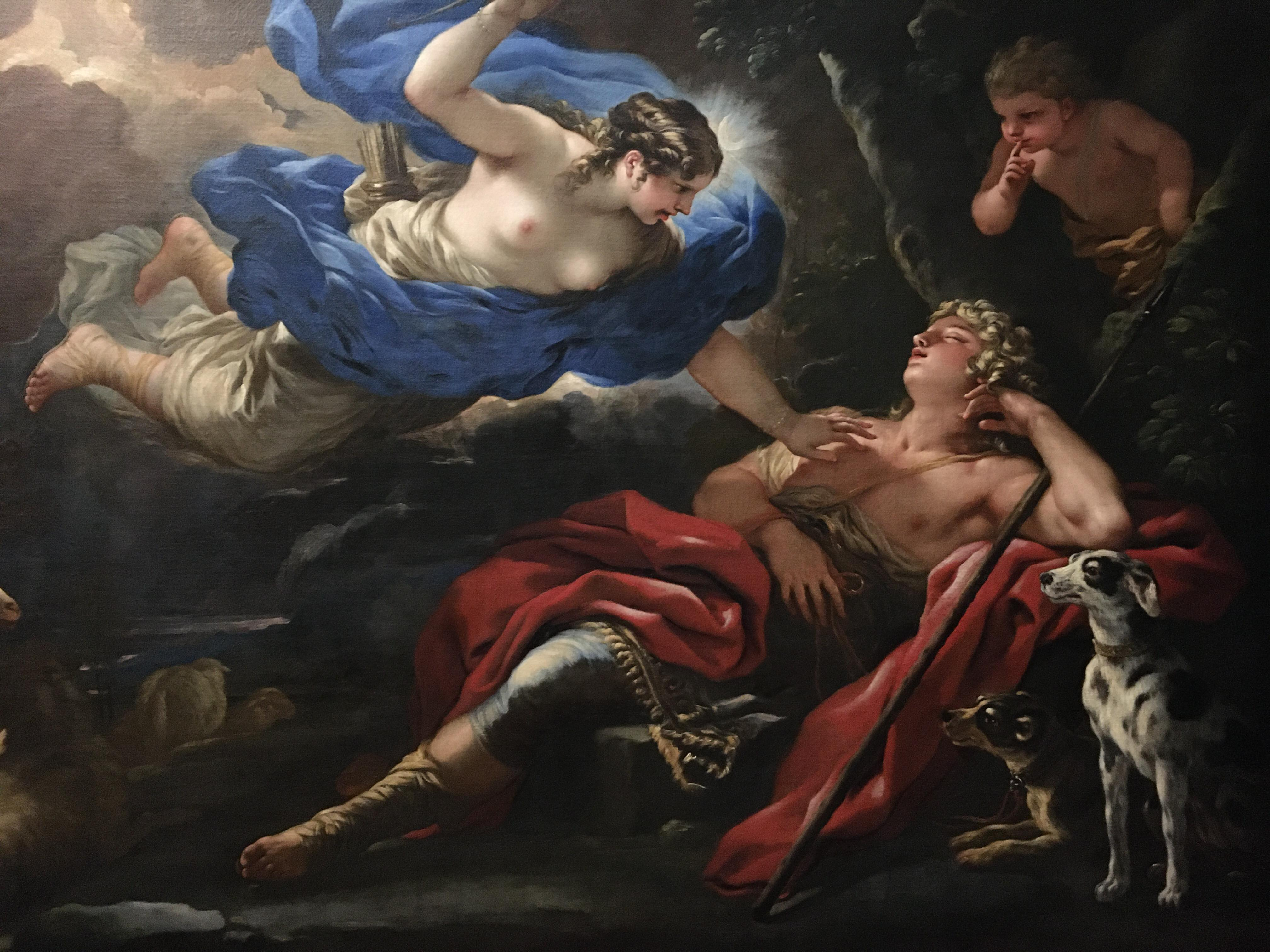
Luca Giordano, Diane et Endymion, 1675-1680, huile sur toile, Vérone, Museo di Castelvecchio.